# スキマスイッチ
スキマスイッチは、大橋卓弥と常田真太郎からなる日本の音楽ユニット。所属事務所はオフィスオーガスタ。レーベルはオーガスタレコード。
1999年結成。2003年メジャー・デビュー。略称は「スキマ」。

## メンバー
- 大橋卓弥（おおはし たくや）
1978年5月9日生まれ。愛知県東海市出身。
主にボーカル、ギター、ハーモニカを担当。
- 常田真太郎（ときた しんたろう）
1978年2月25日生まれ。愛知県名古屋市緑区出身。
主にピアノ、コーラス、オルガン、トータルサウンドトリートメントを担当。

## 概説

### 結成の経緯
- 上京直後は、それぞれ別のバンドで音楽活動をしていた。
- 大橋の歌声とメロディセンスに惚れ込んでいた常田は大橋に対して、一緒に音楽をやろうと何度も積極的にアプローチを続けたり、当時大橋が組んでいたバンドの楽曲を勝手に編曲・アレンジしたりして聴かせたりしていた。
- しかし、当時の大橋は、常田に対して良い印象を持っていなかったため、結成には至らず（当時は鍵盤担当ながら大橋よりも下手だったことが一因）。
- 当時、常田がバンド活動と並行して他アーティストの楽曲アレンジやインディーズレーベル「空間レコード」の経営を手がけていたことから、大橋が自作のCDを作りたいと、楽曲のアレンジなどレコーディングを依頼。
- 常田が自身の作品を売り込む際に、大橋の音源を忍ばせたところ、その曲だけが最初から最後まで聴いてもらえ、群を抜いて高評価を受ける。その時に「組んでるの？」と聞かれ、即座に「はい、組んでます」と言ってしまった常田は、その日の夜に電話で大橋に「組むことになったから」と伝え、「デビューできる」「某有名プロデューサーたちと仕事ができる」などと言いくるめて結成が決まった。

### ユニット名の由来
当時の常田の部屋で目に入った襖の「隙間」と電気の「スイッチ」を組み合わせて作った造語。名称に深い意味は無く、響きを重視して付けられた。

### 音楽活動に対する姿勢

#### 楽曲制作
- デビューから一貫して「等身大の音楽」をテーマに楽曲を制作している[3]。
- 一部の企画的な楽曲を除いて、デビューから一貫して二人のみで作詞・作曲・編曲を行っている。
- 楽曲制作は必ず二人で行っており「どちらかが一人で作り切った曲はない」と語っている。そのため歌詞カードには必ず二人の名前を連名でクレジットしている[4]。
- 二人の意見がぶつかった時には「お互いの好みでしかないから、多数決はできない」という考えから、どちらかの案を採用するのではなく「ふたつとも捨てて新しい案を作る」というスタンスを取っている[4]。
- 基本的には曲先行で楽曲を作ることが多い。理由は「メロディーを自由に書きたい」ため[5]。
- 作詞に関しては、二人とも作詞をする都合上、歌詞の軸がぶれないように主人公のディテールを二人で話し合ってから取掛ることとしている[6]。
- また、歌詞において、サウンドとして捉えてもらいたい言葉は本来漢字で表記できるものであってもあえてカタカナ表記とすることが多い[6]。
- 歌詞にはいつも裏テーマを忍ばせている[4]。
- シングルのカップリング曲については「実験の場」として捉えていると語っている[7]。
- レコーディングにおいては、積極的に最新技術を取り入れている。アリオラジャパン所属中は、「リスナーに自分たちの音楽をよりよい音で聴いてほしい」という気持ちからCD作品の初回盤は高音質のBlu-spec CDを採用していた。邦楽シングル新譜作品でBlu-spec CDを採用したのはスキマスイッチが初[8]。
- また、2023年の活動においては「360 Reality Audio」音源の制作にも精力的に取り組んだ[9]。

#### ライブ活動
- ライブ活動については「僕たちにとってのライブは、やっぱりお客さんを楽しませること。あと良い意味で裏切るっていうこと。「うわ!なんだこれ!」って思ってもらいたい。」[10]と語っており、デビューからほぼ毎年、創意工夫を凝らしたライブ・ツアーを展開している。
- ツアーについては、アルバムリリース後のツアーだけでなく、「今、スキマスイッチがやりたい楽曲」をリアレンジを中心に披露する『POPMAN’S CARNIVAL』[11]やカバー曲のみを演奏する『THE PLAYLIST』[12]、対バンツアー[13]などあらゆる形態のツアーを展開している。
- ライブの形態も様々で、通常のバンド形態以外にもメンバー二人のみの「DOUBLUES」[14]やフルオーケストラを携えたライブを開催するなどしている[15]。
- また「リハーサルを重ね、いろんな仕掛けを作るという意味では、大橋と常田の勝負であり、スキマスイッチとお客さんとの勝負でもある」と考え、二人の中で「ライブは試合」と位置付けている[10]。

### 公式ファンクラブ
公式ファンクラブ名は「DELUXE」。WEB版会報やメンバーのビデオメッセージなど会員限定コンテンツを展開。また、デビュー日である7月9日にはストリーミングイベント「デラデラ79」をオンエアしている。

### 影響

#### 影響を受けたアーティスト
- 大橋は玉置浩二、ビートルズ、德永英明、Mr.Childrenを挙げている。特に玉置浩二は歌唱方法を参考にするなど一番影響を受けたと語っている[18]。また、歌い方のクセは「多分、浜省さん（浜田省吾）からだろうね」と語っている[19]。
- 常田は槇原敬之と小林武史、GRAPEVINEを挙げている[20]。
- クリスマスの約束で交流の深い小田和正に対しては、30歳の年の差があることから度々「30年後を目指して走り続けたい」と発言している。また、常田は「一挙手一投足が人を引きつける。そんな人を間近で見ていたら、僕ら後輩が頑張らないなんて選択肢はない。」と語っている[21]。
- また、二人のルーツとして奥田民生を挙げており[22]、自身の楽曲のリアレンジを依頼したり[23]自身のYouTube番組にゲストとして招いたり[24]するなど度々共演している。

#### 他アーティストへの影響
- Kaede（Negicco）
  - ファンであることを公言している[25][26][27]。
- Uru
  - スキマスイッチのライブを観たことがデビューを志したきっかけになったと語っており[28]、デビュー直前にはブログに「スキマスイッチに会えるように頑張る」と記していた[29]。
  - 2020年4月のミュージックステーションで共演を果たし、二人に手紙を渡したことを自身のTwitterで報告している[30][31][32][33][34][35]。
- はっとり（マカロニえんぴつ）
  - 大ファンであると公言している[18]。
  - また、自身の音楽のルーツであるともしており[36]、「メロディのわびさびを学んだのはスキマスイッチ」「自分の曲に絶対にグッとくるポイント、泣きメロポイントがほしくなるのはスキマスイッチイズム」と語っている[37]。
- Official髭男dism
  - ボーカルの藤原が「中学生の頃からすごく聴いている」「歌詞を重視するきっかけになった」と公言している[38]。
  - また、Official髭男dismの特別番組にメンバーの尊敬するアーティストとして出演し対談を行っている[39]。
- Ayase（YOASOBI）
  - 音楽のルーツとして挙げている[40][41]。
  - アメリカのポップカルチャーニュースサイトのインタビューを受けた際に、自身に影響を与えたJ-POPのアルバムの1枚として『グレイテスト・ヒッツ』を挙げており、「間違いなく（自分自身の）メロディーやフレーズの作り方に多くの影響を与えた」と語っている[42]。
- Anly
  - J-POPに興味を持つきっかけであると語っている[43]。
- 藤井風
  - 自身のYouTube番組で「最初に好きになったJ-POP」と語っている[44]。

## 来歴
1999年
- 大橋が常田に曲のアレンジを依頼。これがきっかけとなり、常田主導でスキマスイッチ結成[45]。

2000年
- 4月1日、インディーズ・オリジナル・アルバム『10チャンネル』発売。
- 12月6日、赤坂BLITZ、ぴあ、日音の3社が共同で始めたBlitz-Pia Recordsより発売されたコンピレーションCD「BLITZ･PIA SELECTION FROM NEWCOMER CARNIVAL 2000」に参加。

2001年
- 本格的なライブを渋谷・新宿にて始め、自らの主催による「想いコンダーラ」というライブイベントを複数回開催。
- 3月、インディーズ・ミニ・アルバム『僕の話』発売。
- 赤坂BLITZでのライブに出演した際に、最初のマネージャーである樋口健の目に止まり、オフィスオーガスタとの契約に至る[46]。

2002年
- 8月4日、「AUGUSTA CAMP 2002」のサブステージに出演。

2003年
- 7月9日、1stシングル『view』でメジャー・デビュー。
- 9月17日、ミニ・アルバム『君の話』発売。

2004年
- 6月23日、1stアルバム『夏雲ノイズ』発売。

2005年
- 7月20日、2ndアルバム『空創クリップ』発売。8月1日付オリコンアルバムチャート初登場1位を記録。
- 8月9日、常田がオフィシャルサイトにて結婚を報告[47]。
- 12月31日、「全力少年」で第56回NHK紅白歌合戦初出場。

2006年
- 2月28日、常田がプライベートレーベル"doppietta"を設立。
- 7月12日、2人のプロデュースによる福耳の新曲「惑星タイマー」発売。オリコンシングルチャート初登場6位を記録。
- 8月16日、8thシングル『ガラナ』発売。8月28日付オリコンシングルチャート初登場1位を記録。
- 11月30日、第48回日本レコード大賞の審査委員会で「ボクノート」が大賞にノミネートされ、金賞を受賞。
- 12月31日、「ボクノート」で第57回NHK紅白歌合戦2回目の出場。

2007年
- 8月1日、初のベスト・アルバム『グレイテスト・ヒッツ』発売。
- 8月14日、『グレイテスト・ヒッツ』が2007年8月13日付、8月20日付のオリコン・週間アルバムチャートにて、自身初の2週連続1位を獲得。
- 9月29日、大橋がオフィシャルサイトにて結婚を報告[48]。
- 12月14日、オフィシャルサイトにて、大橋卓弥ソロ・プロジェクト発表。
- 12月31日、「奏（かなで）」で第58回NHK紅白歌合戦3回目の出場。スキマスイッチとしての活動と並行しながら、各自ソロ活動を開始。

2008年
- 4月2日、初のライブ・アルバム『スキマスイッチ ARENA TOUR'07"W-ARENA"』を発売。
- 6月11日、初のライブDVD「スキマスイッチ ARENA TOUR'07"W-ARENA"THE MOVIE」を発売。

2009年
- 5月20日、11thシングル『虹のレシピ』発売。邦楽シングル新譜作品で初となるBlu-spec CDを採用[8]。
- 11月17日、大橋がオフィシャルサイトにて第一子誕生を報告[49]。

2011年
- 3月13日、東北地方太平洋沖地震を受け、YouTubeに「奏（かなで）」をアップ。
- 7月9日、デビュー8周年となるこの日、三作連続配信リリース第一弾となる「センチメンタル ホームタウン」配信。8月13日に「石コロDays」、9月14日に「晴ときどき曇」を配信。

2012年
- 8月22日、セルフカバー・アルバム『DOUBLES BEST』発売[50]。
- 10月26日（-2013年3月31日）、自身初の全都道府県ツアーとなる「スキマスイッチTOUR2012-2013“DOUBLES ALL JAPAN”」を開催[50]。
- 11月22日、第54回日本レコード大賞の審査委員会で『DOUBLES BEST』が企画賞を受賞。

2013年
- 3月31日、自身初となる全都道府県ライブビューイングを実施。沖縄市民会館で開催した「スキマスイッチTOUR2012-2013“DOUBLES ALL JAPAN”」のツアーファイナル公演の模様を生中継した[51]。
- 7月27日、自身のプロデュースによる「Sukimaswitch in Augusta Camp 2013」開催。
- 8月21日、オールタイム・ベスト・アルバム『POPMAN'S WORLD〜All Time Best 2003-2013〜』発売。
- 11月27日、2014年3月8日にアメリカ合衆国ハワイ州ホノルルで開催される『第2回 ホノルル・レインボー駅伝（EKIDEN）2014』のオフィシャルサポーター就任、および同大会のオフィシャルイメージソングに「虹のレシピ」が起用されることを発表[52]。
- 12月28日、初の日本武道館単独公演となる「Symphonic Sound of SukimaSwitch」を開催。

2014年
- 3月8日、アメリカ合衆国ハワイ州ホノルルにて開催された『第2回 ホノルル・レインボー駅伝（EKIDEN）2014』に合わせて、初の海外公演を実施。
- 5月度の日本レコード協会リリースにおいて、「奏（かなで）」のフル配信が100万DL認定[53]。

2015年
- 6月30日、「TOUR 2015 “SUKIMASWITCH”」全32公演即日ソールドアウトにつき、追加公演「TOUR 2015 “SUKIMASWITCH” SPECIAL」を開催[54]。

2016年
- 4月13日、アナザー・ベスト・アルバム『POPMAN'S ANOTHER WORLD』発売。

2017年
- 2月15日、アーティスト12組をプロデューサーに迎えリアレンジされた、セルフカバーアルバム『re:Action』発売[55]。
- 3月1日、自身初のコラボレーションシングル『この闇を照らす光のむこうに』を"Anly＋スキマスイッチ＝"名義で発売[56]。

2018年
- 5月1日、コラボレーションカフェ『スキマの花屋カフェ』を開催[57]。
- 9月19日、自身初のセレクション・アルバム『スキマノハナタバ 〜Love Song Selection〜』発売。
- 10月10日から11月13日にかけて、自身初となる写真展「SUKIMASWITCH 15th Anniversary Live Photo Exhibition At ISETAN MITSUKOSHI」を開催[58]。
- 11月10日・11月11日、初の横浜アリーナ単独公演となる「SUKIMASWITCH 15th Anniversary Special at YOKOHAMA ARENA 〜Reversible〜」開催[59]。
- 11月16日、第60回日本レコード大賞の審査委員会で『スキマノハナタバ 〜Love Song Selection〜』が企画賞を受賞[60]。

2019年
- 4月5日、2008年12月8日にYouTubeで公開された「奏（かなで）」のミュージック・ビデオが、1億回再生を突破したことを発表[61]。併せて、YouTubeにオフィシャルチャンネルを開設。
- 11月16日、第61回日本レコード大賞の審査委員会において「青春」で編曲賞を受賞（大橋、常田それぞれの個人名義で受賞）[62]。
- 12月27日、アナログ専門レーベル「KU-KAN RECORDS」を立ち上げ、「青春」までの全てのシングルをアナログ7インチ化することを発表[63]。

2020年
- 4月8日、NexTone Award 2020において「奏（かなで）」でGold Medalを受賞（受賞者である著作者は大橋、常田それぞれの個人名義）[64]。
- 6月27日、自身初となる無観客による有料配信ライブ「Streaming LIVE "a la carte 2020" 〜実際にやってみた!〜」を開催[65]。

2021年
- 5月21日、自身初のYouTube番組「スキマスイッチのこのヘンまでやってみよう」の放送を開始[66]。
- 11月24日、8thアルバム『Hot Milk』と9thアルバム『Bitter Coffee』を同時発売。アルバムの2枚同時発売は自身初[67]。
- 12月1日、『Hot Milk』と『Bitter Coffee』が12月6日付のオリコン週間アルバムランキングで2作同順位の9位を獲得。同アーティストの同時発売された複数枚のアルバムが、同一推定売上枚数かつ同一順位でTOP10入りになったことはオリコン週間アルバムランキング史上初[68]。
- 12月22日、日本武道館にて、史上初の「漫画と音楽ライブのコラボレーション」となる「Soundtrack」を開催[69]。

2022年
- 4月27日、「奏（かなで）」がBillboard JAPANチャートにおけるストリーミングの累計再生回数1億回を突破したことを発表。2000年代にリリースされた楽曲では史上3曲目[70]。
- 12月22日、日本武道館にて、自身初となるファンからのリクエストで構成された「スキマスイッチ “Live Full Course 2022”〜20年分のライブヒストリー〜」を開催[71]。

2023年
- 1月30日、日本レコード協会が発表した「2022年12月度ストリーミング認定」にて、「奏（かなで）」が自身初のプラチナ認定（1億回再生）を受ける[72][73]。
- 7月5日、アニヴァーサリー・ベストアルバム『POPMAN'S WORLD -Second-』発売[74]。
- 12月5日、第一興商が発表した「通信カラオケDAM 30年間カラオケランキング（1994年4月〜2023年11月）」にて、「奏（かなで）」が9位にランクインした[75]。また、後日発表された「DAM30周年カラオケランキングTOP1,000」では、「全力少年」が438位、「ボクノート」が649位にランクインした[76]。
- 12月24日、初めてMCを務めるテレビ番組「アスリートの魔曲 〜あの勝利にはあの音楽があった〜」が放送[77]。

2024年
- 5月29日、デビュー20周年を記念して、自身初のトリビュートアルバム『みんなのスキマスイッチ』を発売[78]。
- 7月13,14日、自身が主催する「スキマフェス Supported by NTT DOCOMO Studio & Live」を開催[79]。
- 7月25日、日本レコード協会が発表した「2024年6月度ストリーミング認定」にて、「全力少年」がプラチナ認定（1億回再生）を受ける[80][81]。
- 12月3日、TOUR 2024-2025 “A museMentally”の恵那公演において、日本ガイシと共同し「100%カーボンニュートラル公演」を実現[82]。

2025年
- 6月26日、日本レコード協会が発表した「2025年5月度ストリーミング認定」にて、「奏（かなで）」が自身初のダブル・プラチナ認定（2億回再生）を受ける[83]。2000年代にリリースされた楽曲では史上初。
- 8月14日、「奏（かなで）」のミュージック・ビデオが、YouTubeで2億回再生を突破。

## ディスコグラフィ

### シングル
| #    | 発売日         | タイトル                      | 最高位 | 初収録アルバム                            |
| ---- | -------------- | ----------------------------- | ------ | ----------------------------------------- |
| 1st  | 2003年7月9日   | view                          | 68位   | 夏雲ノイズ                                |
| 2nd  | 2004年3月10日  | 奏（かなで）                  | 22位   | 夏雲ノイズ                                |
| 3rd  | 2004年6月16日  | ふれて未来を                  | 25位   | 夏雲ノイズ                                |
| 4th  | 2004年11月24日 | 冬の口笛                      | 6位    | 空創クリップ                              |
| 5th  | 2005年4月20日  | 全力少年                      | 3位    | 空創クリップ                              |
| 6th  | 2005年6月22日  | 雨待ち風                      | 7位    | 空創クリップ                              |
| 7th  | 2006年3月1日   | ボクノート                    | 3位    | 夕風ブレンド                              |
| 8th  | 2006年8月16日  | ガラナ                        | 1位    | 夕風ブレンド                              |
| 9th  | 2006年11月22日 | アカツキの詩                  | 6位    | 夕風ブレンド                              |
| 10th | 2007年7月11日  | マリンスノウ                  | 3位    | グレイテスト・ヒッツ                      |
| 11th | 2009年5月20日  | 虹のレシピ                    | 5位    | ナユタとフカシギ                          |
| 12th | 2009年10月14日 | ゴールデンタイムラバー        | 2位    | ナユタとフカシギ                          |
| 13th | 2010年7月7日   | アイスクリーム シンドローム   | 6位    | musium                                    |
| 14th | 2011年1月26日  | さいごのひ                    | 11位   | musium                                    |
| 15th | 2011年9月14日  | 晴ときどき曇                  | 10位   | musium                                    |
| 16th | 2012年6月27日  | ラストシーン                  | 10位   | POPMAN'S WORLD〜All Time Best 2003-2013〜 |
| 17th | 2012年8月8日   | ユリーカ                      | 16位   | POPMAN'S WORLD〜All Time Best 2003-2013〜 |
| 18th | 2013年6月19日  | スカーレット                  | 15位   | POPMAN'S WORLD〜All Time Best 2003-2013〜 |
| 19th | 2013年7月31日  | Hello Especially              | 17位   | POPMAN'S WORLD〜All Time Best 2003-2013〜 |
| 20th | 2014年7月23日  | Ah Yeah!!                     | 8位    | スキマスイッチ                            |
| 21st | 2014年11月19日 | パラボラヴァ                  | 21位   | スキマスイッチ                            |
| 22nd | 2014年12月3日  | 星のうつわ                    | 16位   | スキマスイッチ                            |
| 23rd | 2015年11月11日 | LINE                          | 16位   | 新空間アルゴリズム                        |
| 24th | 2016年11月30日 | 全力少年 produced by 奥田民生 | 32位   | re:Action                                 |
| 25th | 2017年9月13日  | ミスターカイト/リチェルカ     | 10位   | 新空間アルゴリズム                        |
| 26th | 2019年7月3日   | 青春                          | 20位   | スキマノハナタバ〜Smile Song Selection〜  |
| 27th | 2024年2月21日  | Lovin' Song                   | 10位   | A museMentally                            |

#### 通販限定
| 発売日        | タイトル                                    | 備考                 |
| ------------- | ------------------------------------------- | -------------------- |
| 2019年12月    | クリスマスがやってくる〜Christmas Edition〜 | 通信販売限定         |
| 2022年8月24日 | up!!!!!!(DULUXE盤)                          | ファンクラブ会員限定 |

### アルバム

#### オリジナルアルバム
| #    | 発売日         | タイトル           | 最高位 |
| ---- | -------------- | ------------------ | ------ |
| 1st  | 2004年6月23日  | 夏雲ノイズ         | 2位    |
| 2nd  | 2005年7月20日  | 空創クリップ       | 1位    |
| 3rd  | 2006年11月29日 | 夕風ブレンド       | 3位    |
| 4th  | 2009年11月4日  | ナユタとフカシギ   | 3位    |
| 5th  | 2011年10月5日  | musium             | 7位    |
| 6th  | 2014年12月3日  | スキマスイッチ     | 6位    |
| 7th  | 2018年3月14日  | 新空間アルゴリズム | 4位    |
| 8th  | 2021年11月24日 | Hot Milk           | 9位    |
| 9th  | 2021年11月24日 | Bitter Coffee      | 9位    |
| 10th | 2024年7月10日  | A museMentally     | 5位    |

#### ミニアルバム
| #   | 発売日        | タイトル | 最高位 |
| --- | ------------- | -------- | ------ |
| 1st | 2003年9月17日 | 君の話   | 30位   |

#### ベストアルバム
| 発売日        | タイトル                                  | 最高位 |
| ------------- | ----------------------------------------- | ------ |
| 2007年8月1日  | グレイテスト・ヒッツ                      | 1位    |
| 2012年8月22日 | DOUBLES BEST                              | 4位    |
| 2013年8月21日 | POPMAN'S WORLD〜All Time Best 2003-2013〜 | 2位    |
| 2016年4月13日 | POPMAN'S ANOTHER WORLD                    | 7位    |
| 2023年7月5日  | POPMAN'S WORLD -Second-                   | 8位    |

#### コンセプトアルバム
| 発売日        | タイトル  | 最高位 |
| ------------- | --------- | ------ |
| 2017年2月15日 | re:Action | 8位    |

#### セレクションアルバム
| 発売日        | タイトル                                  | 最高位 |
| ------------- | ----------------------------------------- | ------ |
| 2018年9月19日 | スキマノハナタバ 〜Love Song Selection〜  | 6位    |
| 2020年8月19日 | スキマノハナタバ 〜Smile Song Selection〜 | 11位   |

#### ライブアルバム
| #    | 発売日         | タイトル                                                               | 最高位 |
| ---- | -------------- | ---------------------------------------------------------------------- | ------ |
| 1st  | 2008年4月2日   | スキマスイッチ ARENA TOUR'07 "W-ARENA"                                 | 11位   |
| 2nd  | 2010年11月24日 | スキマスイッチ TOUR 2010 "LAGRANGIAN POINT"                            | 27位   |
| 3rd  | 2012年9月26日  | スキマスイッチ TOUR 2012 "musium"                                      | 32位   |
| 4th  | 2013年9月11日  | スキマスイッチ TOUR 2012-2013“DOUBLES ALL JAPAN”                       | 23位   |
| 5th  | 2014年2月26日  | スキマスイッチ 10th Anniversary Arena Tour 2013 “POPMAN'S WORLD”       | 29位   |
| 6th  | 2014年4月30日  | スキマスイッチ 10th Anniversary “Symphonic Sound of SukimaSwitch”      | 19位   |
| 7th  | 2015年10月7日  | スキマスイッチ TOUR 2015 “SUKIMASWITCH”SPECIAL                         | 20位   |
| 8th  | 2016年10月26日 | スキマスイッチ TOUR 2016 “POPMAN'S CARNIVAL”                           | 27位   |
| 9th  | 2018年12月12日 | SUKIMASWITCH TOUR 2018 "ALGOrhythm"                                    | 37位   |
| 10th | 2019年4月10日  | SUKIMASWITCH 15th Anniversary Special at YOKOHAMA ARENA 〜Reversible〜 | 25位   |
| 11th | 2020年6月24日  | スキマスイッチ TOUR 2019-2020 POPMAN'S CARNIVAL vol.2                  | 20位   |
| 12th | 2021年4月21日  | スキマスイッチ TOUR 2020-2021 Smoothie                                 | 22位   |
| 13th | 2023年2月15日  | スキマスイッチ TOUR 2022 “café au lait”                                | 38位   |
| 14th | 2024年4月17日  | スキマスイッチ 20th Anniversary "POPMAN'S WORLD 2023 Premium"          | 24位   |
| 15th | 2025年8月27日  | スキマスイッチ TOUR 2024-2025 “A museMentally”                         |        |

### アナログレコード
| 発売日        | タイトル                                               |
| ------------- | ------------------------------------------------------ |
| 2020年2月19日 | view/小さな手                                          |
| 2020年2月19日 | 冬の口笛/弦楽四重奏のための『ドーシタトースター』      |
| 2020年2月19日 | 全力少年/さみしくとも明日を待つ                        |
| 2020年2月19日 | 青春/東京                                              |
| 2020年3月25日 | マリンスノウ/回想目盛                                  |
| 2020年3月25日 | Ah Yeah!!/夏のコスモナウト                             |
| 2020年3月25日 | 星のうつわ/快楽のソファー(仮)2014 ver.                 |
| 2020年4月22日 | 奏（かなで） / 僕の話-プロトタイプ-                    |
| 2020年4月22日 | スカーレット / トラベラーズ・ハイ                      |
| 2020年4月22日 | LINE / ハナツ                                          |
| 2020年5月20日 | 雨待ち風 / 青春騎士(ナイト)                            |
| 2020年5月20日 | アカツキの詩 / 君曜日                                  |
| 2020年5月20日 | ユリーカ / きみがいいなら（from「TOUR 2012″musium”」） |
| 2020年6月24日 | ふれて未来を / 雨は止まない                            |
| 2020年6月24日 | ゴールデンタイムラバー / ためいき                      |
| 2020年6月24日 | さいごのひ / 電話キ                                    |
| 2020年7月22日 | アイスクリーム シンドローム / 夕凪                     |
| 2020年7月22日 | ラストシーン / またね。（betsu-oke ver.）              |
| 2020年7月22日 | Hello Especially/ サウンドオブ                         |
| 2020年8月19日 | ボクノート / 猫になれ                                  |
| 2020年8月19日 | 虹のレシピ / 雫                                        |
| 2020年8月19日 | 晴ときどき曇 / 石コロDays                              |
| 2020年9月16日 | ガラナ / スフィアの羽根                                |
| 2020年9月16日 | パラボラヴァ / 僕の青い自転車                          |
| 2020年9月16日 | ミスターカイト/ リチェルカ                             |

| 発売日        | タイトル           |
| ------------- | ------------------ |
| 2018年11月3日 | 新空間アルゴリズム |

### 配信リリース作品
| 発売日        | タイトル                         |
| ------------- | -------------------------------- |
| 2011年7月9日  | センチメンタル ホームタウン      |
| 2011年8月13日 | 石コロDays                       |
| 2017年1月16日 | さよならエスケープ               |
| 2017年2月2日  | 奏（かなで）for 一週間フレンズ。 |
| 2018年5月9日  | 未来花 for Anniversary           |
| 2018年12月5日 | クリスマスがやってくる           |
| 2019年3月28日 | 青春                             |
| 2020年4月3日  | 全力少年 Remastered              |
| 2021年4月14日 | 吠えろ!                          |
| 2021年6月29日 | 茜                               |
| 2022年6月15日 | OverDriver（すりぃRemix）        |
| 2022年7月9日  | up!!!!!!                         |
| 2023年9月6日  | コトバリズム                     |
| 2024年1月6日  | Lovin' Song                      |
| 2025年5月7日  | あの日の虹と僕らのアンセム       |

| 発売日         | タイトル                       |
| -------------- | ------------------------------ |
| 2011年10月19日 | iTunes LIVE                    |
| 2019年8月13日  | Revival-おっさんずラブEdition- |
| 2024年2月28日  | Anniversary EP                 |

### インディーズ時代の作品
| #          | 発売日       | タイトル     |
| ---------- | ------------ | ------------ |
| オリジナル | 2000年4月1日 | 10チャンネル |
| ミニ       | 2001年3月    | 僕の話       |

### 映像作品

#### ビデオクリップ集
| #   | 発売日         | タイトル                 | 最高位 |
| --- | -------------- | ------------------------ | ------ |
| 1st | 2005年11月23日 | 別冊スキマスイッチ       | 24位   |
| 2nd | 2015年1月28日  | 別冊スキマスイッチpart 2 | 28位   |

## その他楽曲

### 未音源化曲
| 発表日         | 曲名                                     | 備考 |
| -------------- | ---------------------------------------- | --- |
| 2004年12月16日 | No.758                                   | デビュー前に作った曲。名古屋でのライブ限定で歌われる。 ライブツアー「“夏雲ノタビ” 〜日本追加公演〜」の名古屋公演で初披露。                                                                |
| 2006年3月31日  | チェリー                                 | FM802 ACCESSキャンペーン2006年度キャンペーンソング スピッツの楽曲のカバー。 ライブツアー「TOUR'06 “空創トリップ”」の神奈川公演で披露。                                                    |
| 2009年7月9日   | デラックスなテーマソング                 | ファンクラブ「DELUXE」のために作られた曲。 DELUXE限定番組である「デラデラ79」内で、ファンクラブ会員から募集した歌詞に基づいて制作された。                                                 |
| 2019年9月5日   | 全力少年（ライブバージョン）             | IDOMガリバー企業CMソング 本CMのために新たにレコーディングされたもの。 |
| 2021年5月28日  | スキマスイッチのこのヘンまでやってみよう | 自身のYouTube番組「スキマスイッチのこのヘンまでやってみよう」の番組ジングル 第20回の放送からは、曲の最後にブラックマヨネーズの小杉竜一本人の声で録音された「ヒーハー!」が追加されている。 |
| 2022年5月31日  | タイトル不明                             | ファミリー劇場CLUB サウンドステッカー ファミリー劇場CLUBからの依頼を受け制作されたもの。 多重録音でボーカルを12人分重ねている。                                                           |
| 2024年1月13日  | やる気スイッチの歌                       | やる気スイッチグループ「個別指導塾「スクールIE®」合格発表篇」「個別指導塾「スクールIE®」父と娘の葛藤篇」CMソング 個別指導塾「スクールIE®」のCMソングのカバー。アレンジも担当している。    |
| 2024年7月9日   | デラックスなイメージソング               | ファンクラブ「DELUXE」発足20周年を記念して作られた曲。 DELUXE限定番組である「デラデラ79」内で、ファンクラブ会員から募集した歌詞に基づいて制作された。                                     |

### 提供した楽曲
| アーティスト名                    | 曲名                         | 担当           | 発売日         | 収録                                                      | 備考 |
| --------------------------------- | ---------------------------- | -------------- | -------------- | --------------------------------------------------------- | --- |
| w-inds.                           | キレイだ                     | 作詞 作曲      | 2004年6月2日   | キレイだ                                                  | 後に2ndアルバム『空創クリップ』でセルフカバー。 |
| w-inds.                           | キレイだ                     | 作詞 作曲      | 2004年7月14日  | w-inds.bestracks                                          | 後に2ndアルバム『空創クリップ』でセルフカバー。 |
| w-inds.                           | キレイだ                     | 作詞 作曲      | 2005年6月1日   | ageha                                                     | 後に2ndアルバム『空創クリップ』でセルフカバー。 |
| w-inds.                           | マバタキの夢                 | 作曲           | 2005年6月1日   | ageha                                                     | 作詞は同じ事務所に所属するCOILの岡本定義が担当した。 |
| ソニン                            | あすなろ銀河                 | 作詞 作曲      | 2005年1月13日  | あすなろ銀河                                              | インディーズ時代のアルバム『10チャンネル』に収録されている「Let's」が原曲となっている。 |
| ソニン                            | 小さな夜旅                   | 作詞 作曲      | 2005年9月14日  | 小さな夜旅                                                | 配信のみの販売。 編曲は河野伸が担当。 大橋が歌ったデモがベストアルバム『POPMAN'S WORLD〜All Time Best 2003-2013〜』の初回盤BのボーナスCDに収録されている。 |
| 松たか子                          | 明かりの灯る方へ             | 作詞 作曲 編曲 | 2006年3月22日  | 明かりの灯る方へ                                          | 大橋がコーラスで参加している。 |
| 松たか子                          | 明かりの灯る方へ             | 作詞 作曲 編曲 | 2006年4月26日  | 僕らがいた                                                | 大橋がコーラスで参加している。 |
| 松たか子                          | 明かりの灯る方へ             | 作詞 作曲 編曲 | 2008年6月25日  | footsteps -10th anniversary Complete Best-                | 大橋がコーラスで参加している。 |
| 松たか子                          | そして僕の夜が明ける         | 作詞 作曲 編曲 | 2006年4月26日  | 僕らがいた                                                | 原曲となっている「蜻蛉草」がベストアルバム『POPMAN'S WORLD〜All Time Best 2003-2013〜』の初回盤BのボーナスCDに収録されている。 |
| 松たか子                          | 水槽                         | 作詞 作曲      | 2006年4月26日  | 僕らがいた                                                | 編曲は佐橋佳幸が担当。 インディーズ時代の大橋のソロアルバム『休日』とスキマスイッチ名義のアルバム『10チャンネル』に収録されている楽曲のリメイク。 |
| 福耳                              | 惑星タイマー                 | 作詞 作曲 編曲 | 2006年7月12日  | 惑星タイマー                                              | 福耳のメンバーとして大橋はボーカル・コーラス・ギター、常田はキーボードで参加。 3rdアルバム『夕風ブレンド』でセルフカバー。 大橋が原曲と同じトラックで全パートが歌ったバージョンがベストアルバム『グレイテスト・ヒッツ』と同じくベストアルバム『POPMAN'S WORLD〜All Time Best 2003-2013〜』に収録されている。 |
| 福耳                              | 惑星タイマー                 | 作詞 作曲 編曲 | 2006年9月13日  | 福耳 THE BEST WORKS                                       | 福耳のメンバーとして大橋はボーカル・コーラス・ギター、常田はキーボードで参加。 3rdアルバム『夕風ブレンド』でセルフカバー。 大橋が原曲と同じトラックで全パートが歌ったバージョンがベストアルバム『グレイテスト・ヒッツ』と同じくベストアルバム『POPMAN'S WORLD〜All Time Best 2003-2013〜』に収録されている。 |
| 福耳                              | 惑星タイマー                 | 作詞 作曲 編曲 | 2012年2月22日  | ALL SONGS MUST PASS-Office Augusta 20th Anniversary BEST- | 福耳のメンバーとして大橋はボーカル・コーラス・ギター、常田はキーボードで参加。 3rdアルバム『夕風ブレンド』でセルフカバー。 大橋が原曲と同じトラックで全パートが歌ったバージョンがベストアルバム『グレイテスト・ヒッツ』と同じくベストアルバム『POPMAN'S WORLD〜All Time Best 2003-2013〜』に収録されている。 |
| 福耳                              | 惑星タイマー                 | 作詞 作曲 編曲 | 2018年8月22日  | ALL TIME BEST 〜福耳 20th Anniversary〜                   | 福耳のメンバーとして大橋はボーカル・コーラス・ギター、常田はキーボードで参加。 3rdアルバム『夕風ブレンド』でセルフカバー。 大橋が原曲と同じトラックで全パートが歌ったバージョンがベストアルバム『グレイテスト・ヒッツ』と同じくベストアルバム『POPMAN'S WORLD〜All Time Best 2003-2013〜』に収録されている。 |
| 福耳                              | 八月の夢                     | 編曲           | 2018年8月22日  | ALL TIME BEST 〜福耳 20th Anniversary〜                   | 作詞・作曲はCOILの岡本定義が担当。 福耳のメンバーとして大橋はボーカル・コーラス・ギター、常田はキーボードで参加。 |
| YUKI                              | You've got a friend          | 作曲           | 2006年9月6日   | Wave                                                      | |
| お中元（中孝介＋元ちとせ）        | 春の行人                     | 作曲           | 2011年3月9日   | 春の行人                                                  | 作詞はCOILの岡本定義が担当。 6thシングル「雨待ち風」に収録されている「安曇野にて（instrumental）」が原曲となっている。 |
| 関ジャニ∞                         | フリーダム理論               | 作詞 作曲      | 2011年11月16日 | FIGHT                                                     | |
| 玉城千春                          | ゼロセンチ                   | 作詞 作曲 編曲 | 2011年11月23日 | Brand New Days                                            | 大橋はギターとコーラス、常田はピアノとキーボードでも参加している。 |
| コッシー                          | あしたわらおう               | 作曲           | 2012年1月8日   | みいつけた! バケーション                                  | 作詞はコッシーの声優を担当しているサバンナの高橋茂雄が担当。 |
| 安藤裕子                          | 360°（ぜんほうい）サラウンド | 作詞 作曲      | 2015年7月29日  | 360°（ぜんほうい）サラウンド                              | |
| 安藤裕子                          | 360°（ぜんほうい）サラウンド | 作詞 作曲      | 2016年3月2日   | 頂き物                                                    | |
| 高嶋ちさ子 12人のヴァイオリニスト | SPLASH!!!                    | 作曲           | 2016年7月6日   | MUSE〜12 Precious Harmony〜                               | 大橋はアコースティックギター、常田はピアノでも参加している。 |
| Aimer                             | Hƶ（ヘルツ）                 | 作詞 作曲 編曲 | 2016年9月21日  | daydream                                                  | 大橋はギター、コーラス、ハンドクラップ、常田はピアノ、コーラス、ハンドクラップでも参加している。 |
| Hey! Say! JUMP                    | 君がみた一等星（ひかり）     | 作詞 作曲 編曲 | 2022年8月24日  | FILMUSIC!                                                 | ヒューマンドラマ・ハートフルストーリーがモチーフになっている。 |
| 工藤静香                          | 香雪蘭〜好きより愛してる〜   | 作曲 編曲      | 2023年10月27日 | 香雪蘭〜好きより愛してる〜                                | 大橋はコーラスでも参加している。 |

### 参加した楽曲
| 発売日         | 曲名                                                              | アーティスト名/名義                           | 収録 | 備考 |
| -------------- | ----------------------------------------------------------------- | --------------------------------------------- | --- | --- |
| 2002年7月17日  | 10 Years After                                                    | 福耳                                          | 2ndシングル「10 Years After」、ベストアルバム『福耳 THE BEST WORKS』 『ALL SONGS MUST PASS-Office Augusta 20th Anniversary BEST-』 『ALL TIME BEST 〜福耳 20th Anniversary〜』 | コーラスで参加。MVにも出演している。 |
| 2006年12月28日 | 僕らなら                                                          | 小田和正・スキマスイッチ                      | 未音源化 | 小田との共作。2006年12月28日にTBS系列で放送された『クリスマスの約束』で披露された。未音源化。 後に「君のとなり produced by 小田和正」（コンセプトアルバム『re:Action』収録）としてリメイクされた。                                                                     |
| 2007年1月17日  | 音遊技〜参段〜 feat. スキマスイッチ                               | SOFFet                                        | 3rdアルバム『ココロフィルムノート』 | SOFFetの楽曲"everlasting one"をベースにしたインストゥルメンタル曲。 |
| 2007年10月24日 | 黄金の月 AC2007ライブ Tribute to スガ シカオ                      | スキマスイッチ                                | スガ シカオの配信トリビュート・アルバム『AC2007ライブ Tribute to スガ シカオ』                                                                                                 | スガ シカオの楽曲「黄金の月」のカバー。 Augusta Camp2007のライブ音源。 |
| 2008年7月16日  | DANCE BABY DANCE                                                  | 福耳                                          | 5thシングル「DANCE BABY DANCE/夏はこれからだ!」、ベストアルバム『ALL SONGS MUST PASS-Office Augusta 20th Anniversary BEST-』 『ALL TIME BEST 〜福耳 20th Anniversary〜』       | 福耳のメンバーとして大橋はボーカル・コーラス・ギター、常田はキーボードで参加。 |
| 2008年7月16日  | 夏はこれからだ!                                                   | 福耳                                          | 5thシングル「DANCE BABY DANCE/夏はこれからだ!」、ベストアルバム『ALL SONGS MUST PASS-Office Augusta 20th Anniversary BEST-』 『ALL TIME BEST 〜福耳 20th Anniversary〜』       | 福耳のメンバーとして大橋はボーカル・コーラス・ギター、常田はキーボードで参加。 |
| 2010年10月20日 | ウタガデキタヨ                                                    | 小田和正・スキマスイッチ・堂島孝平・寺岡呼人  | 寺岡のコンピレーションアルバム『Golden Circle』 | 大橋はボーカル・コーラス、常田はキーボードで参加。 |
| 2012年6月12日  | テーラースキマのうた                                              | アーダ＆コーダ                                | キャラクターソングアルバム『NHKみいつけた！いすのまちミュージックアワー2』 | NHK教育テレビ（Eテレ）の教育エンターテイメント番組みいつけた!にて自身が声優を務めたアーダ＆コーダ名義で参加。 |
| 2012年6月13日  | LOVE & LIVE LETTER                                                | 福耳                                          | 6thシングル「LOVE & LIVE LETTER」、ベストアルバム『ALL SONGS MUST PASS-Office Augusta 20th Anniversary BEST-』 『ALL TIME BEST 〜福耳 20th Anniversary〜』                     | 福耳のメンバーとして大橋はボーカル・コーラス、常田はキーボードで参加。 |
| 2014年2月1日   | 春の歌                                                            | POSSESSION=80.2 POR CENTO                     | - | フレンドシップコーラスとして参加。ラジオ局FM802のACCESSキャンペーン2014年度キャンペーンソング。 |
| 2015年9月23日  | 根無し草ラプソディー2015                                          | 山崎まさよし                                  | 32ndシングル『21世紀マン（20th anniversary ver.）』 | コーラス、パーカッションで参加。 |
| 2016年4月6日   | この広い野原いっぱい 〜50th Anniversary Version〜 with 50 Friends | 森山良子                                      | アルバム『Touch me...』 | コーラスで参加。 |
| 2017年3月1日   | この闇を照らす光のむこうに                                        | Anly＋スキマスイッチ＝                        | シングル「この闇を照らす光のむこうに」 | 曲と詞はAnlyとの共作。自身初のコラボレーション・シングル。 日本テレビ系日曜ドラマ『視覚探偵 日暮旅人』主題歌 |
| 2017年8月23日  | ブライト                                                          | 福耳                                          | 福耳の7thシングル「ブライト/Swing Swing Sing」、 福耳のベストアルバム『ALL TIME BEST 〜福耳 20th Anniversary〜』                                                               | 福耳のメンバーとして大橋はボーカル・コーラス、常田はキーボードで参加。 |
| 2017年8月23日  | Swing Swing Sing                                                  | 福耳                                          | 福耳の7thシングル「ブライト/Swing Swing Sing」、 福耳のベストアルバム『ALL TIME BEST 〜福耳 20th Anniversary〜』                                                               | 福耳のメンバーとして大橋はボーカル・コーラス、常田はキーボードで参加。 |
| 2018年4月12日  | イッツ・オールライト・ママ                                        | 福耳                                          | 配信シングル、 ベストアルバム『ALL TIME BEST 〜福耳 20th Anniversary〜』 | 福耳のメンバーとして大橋はボーカル・コーラス、常田はキーボードで参加。 |
| 2018年8月22日  | 雨天決行                                                          | スキマスイッチとCOIL                          | コンセプトアルバム『シンガーとソングライター 〜COIL 20th Anniversary〜』 | 大橋はボーカル・ギター、常田はキーボードで参加。 |
| 2018年8月22日  | I wanna be loved by you                                           | 福耳                                          | ベストアルバム『ALL TIME BEST 〜福耳 20th Anniversary〜』のiTunes限定バンドル特典                                                                                              | Helen Kaneの楽曲のカバー。大橋はボーカル・コーラス、常田はキーボードで参加。 |
| 2018年12月8日  | I wanna be loved by you                                           | スキマスイッチ・秦基博                        | 未音源化 | Helen Kaneの楽曲のカバー。未音源化。ザ・プレミアム・モルツ「神泡ラバーズ年末」篇CMソング。 |
| 2019年1月8日   | メトロノーツ                                                      | スキマスイッチと矢野まき                      | シングル「青春」のiTunes限定のバンドル購入特典 | 作詞作曲編曲。矢野まきとのコラボ楽曲。 東京メトロ「Find my Tokyo. 後楽園 ゆっくりと時間が流れる街篇」CMソング |
| 2019年3月6日   | never gonna change                                                | SawanoHiroyuki[nZk]:スキマスイッチ            | アルバム『R∃/MEMBER』、SawanoHiroyuki[nZk]のベストアルバム『bLACKbLUE』 | 大橋はボーカル、常田はピアノで参加。 |
| 2020年12月26日 | 愛を歌う                                                          | 大野雄二 × 常田真太郎 (スキマスイッチ) × 福耳 | コラボレーションアルバム『Augusta HAND × HAND』 | 常田は作詞を担当。また、福耳のメンバーとして大橋はボーカル・コーラス、常田はピアノ・コーラスで参加。 |
| 2020年12月26日 | 冬はこれからだ!                                                   | 秦基博 × スキマスイッチ                       | コラボレーションアルバム『Augusta HAND × HAND』 | 秦基博との共作。 |
| 2020年12月30日 | if                                                                | スキマスイッチ                                | TRICERATOPSのトリビュート・アルバム『TRIBUTE TO TRICERATOPS』 | TRICERATOPSの楽曲「if」のカバー。 |
| 2023年12月12日 | KANのChristmas Song 2023                                          | KAN with His Friends                          | 未音源化 | KANの楽曲「KANのChristmas Song」のカバー。KANの追悼企画として、KANをリスペクトするアーティスト7組がボーカル・コーラスで参加。 2023年12月12日から25日までの期間限定で、FM802とFM COCOLOでオンエアされた。KAN with His Friendsのメンバーとしてボーカル・コーラスで参加。 |

### 書籍
| 発売日         | タイトル                                                                            | 出版元                     | ISBN              |
| -------------- | ----------------------------------------------------------------------------------- | -------------------------- | ----------------- |
| 2004年2月9日   | バンド・スコア スキマスイッチ「君の話」                                             | シンコー・ミュージック     | 4-401-35217-3     |
| 2004年8月26日  | ピアノ＆ギター弾き語り スキマスイッチ／全曲集                                       | ドレミ楽譜出版社           | 978-481-088796-9  |
| 2004年10月24日 | ピアノ弾き語り 「スキマスイッチ」                                                   | シンコー・ミュージック     | 978-440-101607-5  |
| 2005年8月1日   | ピアノ&ギター弾き語り スキマスイッチ/全曲集                                         | ドレミ楽譜出版社           | 978-428-510441-7  |
| 2007年3月29日  | ピアノ弾き語り スキマスイッチ 大全集［改訂版］                                      | シンコー・ミュージック     | 978-440-101848-2  |
| 2007年8月31日  | スキマスイッチ 「グレイテスト・ヒッツ」 ピアノ&ギター弾き語り                       | ドレミ楽譜出版社           | 978-428-511607-6  |
| 2007年9月20日  | スキマスイッチ: SUKIMASWITCH CHRONICLE 1999-2007」                                  | エムオンエンターテイメント | 978-478-973137-9  |
| 2007年9月25日  | スキマスイッチ 「Selection for Piano」                                              | ヤマハミュージックメディア | 978-463-682506-0  |
| 2008年5月31日  | ハズカシメール大賞                                                                  | 新潮社                     | 978-410-307001-6  |
| 2010年4月5日   | ピアノ弾き語り スキマスイッチ大全集[改訂新版]                                       | シンコー・ミュージック     | 978-4-401-02325-7 |
| 2010年7月30日  | ピアノ&ギター弾き語り スキマスイッチ Best Collection                                | ドレミ楽譜出版社           | 978-4-285-12518-4 |
| 2013年4月27日  | スキマスイッチ 「DOUBLES BEST」 ギター弾き語り                                      | ドレミ楽譜出版社           | 978-428-513635-7  |
| 2013年12月7日  | スキマスイッチ 「POPMAN'S WORLD 〜All Time Best 2003-2013〜」 ギター&ピアノ弾き語り | ドレミ楽譜出版社           | 978-428-513819-1  |
| 2014年12月5日  | スキマスイッチの本                                                                  | 朝日新聞出版               | 978-402-251231-4  |
| 2015年4月16日  | &BOOKS スキマ・ノート                                                               | 朝日新聞出版               | -                 |
| 2018年12月29日 | オフィシャル・スコア スキマスイッチ／ピアノ・コレクション                           | ドレミ楽譜出版社           | 978-428-514842-8  |

### その他

#### プラネタリウム作品
- スキマスイッチ 宇宙の奏(かなで)（2013年3月9日-6月）
  - コニカミノルタプラネタリウム“満天”in Sunshine Cityにて期間限定上映された[98]。
  - 2016年には、リバイバル上映作品を決める一般投票で1位を獲得し、リバイバル上映された[98]。
  - その後も、全国のプラネタリウムで上映されており、総動員数は2018年時点で16万人を記録している[99][100]。
  - ナレーションは、声優の櫻井孝宏が担当した[99]。
- 星宙の未来花(ホシゾラのミライカ)music byスキマスイッチ（2018年11月30日-）
  - コニカミノルタプラネタリウム“満天”in Sunshine Cityにて上映開始[100]。
  - ナレーションは、声優の入野自由が担当した[100]。
  - コニカミノルタプラネタリウム“満天”in Sunshine City以外にも、全国のプラネタリウムで上映されている[101]。

#### 参加したオムニバス・コンピレーション・アルバム
- BLITZ･PIA SELECTION FROM NEWCOMER CARNIVAL 2000（2000年12月6日）
  - 13.「夕凪（デ・ラ・ミックス）」
- 新宿ミーティング'01（2001年10月7日）
  - 12.「さみしくとも明日を待つ」
- 映画「ラフ」オリジナル・サウンドトラック（2006年8月23日）
  - 12.「ふれて未来を<movie edit ver.>」
  - 15.「全力少年<movie edit ver.>」
  - 19.「奏（かなで）<movie edit ver.>」
- 福耳 THE BEST WORKS（2006年9月13日）
  - 10.「桜夜風 / スキマスイッチ collaboration with 山崎まさよし」
- sakura songs（2007年3月21日）
  - 4.「桜夜風」
- AC2007ライブ Tribute to スガ シカオ（2007年10月24日）※配信限定
  - 4.「黄金の月 AC2007ライブ Tribute to スガ シカオ」（スガシカオの楽曲のカバー）
- ラブレター（2008年11月26日）
  - 3.「奏（かなで）」
- 日本テレビ系 ズームイン!!SUPER 30周年記念コンピレーション 朝うた（2009年3月4日）
  - 5.「ピーカンブギ」
- 月ノうた（2009年6月24日）
  - 7.「月見ヶ丘」
  - 12.「アカツキの詩」
- 冬ノうた（2009年12月16日）
  - 3.「冬の口笛」
- 映画30周年記念企画 ドラえもん映画主題歌大全集（2010年2月24日）
  - 24.「ボクノート」
- 鋼の錬金術師 FULLMETAL ALCHEMIST Original Soundtrack 2（2010年3月24日）
  - 1.「ゴールデンタイムラバー（TV size）」
- 恋のうた-泣きラブ-（2010年6月30日）
  - 12.「藍」
- 福耳 THE BEST ACOUSTIC WORKS（2010年7月21日）
  - 3.「奏（かなで）<Studio Live ver.>」
- 鋼の錬金術師 FULLMETAL ALCHEMIST FINAL BEST（2010年7月28日） 
  - 5.「ゴールデンタイムラバー」
- 熱闘甲子園のうた〜夏の高校野球応援ソング（2010年7月28日）
  - 4.「スフィアの羽根」
- 劇場版ポケットモンスター ダイヤモンド&パール 幻影の覇者 ゾロアーク ミュージックコレクション（2010年8月4日）
  - 47.「アイスクリーム シンドローム （movie edition）」
- CLIMAX Cool〜男性ヴォーカル・セレクション（2010年8月18日）
  - 1.「全力少年」
- ぜんぶ恋がかなう歌〜歌詞伝説〜（2011年1月26日）
  - 4.「奏（かなで）」
- HOLIDAY tunes 〜のんびりモード（2011年4月27日）
  - 2.「ふれて未来を」
- 鋼の錬金術師 THE BEST（2012年2月29日）
  - 5（ディスク2）.「ゴールデンタイムラバー」
- ALL SONGS MUST PASS-Office Augusta 20th Anniversary BEST-（2013年2月22日）
  - 8（ディスク1）.「奏（かなで）」
  - 5（ディスク2）.「ガラナ」
- ALL SONGS MUST PASS-BEST LIVE RECORDINGS From Augusta Camp 2012-（2013年3月6日）
  - 7（ディスク1）.「奏（かなで）」
  - 5（ディスク2）.「ガラナ」
- ノイタミナ10TH ANNIVERSARY BEST MIXED BY DJ和（2014年7月2日）
  - 34.「Hello Especially」
- 宇宙兄弟 COMPLETE BEST（2014年7月23日）
  - 3.「ユリーカ」
- オールスター・ムービー・ヒッツ（2014年8月29日）
  - 5（ディスク2）.「ガラナ」
- 旅立ちの季節 〜あなたに届け音楽の力（2015年2月4日）
  - 1.「奏（かなで）」
- オールスター・ベスト〜男性ヴォーカル〜（2015年8月19日）
  - 2.「ボクノート」
- 佐橋佳幸の仕事（1983-2015）〜Time Passes On〜（2015年11月13日）
  - 8（ディスク3）.「ボクノート」
- Augusta Camp 2015 / Live Recordings（2015年12月16日）※配信限定
  - 10.「ガラナ (Augusta Camp 2015 / Live Recordings)」（ライブ音源）
- NARUTO THE BEST（2016年7月6日）
  - 10.「星のうつわ」
  - 12.「LINE」
- Sweet Happiness SUPPORTED BY ゼクシィ（2016年8月24日）
  - 5.「ボクノート」
- 大人のJ-POPカレンダー 〜365 Radio Songs〜2月 告白（2016年12月7日）
  - 14（ディスク1）.「冬の口笛」
- ハイキュー!! COMPLETE BEST（2017年4月19日）
  - 3.「Ah Yeah!!」
- めざましクラシックスwithフレンズ〜ベスト・ヴォーカリスト（2017年5月24日）
  - 8.「ボクノート」
    - 『Doubles Best』収録音源をもとに再レコーディングしたもの。
- 確かにあの涙は恋だった。（2017年9月13日）
  - 13.「奏（かなで）」
- Love ＆ Tears -あの頃の恋のうた-（2018年2月28日）
  - 28. 「奏（かなで）」
- おっさんずラブ オリジナル・サウンドトラック（2018年8月22日）
  - 32. 「Revival 〜short ver.〜」
- BEST BOUTS 2（2019年3月27日）
  - 4. 「ゴールデンタイムラバー produced by RHYMESTER」
    - RHYMESTERのベストアルバム。
- エガオとナミダ 〜あなたに寄り添う、優しい歌〜（2019年4月24日）
  - 10. 「奏（かなで）」
- 君に聞かせたい15のラブソング（2019年5月22日）
  - 11. 「アイスクリーム シンドローム」
- REPLAY 〜再び出逢う、あの頃の歌〜（2019年8月7日）
  - 33. 「全力少年」
- ラブとポップ〜大人になっても忘れられない歌がある〜mixed by DJ和（2019年8月7日）
  - 24. 「全力少年」
- Love Story〜私が笑顔になれる歌〜（2019年11月27日）
  - 30. 「全力少年」
- センチメンタルデイズ 〜アノ頃、夕暮れ、帰り道〜（2019年12月4日）
  - 35. 「奏（かなで）」
- ボクと君 (Original Soundtrack)（2020年1月18日）※配信限定
  - 3.「奏（かなで）」
- 映画ドラえもん うたの大全集（2020年2月16日）
  - 15（ディスク2）.「ボクノート」
- 2分の1の魔法 オリジナル・サウンドトラック（2020年3月13日）
  - 2. 「全力少年 Remastered」
    - 日本版ボーナストラック。
- エガオのチカラ〜あなたの日々を応援する、あの日の歌〜（2020年6月24日）
  - 15. 「全力少年」
- REPLAY 〜再び想う、きらめきのストーリー〜（2020年7月29日）
  - 8. 「ガラナ」
- #エール〜365日をつなぐうた〜（2020年9月30日）
  - 20. 「Revival」
- Augusta HEART × HEART（2020年12月16日） 
  - 6. 「未来花」
- エガオのウタ〜みんなのココロに残るステキな曲、ココロにそっと寄り添う歌〜（2020年12月23日）
  - 16（ディスク2）. 「ゴールデンタイムラバー」
- TRIBUTE TO TRICERATOPS（2020年12月30日）[102]
  - 4. 「if」
  - TRICERATOPSの楽曲のカバー。
- LOVE 〜もういちど好きになってもいいですか?〜 mixed by DJ和（2022年2月16日）[103]
  - 11.「奏（かなで）」
- HAPPY 〜たまには大人をサボっちゃお?〜 mixed by DJ和（2022年2月16日）[103]
  - 12. 「全力少年」

## タイアップ一覧
| 起用年 | 楽曲                                                              | タイアップ |
| ------ | ----------------------------------------------------------------- | --- |
| 2003年 | view                                                              | NHK-BS2『真夜中の王国』2003年7月オープニングテーマ                                                                                |
| 2003年 | 君の話                                                            | TBS系TV全国ネット『CDTV』2003年9月オープニングテーマ                                                                              |
| 2004年 | ふれて未来を                                                      | TBS系TV全国ネット『日立 世界・ふしぎ発見!』エンディングテーマ                                                                     |
| 2005年 | 全力少年                                                          | NTTDoCoMo関西 CMソング |
| 2005年 | 全力少年                                                          | 日本テレビ系TV全国ネット『音楽戦士 MUSIC FIGHTER』2005年4月オープニングテーマ                                                     |
| 2005年 | 雨待ち風                                                          | カルビー｢夏ポテト｣CMソング |
| 2005年 | 飲みに来ないか                                                    | 宝酒造「タカラCanチューハイ果実きわだつチューハイ」CMソング                                                                       |
| 2006年 | ボクノート                                                        | 全国東宝系公開アニメ映画『映画ドラえもん のび太の恐竜2006』主題歌                                                                 |
| 2006年 | チェリー                                                          | FM802 ACCESSキャンペーン2006年度キャンペーンソング                                                                                |
| 2006年 | ピーカンブギ〈instrumental〉                                      | 日本テレビ系『ズームイン!!SUPER』春のお天気テーマソング                                                                           |
| 2006年 | スフィアの羽根                                                    | ABC『2006 夏の高校野球』統一テーマソング                                                                                          |
| 2006年 | ガラナ                                                            | 全国東宝系映画『ラフ ROUGH』主題歌                                                                                                |
| 2006年 | ふれて未来を                                                      | 全国東宝系映画『ラフ ROUGH』挿入歌                                                                                                |
| 2006年 | 奏（かなで）                                                      | 全国東宝系映画『ラフ ROUGH』挿入歌                                                                                                |
| 2006年 | 全力少年                                                          | 全国東宝系映画『ラフ ROUGH』挿入歌                                                                                                |
| 2006年 | アカツキの詩                                                      | エムティーアイ「music.jp」CMソング                                                                                                |
| 2006年 | アカツキの詩                                                      | メ〜テレ『どですか!』天気予報 挿入歌                                                                                              |
| 2006年 | 君曜日                                                            | NTT西日本WEBコンテンツ「あそむび」内ネットムービー『幸運探偵〜風烈光の事件簿〜』主題歌                                            |
| 2007年 | マリンスノウ                                                      | 明治製菓「アーモンドチョコ」CMソング                                                                                              |
| 2007年 | マリンスノウ                                                      | 長崎国際テレビ『AIR』オープニングテーマ                                                                                           |
| 2007年 | 回想目盛                                                          | オロナミンC Presents「キモチスイッチ」プロジェクト応援ソング                                                                      |
| 2007年 | 全力少年                                                          | オリジナル短編アニメーション『東京マーブルチョコレート 全力少年編』主題歌                                                         |
| 2008年 | 雫                                                                | NHK教育テレビアニメ『獣の奏者 エリン』オープニングテーマ                                                                          |
| 2009年 | 虹のレシピ                                                        | テレビ東京系『JAPAN COUNTDOWN』5月度オープニングテーマ                                                                            |
| 2009年 | 虹のレシピ                                                        | 岩手めんこいテレビ『BEATNIKS』オープニングテーマ                                                                                  |
| 2009年 | ゴールデンタイムラバー                                            | 毎日放送・TBS系アニメ『鋼の錬金術師 FULLMETAL ALCHEMIST』オープニングテーマ                                                       |
| 2009年 | ゴールデンタイムラバー                                            | 第一興商「DAM★うたフル」CMソング                                                                                                  |
| 2009年 | 8ミリメートル                                                     | ソニー・ミュージックエンタテインメントDORAMO『8ミリメートル』主題歌                                                               |
| 2009年 | Aアングル                                                         | ソニー・ミュージックエンタテインメントDORAMO『8ミリメートル』挿入歌                                                               |
| 2009年 | Bアングル                                                         | ソニー・ミュージックエンタテインメントDORAMO『8ミリメートル』挿入歌                                                               |
| 2010年 | 奏（かなで）                                                      | フジテレビ系「4夜連続ドラマ『卒うた』第3夜」主題歌                                                                                |
| 2010年 | アイスクリーム シンドローム                                       | 映画『ポケットモンスター ダイヤモンド&パール 幻影の覇者 ゾロアーク』主題歌                                                        |
| 2011年 | センチメンタル ホームタウン                                       | ファミリーマート「Green & Cleanプロジェクト」プロジェクトソング                                                                   |
| 2011年 | 石コロDays                                                        | NHK Eテレ『中学生日記』主題歌 |
| 2011年 | 晴ときどき曇                                                      | 花王「アタックNeo」CMソング |
| 2012年 | ラストシーン                                                      | 映画『臨場 劇場版』イメージソング                                                                                                 |
| 2012年 | ユリーカ                                                          | 読売テレビ・日本テレビ系アニメ『宇宙兄弟』オープニングテーマ                                                                      |
| 2012年 | ユリーカ                                                          | テレビ朝日系『スーパーJチャンネル』エンディングテーマ                                                                             |
| 2013年 | センチメンタル ホームタウン                                       | テレビ東京系『ドラGO! -DRIVE A GOGO!-』エンディングテーマ                                                                         |
| 2013年 | スカーレット                                                      | テレビ朝日系『土曜ワイド劇場』主題歌                                                                                              |
| 2013年 | Hello Especially                                                  | フジテレビ系アニメ『銀の匙 Silver Spoon』エンディングテーマ                                                                       |
| 2013年 | トラベラーズ･ハイ                                                 | 松山発オリジナルアニメーション『マッツとヤンマとモブリさん』エンディングテーマ                                                    |
| 2014年 | 虹のレシピ                                                        | 第2回「ホノルル・レインボー駅伝(EKIDEN)2014」オフィシャルイメージソング                                                           |
| 2014年 | 夏のコスモナウト                                                  | 2014年「全国高等学校総合体育大会」公式応援ソング                                                                                  |
| 2014年 | 夏のコスモナウト                                                  | 読売新聞「インターハイ 自称、次期日本代表編」CMソング                                                                             |
| 2014年 | Ah Yeah!!                                                         | 毎日放送・TBS系アニメ『ハイキュー!!』オープニングテーマ                                                                           |
| 2014年 | パラボラヴァ                                                      | ヨコハマタイヤ「iceGUARD 5（アイスガード ファイブ）」CMソング                                                                     |
| 2014年 | パラボラヴァ                                                      | 仙台放送『あらあらかしこ』2014年11月度エンディングテーマ                                                                          |
| 2014年 | life×life×life                                                    | ABCマート「Hawkins ウォーキングシューズ」CMソング                                                                                 |
| 2014年 | 星のうつわ                                                        | 全国東宝系映画『THE LAST -NARUTO THE MOVIE-』主題歌                                                                               |
| 2015年 | トラベラーズ･ハイ                                                 | JB本四高速CMソング |
| 2015年 | 夏のコスモナウト                                                  | 読売新聞「インターハイ2015 待ってろ、世界編」CMソング                                                                             |
| 2015年 | LINE                                                              | テレビ東京系アニメ『NARUTO -ナルト- 疾風伝』オープニングテーマ                                                                    |
| 2015年 | Ah Yeah!!                                                         | TOHO animation劇場版総集編 後編『ハイキュー!!勝者と敗者』テーマソング                                                             |
| 2015年 | Ah Yeah!! from 「スキマスイッチ TOUR 2015 “SUKIMASWITCH”SPECIAL」 | テレビ東京系『JAPAN COUNTDOWN』10月度オープニングテーマ                                                                           |
| 2015年 | ハナツ                                                            | 「第95回全国高校ラグビー大会」大会テーマソング                                                                                    |
| 2016年 | 全力少年                                                          | ジャストシステム 「スマイルゼミ 全力キッズテニス編」CMソング                                                                      |
| 2016年 | フレ! フレ!                                                       | ミニストップ「練乳いちごパフェ 自分にミニごほうび編」CMソング                                                                     |
| 2016年 | フレ! フレ!                                                       | ミニストップ「ハロハロ冷凍みかん編」CMソング                                                                                      |
| 2016年 | フレ! フレ!                                                       | ミニストップ「ハロハロソルティレモン編」CMソング                                                                                  |
| 2016年 | フレ! フレ!                                                       | ミニストップ「まるごとぶどうパフェ編」CMソング                                                                                    |
| 2016年 | トラベラーズ･ハイ                                                 | RKB毎日放送創立65周年記念西日本新聞創刊140周年記念「大アマゾン展」テーマソング                                                    |
| 2016年 | 夏のコスモナウト                                                  | 「第30回記念 北海道マラソン2016」オフィシャルソング                                                                               |
| 2016年 | 全力少年 produced by 奥田民生                                     | テレビアニメ『ALL OUT!!』エンディングテーマ                                                                                       |
| 2016年 | 全力少年 produced by 奥田民生                                     | 毎日放送『KOBELCOスポーツスペシャル 全国高校ラグビー大会ハイライト』オープニングテーマ                                            |
| 2016年 | ハナツ premium ver.                                               | 「第96回全国高校ラグビー大会」大会テーマソング                                                                                    |
| 2017年 | さよならエスケープ                                                | マイナビ「マイナビ転職 進もう編」CMソング                                                                                         |
| 2017年 | さよならエスケープ                                                | ウメチャ祭2017 テーマソング |
| 2017年 | 奏（かなで） for 一週間フレンズ。                                 | 松竹映画『一週間フレンズ。』主題歌                                                                                                |
| 2017年 | ココロシティ                                                      | メ〜テレ開局55周年テーマソング |
| 2017年 | リチェルカ                                                        | テレビ東京系『警視庁ゼロ係〜生活安全課なんでも相談室〜SECOND SEASON』主題歌                                                       |
| 2017年 | ハナツ                                                            | 「第97回全国高校ラグビー大会」大会テーマソング                                                                                    |
| 2018年 | パーリー!パーリー!                                                | AOKI「フレッシャーズ」CMソング |
| 2018年 | 未来花                                                            | ジョンソン・エンド・ジョンソン「アキュビュー」2018キャンペーンソング                                                              |
| 2018年 | Baby good sleep                                                   | JR HAKATA CITY 7th ANNIVERSARY「アートアクアリウム展 2018 〜博多・金魚の祭〜 &ナイトアクアリウム」イメージソング                  |
| 2018年 | Baby good sleep                                                   | 吉本興業映画『サクらんぼの恋』主題歌                                                                                              |
| 2018年 | Revival                                                           | テレビ朝日土曜ナイトドラマ『おっさんずラブ』主題歌                                                                                |
| 2018年 | 未来花 for Anniversary                                            | ジョンソン・エンド・ジョンソン「アキュビュー やっぱ裸眼篇」CMソング                                                               |
| 2018年 | ミスターカイト                                                    | 大成建設「シンガポール篇」CMソング                                                                                                |
| 2018年 | 奏（かなで）                                                      | 東京海上日動あんしん生命保険「メディカルKit R スキマスイッチ 「奏(かなで)」 for 東京海上日動あんしん生命篇」CMソング              |
| 2018年 | ミスランドリー                                                    | フランソア「SOY GOOD 菓子パンシリーズ 菓子パン/豆乳生おから「おいしさ」篇」CMソング                                               |
| 2018年 | クリスマスがやってくる                                            | AEON「AEON MORE CHRISTMAS」テーマソング                                                                                           |
| 2018年 | ゲノム                                                            | YASUDA「YASUDA再動。編」CMソング                                                                                                  |
| 2018年 | ハナツ                                                            | 「第98回全国高校ラグビー大会」大会テーマソング                                                                                    |
| 2019年 | ココロシティ                                                      | メ〜テレ「ドデスカ!UP!地元応援ウィーク」テーマソング                                                                              |
| 2019年 | 青春                                                              | ジョンソン・エンド・ジョンソン「アキュビュー」2019キャンペーンソング                                                              |
| 2019年 | 東京                                                              | テレビ東京「東京交差点」オープニングテーマ                                                                                        |
| 2019年 | 糸                                                                | トヨタホーム企業CMソング |
| 2019年 | Revival                                                           | 全国東宝系映画『劇場版 おっさんずラブ 〜LOVE or DEAD〜』主題歌                                                                    |
| 2019年 | 全力少年（ライブバージョン）                                      | IDOMガリバー企業CMソング |
| 2019年 | 思い出クロール                                                    | 名古屋三越館内放送楽曲 |
| 2019年 | 全力少年                                                          | Amerta Indah Otsuka 「POCARI SWEAT Bintang SMA」CMソング                                                                          |
| 2019年 | ハナツ                                                            | 「第99回全国高校ラグビー大会」大会テーマソング                                                                                    |
| 2020年 | 奏（かなで）                                                      | OFFICE AUGUSTA presents SHORT FILM『ボクと君』第三話ストーリーテーマソング                                                        |
| 2020年 | 未来花 for Anniversary                                            | J-WAVE「FLOWER VALENTINE with J-WAVE」キャンペーンソング                                                                          |
| 2020年 | 全力少年                                                          | ウォルト・ディズニー・ピクチャーズ＆ピクサー・アニメーション・スタジオ映画『2分の1の魔法』日本版エンドソング                      |
| 2020年 | 吠えろ!                                                           | テレビ朝日系『アニマルエレジー』テーマソング                                                                                      |
| 2020年 | ハナツ                                                            | 「第100回全国高校ラグビー大会」大会テーマソング                                                                                   |
| 2021年 | 全力少年（ライブバージョン）                                      | IDOM「ガリバー 全力少年 三浦知良登場篇」CMソング                                                                                  |
| 2021年 | スイッチ！                                                        | 東海テレビ『スイッチ！』テーマソング                                                                                              |
| 2021年 | 茜                                                                | テレビ朝日系『スーパーJチャンネル』お天気コーナーテーマソング                                                                     |
| 2021年 | されど愛しき人生                                                  | テレビ東京系ドラマ25『鉄オタ道子、2万キロ』エンディングテーマ                                                                     |
| 2022年 | 風がめくるページ                                                  | AOKI「フレッシャーズ 振り返る篇」CMソング                                                                                         |
| 2022年 | タイトル不明                                                      | ファミリー劇場CLUB サウンドステッカー                                                                                             |
| 2022年 | up!!!!!!                                                          | BOAT RACE振興会「アイ アム ア ボートレ―サー」シリーズCMソング                                                                     |
| 2023年 | 全力少年                                                          | JR西日本「目的地は、新しい希望だ。篇」CMソング                                                                                    |
| 2023年 | OverDriver                                                        | 船橋競馬場「2023年度船橋ケイバ コンセプトムービー」テーマソング                                                                   |
| 2023年 | アニバースデー                                                    | NHK『みんなのうた』2023年6月・7月オンエア楽曲                                                                                     |
| 2023年 | パラボラヴァ                                                      | 日本コープ共済生活協同組合連合会「わたしと、コープ共済。篇」CMソング                                                              |
| 2023年 | コトバリズム                                                      | テレビ東京系列『しまじろうのわお!』番組内楽曲                                                                                     |
| 2023年 | クライマル                                                        | インソース創立20周年テーマソング                                                                                                  |
| 2024年 | Hello Especially                                                  | アールイズ・ウエディング「ラブに、ラフを。篇」CMソング                                                                            |
| 2024年 | Lovin' Song                                                       | テレビ朝日土曜ナイトドラマ『おっさんずラブ-リターンズ-』主題歌                                                                    |
| 2024年 | やる気スイッチの歌                                                | やる気スイッチグループ 「個別指導塾「スクールIE®」」CMソング                                                                      |
| 2024年 | OverDriver                                                        | 船橋競馬場「2024年度船橋ケイバ コンセプトムービー」テーマソング                                                                   |
| 2024年 | 魔法がかかった日                                                  | TOYO TIRES「すべてのトラック・バス事業に携わる人たちに感謝を伝えるプロジェクト2024」テーマソング                                  |
| 2024年 | 逆転トリガー                                                      | テレビ東京系列 2024アスリート応援ソング                                                                                           |
| 2024年 | OverDriver（インストゥルメンタル）                                | 船橋競馬場 本馬場入場曲 |
| 2024年 | 奏（かなで）                                                      | 明星食品「明星 青春という名のラーメン 青春ください篇」CMソング                                                                    |
| 2024年 | スイッチ！                                                        | 東海テレビ『スイッチ！増刊号』テーマソング                                                                                        |
| 2024年 | クリスマスがやってくる                                            | 虎ノ門ヒルズ「TORANOMON HILLS CHRISTMAS 2024」MUUUSE CHRISTMAS EXPERIENCE展示楽曲                                                 |
| 2024年 | 晴ときどき曇                                                      | アルペン「スポーツデポ 沖縄県下スポーツデポ3店舗リニューアルOPEN SALE」CMソング                                                   |
| 2024年 | 晴ときどき曇                                                      | アルペン「スポーツデポ・アルペン ブラックフライデーセール」CMソング                                                               |
| 2025年 | あの日の虹と僕らのアンセム                                        | MIRRORLIAR FILMS『MIRRORLIAR FILMS Season7』テーマソング                                                                          |
| 2025年 | 晴ときどき曇                                                      | アルペン「スポーツデポ、アルペン、ゴルフ５、アルペンアウトドアーズ、アルペングループオンラインストア 決算大総力祭セール」CMソング |

## 賞・記録

### 賞

#### 受賞
- 『第48回日本レコード大賞』金賞「ボクノート」（2006年）
- 『Short Shorts Film Festival & ASIA 2010』ミュージックShort PV部門 優秀賞「8ミリメートル」ショートフィルム（2010年）
- 『第54回日本レコード大賞』企画賞『DOUBLES BEST』（2012年）
- 『第60回日本レコード大賞』企画賞『スキマノハナタバ 〜Love Song Selection〜』（2018年）
- 『第61回日本レコード大賞』編曲賞「青春」（大橋･常田の個人名義で受賞、2019年）
- 『NexTone Award 2020』Gold Medal「奏(かなで)」（大橋･常田の個人名義で受賞、2020年）

#### ノミネート
- 『ミュージック・ジャケット大賞2013』アルバム部門「DOUBLES BEST」（2012年）
- 『ミュージック・ジャケット大賞2014』シングル部門「スカーレット（初回生産限定盤）」（2013年）
- 『第94回ザテレビジョンドラマアカデミー賞』ドラマソング賞「リチェルカ」（2017年）
- 『第97回ザテレビジョンドラマアカデミー賞』ドラマソング賞「Revival」（投票結果 2位、2018年）
- 『第111回ザテレビジョンドラマアカデミー賞』ドラマソング賞「されど愛しき人生」（2022年）
- 『第119回ザテレビジョンドラマアカデミー賞』ドラマソング賞「Lovin' Song」（投票結果 読者票3位、2024年）

#### その他
- 『第10回文化庁メディア芸術祭アニメーション部門』審査委員会推薦作品「アカツキの詩」（2006年）[175]
  - PVの監督を務めた稲葉卓也が受賞。
- 『第30回日本プロ音楽録音賞Immersive部門』最優秀作品「ボクノート ～for 20th Anniversary with Orchestra～」（2024年）[176]
  - ミキシング・エンジニアを務めた甲斐俊郎と米山雄大が受賞。
- 『MUSIC AWARDS JAPAN 2025』グランプリエンジニア賞 in association with PMRAJ Immersive部門（アコースティック・サウンド）
  - 「ボクノート ～for 20th Anniversary with Orchestra～」のミキシング・エンジニアを務めた甲斐俊郎がノミネート[177]。

### 記録

#### 日本レコード協会
- フル配信での100万DL認定
  - 「奏（かなで）」（2014年5月度）[53]
    - 配信開始から8年4か月後のミリオン達成。
- ストリーミング認定 シルバー認定
  - 「奏（かなで）」（2020年4月）[178]
  - 「全力少年」（2021年3月）[178]
- ストリーミング認定 ゴールド認定
  - 「奏（かなで）」（2021年2月）[179]
  - 「全力少年」（2022年5月）[180]
  - 「ボクノート」（2024年6月）[178]
- ストリーミング認定 プラチナ認定
  - 「奏（かなで）」（2022年12月）[181][182]
  - 「全力少年」（2024年6月）[183]
- ストリーミング認定 ダブル・プラチナ認定
  - 「奏（かなで）」（2025年5月）[83]
    - 2000年代にリリースされた楽曲では史上初。

#### Billboard
- Billboard JAPANチャートストリーミング累計再生回数1億回突破
  - 「奏（かなで）」（2022年4月27日）[184]
    - 2000年代にリリースされた楽曲では史上3曲目[184]。
    - 2000年代以前にリリースされた楽曲としては史上4曲目[184]。
- Billboard JAPANチャートストリーミング累計再生回数2億回突破
  - 「奏（かなで）」（2024年12月11日）[185]
    - 2000年代以前にリリースされた楽曲としては史上初。
- Billboard JAPAN総合ソング・チャート“JAPAN HOT 100”チャートイン回数：167回
  - 「奏（かなで）」（歴代5位、2022年4月27日現在）[184]
- Billboard JAPANストリーミング・ソング・チャートトップ300入り回数：通算232週
  - 「奏（かなで）」（2022年4月27日現在）[184]

#### オリコン
- 同アーティストの同時発売された複数枚のアルバムが、同一推定売上枚数かつ同一順位でTOP10入り
  - 『Hot Milk』・『Bitter Coffee』（2021年12月1日、史上初）[68]
- オリコン週間ストリーミングランキング累計再生数1億回突破
  - 「奏（かなで）」（時期未公表）[186]
  - 「全力少年」（2025年5月7日）[186]

#### その他
- YouTubeミュージックビデオの再生回数1億回突破
  - 「奏（かなで）」（2019年4月5日発表）[187]
- YouTubeミュージックビデオの再生回数2億回突破
  - 「奏（かなで）」（2025年8月14日）

## 出演

### ラジオ番組
- オーガスタラジオプレゼンツ スキマチャンネル!（うたキャスにて2006年4月より放送）
  - 携帯電話向けラジオ番組。現在au・ドコモの一部機種にのみ対応。
- スキマスイッチのオールナイトニッポン（2005年7月19日、2006年12月1日[188]、2011年10月5日、2012年8月31日、2013年8月2日、2014年10月31日、ニッポン放送）
  - 2011年以降は、スキマスイッチのオールナイトニッポンGOLDとして放送された。
- アーティスト・プロデュース・スーパー・エディション（2009年11月・2012年8月・2016年4月・2023年7月・2024年7月、JFNC）
- ミッドナイト・グッドモーニン!! -InterFM897編-[189]（2018年3月3日-3月31日、Inter FM）
  - Inter FMのマンスリー企画として2018年3月の毎週土曜日23:00〜24:00放送。
  - 初のレギュラー番組。
  - シングルの特典映像企画である架空のラジオ番組「スキマスイッチのミッドナイト・グッドモーニン!!」の番外編。
- JFL SPECIAL NIHON SAFETY LIFE COMPASS[190]（2022年8月11日、JAPAN FM LEAGUE[191]）
  - スキマスイッチがナビゲーターを務め、「今を歩む音楽家たちのことばを通じて考える“人生の道しるべ”」[192]をテーマにあらゆる世代のミュージシャンたちとの対話を通して音楽的・人生的な道しるべとなる言葉に触れていく特別プログラム[190]。
  - スキマスイッチに影響を与えたミュージシャンをゲストとして招いており、「驚異的な後輩」として渋谷龍太（SUPER BEAVER）[193]、「ルーツ」として奥田民生[22]、「道しるべ的存在」として大貫妙子[194]が出演した。
- スキマスイッチ 20th Anniversary POPMAN’S RADIO[195]（2023年7月9日、FM802）
  - デビュー20周年を記念した特別番組。
- THE MUSIC OF NOTE 『POPMAN’S HISTORY』[196]（2024年7月5日-7月26日、FM COCOLO）
  - 周年のアーティストがリレー形式でラジオDJを務めるFM COCOLOのレギュラープログラム『THE MUSIC OF NOTE』の2024年7月を担当。
- スキマスイッチ 動き出す→僕らのアンセム[197]（2025年6月1日、エフエム福岡）
  - エフエム福岡の開局55周年記念プログラム。スキマスイッチとFM FUKUOKAが歩んできた歴史や2人の“以心伝心”具合をのぞきこむ55分間。

### 雑誌連載
- 有限会社 隙間産業「WHAT's IN?」（ソニーマガジンズ発行）で連載（終了済）

（「隙間珍聞」→「世界の隙間で、愛をさけぶ」→「有限会社 隙間産業」）

### CM
- NTTドコモ関西「スキマスイッチと地底人」篇（2005年3月19日 - 、NTTドコモ）
- オロナミンC「キモチスイッチプロジェクト」（2007年4月4日 - 、大塚製薬）

タイアップ曲「回想目盛」を書き下ろしで提供。2007年4月24日より、期間限定でYahoo!ミュージックにて、ストリーミング配信。
- スマイルゼミ「全力キッズ テニス」篇[198] （2016年1月28日 -、スマイルゼミ）
- ザ・プレミアム・モルツ「神泡ラバーズ」篇（2018年7月8日 - 、サントリー）

スキマスイッチの他にイチロー、山崎まさよし、大谷亮平、ケント・モリ、石原さとみが出演。
- AEON「AEON MORE CHRISTMAS 2018」[199]（2018年12月2日-、AEON）
- ザ・プレミアム・モルツ「神泡ラバーズ年末」篇[95]（2018年12月8日-、サントリー）

秦基博と共に「I wanna be loved by you」を歌唱。
他にイチロー、竹内結子、山崎まさよし、石原さとみが出演。
- Find my Tokyo.「後楽園 ゆっくりと時間が流れる街」篇[96]（2019年1月8日-、東京メトロ）

他に石原さとみが出演。
- ザ・プレミアム・モルツ「夏の神泡（ラバーズ）篇」篇[200]（2019年7月6日-、サントリー）

他に石原さとみ、新井貴浩、花澤香菜、JQが出演。
- オーディオテクニカ「Power of Sound Project」企業ブランドCM[201][202]（2020年12月14日-、オーディオテクニカ） - 山崎まさよし、秦基博と出演。

### テレビ
- 笑っていいとも!（フジテレビ）

テレフォンショッキングに5度の出演。
・2005年8月26日（金）｢彼氏の髪型がアフロヘアーだという人｣でストラップをゲット。
・2006年9月4日（月）｢夫か彼氏が高校野球で甲子園出場経験があるという人｣でストラップをゲット。
・2010年7月14日（水）｢今日、すでにアイスクリームを2個食べた人｣でストラップをゲット。
・2012年10月17日（水）｢47都道府県の全てに行った事がある人｣でストラップをゲット。
・2013年8月22日（木）｢この10年間で20kgやせた人」でストラップゲットならず。
- クリスマスの約束（2006年、2009年 - 2017年、2019年、2021年、2024年、TBS系列）
  - 初出演は2006年だが、2005年の放送にて小田和正のツアーにゲスト出演した様子が放送されている。
  - 2009年の放送に向けメドレーを制作するのに際し、小田、根本要(スターダストレビュー)、水野良樹(いきものがかり)と「小委員会」を結成。小委員会結成後は毎年出演し、2010年はホスト役、2011年からは『委員会バンド』として曲を披露している。
  - 2024年は自身のツアーと重なり、2009年以降で初めて収録に不参加となったが、コーラスを事前収録し参加。放送の最後に流れる出演者にも名を連ねた[203]。
- ドラえもん（2006年6月30日、テレビ朝日系列） - スキマスイッチ（本人） 役（声の出演）
  - 冒頭でのび太が見ているテレビにボクノートを歌うスキマスイッチが映っている。
- みいつけた!（2012年、NHK教育テレビジョン） - テーラースキマ アーダ・コーダ役（声の出演）
  - 番組内のアニメーション「いすのまちコッシー」に出演。アーダとコーダとして歌も披露している。
- スキマスイッチSPECIAL 「スキマ♪スキBAR 〜10周年サンクスナイト〜」（2013年8月24日、スペースシャワーTV）[204]
  - デビュー10周年を記念した特別番組。
- スキマスイッチ PREMIUM SHOW TIME by ザ・プレミアム・モルツ（2018年3月23日、スペースシャワーTV）[205]
  - デビュー15周年を記念した特別番組。
- 土曜ナイトドラマ『おっさんずラブ』 第4話（2018年5月12日、テレビ朝日） - 「BAR スキマスイッチ」のマスター 役・カメオ出演[206]
- テレビ東京ドラマ25『鉄オタ道子、2万キロ』 第12話（2022年3月25日、テレビ東京） - カメオ出演[207]
- TALK ABOUT スキマスイッチ 〜デビュー20周年を語り合う〜（2023年7月27日、スペースシャワーTV）[208]
  - 20周年を記念した特別番組。デビュー当時の思い出やお互いの“トリセツ”、名曲誕生の秘話までスキマスイッチの過去から現在までを二人が対談する内容となっている。
- アスリートの魔曲 〜あの勝利にはあの音楽があった〜（2023年12月24日・2024年12月1日、東海テレビ） - MC[77][209]
  - 自身がMCを務める、音楽バラエティ番組。
  - スキマスイッチがテレビ番組のMCを務めるのは初めて。
  - 2024年は、フジテレビ系全国ネットで放送。

### 映画
- 映画ドラえもん のび太の恐竜2006（全国東宝系公開） - 大橋はタイムパトロール隊員A 役、常田はタイムパトロール隊員Bで出演 ※声の出演[210]
- 8ミリメートル（ケータイドラマサイトDORAMO内ドラマ） - 大橋は医師 役、常田は患者 役で出演
- THE LAST -NARUTO THE MOVIE-（全国東宝系公開） - 忍 役 ※声の出演

### 吹き替え
- 2分の1の魔法（ウォルト・ディズニー・スタジオ・モーション・ピクチャーズ） - 大橋はウェイター 役、常田はインストラクター 役で出演[211]

### YouTube
- スキマスイッチのこのヘンまでやってみよう（2021年5月21日 - ） - 自身初のYouTube番組[66]

### NHK紅白歌合戦出場歴
| 年度/放送回               | 回 | 曲目         |
| ------------------------- | -- | ------------ |
| 2005年（平成17年）/第56回 | 初 | 全力少年     |
| 2006年（平成18年）/第57回 | 2  | ボクノート   |
| 2007年（平成19年）/第58回 | 3  | 奏（かなで） |

### Webコンテンツ
- MY SOUND ROOTS（2014年11月17日、Sony）[212]

Sonyのプロモーション企画。
ハイレゾ音源や最新ヘッドフォン「MDR-1A」について語っている。
- Music Apartment（2020年8月21日-10月11日、Amazon Music）[213]

第2弾ナビゲーターとして全8回に出演。
- Powered by SENNHEISER（2022年7月6日,11月8日、Sennheiser）[214][215]

Sennheiserが展開するアーティストへのインタビューコンテンツ。
2回に渡って出演し、1回目ではイヤフォン「MOMENTUM True Wireless 3」と「IE 600」、2回目ではイヤフォン「MOMENTUM 4 Wireless」について語っている。
また、インタビューの様子はYouTubeでも公開されている。
- 今月の360 Reality Audio（2023年4月25日・2024年3月7日、サウンド&レコーディング・マガジン）[222][223]

Sonyの360 Reality Audioの魅力を伝えるコンテンツ。
- FenderNews Cover Artist（2023年10月31日、Fender）[224]

FenderのネットニュースであるFenderNewsのインタビュー企画。
Fenderの魅力やインタビュー当月に発売されたFender Highwayシリーズについて語っている。
- SHARP「AQUOS QD-OLED」FS1ライン特集（2023年12月14日・2024年2月29日、SHARP）[225][226]

SHARPのAQUOS QD-OLEDのプロモーション。
全2回の特集であり、第1回では、ワンマンライブ「スキマスイッチ “Live Full Course 2022” 〜 20年分のライブヒストリー 〜」の映像を通してのレビュー、第2回では、スキマスイッチが「AQUOS QD-OLED」を見ながら「スキマスイッチ “Live Full Course 2022” 〜 20年分のライブヒストリー 〜」を振り返る内容となっている。
また、本特集に合わせて、YouTubeの「シャープ公式チャンネル SHARP」にインタビュー動画が公開された
- スキマスイッチとさかいゆうが語る360 Reality Audio（2024年1月22日・、サウンド&レコーディング・マガジン）[9]

Sonyの360 Reality Audioの魅力を伝えるコンテンツ。サウンド&レコーディング・マガジンとオフィスオーガスタとのコラボレーション企画。
全4回の内、第1回に出演。
- B-Side: Golden Time J-POP（2024年7月10日、Amazon Music）

Amazon Music内のプレイリスト「Golden Time J-POP」から注目作品をアーティスト自らが解説するWebコンテンツ。
10thアルバム『A Musementally』および、Amazon Music内で評価の高い「view」「奏（かなで）」「全力少年」「ボクノート」について解説している。

## ライブ

### 出演イベント
| 開催年 | 日程     | イベントタイトル | 会場                                                          | 収録作品 | 備考 |
| ------ | -------- | --- | ------------------------------------------------------------- | --- | --- |
| 2002年 | 8月4日   | Augusta Camp 2002 | 千葉マリンスタジアム（千葉）                                  | 映像作品『Augusta Camp Best Collection 1999-2008』                                                            | デビュー前での出演。福耳のステージにも参加。 |
| 2003年 | 8月23日  | Augusta Camp 2003 | 千葉マリンスタジアム（千葉）                                  | - | 福耳としても出演。 |
| 2003年 | 8月30日  | Augusta Camp 2003 | 神戸ポートアイランド（兵庫）                                  | 映像作品『Augusta Camp 2003 SUMMER of LOVE』 映像作品『Augusta Camp Best Collection 1999-2008』               | 福耳としても出演。 |
| 2003年 | 9月13日  | RADIO BERRY ベリテンライブ2003                                                                                                 | UTSUNOMIYA HEAVEN'S ROCK VJ-2（栃木）                         | - | |
| 2003年 | 9月29日  | Sony REAL MUSIQ presents REAL JAM                                                                                              | ON AIR OSAKA（大阪）                                          | - | |
| 2003年 | 10月18日 | MINAMI WHEEL 2003 | SUN HALL（大阪）                                              | - | |
| 2004年 | 5月9日   | FM802 & SPACE SHOWER TV presents SWEET LOVE SHOWER 2004 SPRING                                                                 | 大阪城野外音楽堂（大阪）                                      | - | |
| 2004年 | 7月19日  | Augusta Camp 2004 | 富士急ハイランド コニファーフォレスト（山梨）                 | 映像作品『Augusta Camp Best Collection 1999-2008』                                                            | |
| 2004年 | 7月25日  | FM802 MEET THE WORLD BEAT 2004                                                                                                 | 万博記念公園 もみじ川芝生広場（大阪）                         | - | |
| 2004年 | 8月28日  | SOUND MARINA 2004 in SAKA ～Feel the voice 3                                                                                   | 坂町ベイサイドエリア野外特設会場（広島）                      | - | |
| 2004年 | 8月29日  | J-WAVE LIVE 2000+4 | 国立代々木競技場 第一体育館（東京）                           | - | |
| 2004年 | 11月7日  | 学園祭ライブ | 東京電機大学 東京千住キャンパス（東京）                       | - | |
| 2004年 | 11月13日 | 学園祭ライブ | 吉備国際大学 高梁キャンパス（岡山）                           | - | |
| 2004年 | 11月20日 | 学園祭ライブ | 同志社女子大学 栄光館 ファウラーチャペル（京都）              | - | |
| 2004年 | 11月21日 | 宇都宮大学峰ヶ丘祭 MELODY STAFF presents スキマスイッチLIVE 2004                                                               | 宇都宮大学 峰キャンパス（栃木）                               | - | |
| 2005年 | 6月29日  | OSAKAN HOT 100 SPECIAL LIVE HEART MAGIC                                                                                        | なんばHatch（大阪）                                           | - | |
| 2005年 | 7月18日  | ap bank fes '05 | つま恋 スポーツ広場（静岡）                                   | 映像作品『ap bank fes '05』                                                                                   | 自身の楽曲を披露した他、Bank Band と「虹の彼方へ」（Mr.Children）をコラボ。また、「to U」（Bank Band）に参加。 |
| 2005年 | 7月24日  | FM802 MEET THE WORLD BEAT 2005                                                                                                 | 万博記念公園 もみじ川芝生広場（大阪）                         | - | |
| 2005年 | 7月31日  | HIGHER GROUND 2005 | 国営海の中道海浜公園 野外劇場（福岡）                         | - | |
| 2005年 | 8月13日  | Exciting Summer in WAJIKI '05                                                                                                  | 大塚製薬徳島ワジキ工場 野外ステージ（徳島）                   | - | |
| 2005年 | 8月19日  | J-WAVE LIVE 2000+5 | 国立代々木競技場 第一体育館（東京）                           | - | |
| 2005年 | 8月27日  | SOUND MARINA 2005～Feel the Voice 4～                                                                                          | 広島港出島野外特設会場（広島）                                | - | |
| 2005年 | 11月20日 | Yohito Teraoka Presents 「Golden Circle vol.8」                                                                                | 品川プリンスホテル ステラボール（東京）                       | - | 寺岡呼人が主催するイベントにゲスト出演。 |
| 2005年 | 12月7日  | 明治安田生命Presents KAZUMASA ODA TOUR 2005"大好きな君に"                                                                      | 日本武道館（東京）                                            | - | 小田和正のライブツアーにゲスト出演。 小田と「全力少年」をコラボした様子がクリスマスの約束で放送された。 |
| 2006年 | 5月23日  | FM802 × DoCoMo ACCESS! SPECIAL LIVE「COLORS OF CHERRY」                                                                        | なんばHatch（大阪）                                           | - | 自身の楽曲の他に「楓」「チェリー」（スピッツ）を披露した他、草野マサムネと「飲みに来ないか」をコラボ。 |
| 2006年 | 7月2日   | Excite Music Festival '06 | 国立代々木競技場 第一体育館（東京）                           | - | |
| 2006年 | 7月16日  | ap bank fes '06 | つま恋 スポーツ広場（静岡）                                   | 映像作品『ap bank fes '06』                                                                                   | 自身の楽曲を披露した他、Bank Band と「シーソーゲーム～勇敢な恋の歌～」（Mr.Children）をコラボ。また、「to U」（Bank Band）に参加。 |
| 2006年 | 7月22日  | Augusta Camp 2006 | 富士急ハイランド コニファーフォレスト（山梨）                 | 映像作品『Augusta Camp Best Collection 1999-2008』                                                            | 福耳としても出演。 |
| 2006年 | 7月23日  | FM802 MEET THE WORLD BEAT 2006                                                                                                 | 万博記念公園 もみじ川芝生広場（大阪）                         | - | 福耳としても出演。 |
| 2006年 | 7月30日  | HIGHER GROUND 2006 | 国営海の中道海浜公園 野外劇場（福岡）                         | - | |
| 2006年 | 8月19日  | SOUND MARINA 2006～Feel the Voice 5～                                                                                          | 広島港出島野外特設会場（広島）                                | - | |
| 2006年 | 11月4日  | ジョン・レノン音楽祭2006 Dream Power                                                                                           | 日本武道館（東京）                                            | - | 「Out the Blue」（John Lennon）を披露した他、佐野元春、平原綾香、押葉真吾、KUMI、平川地一丁目、曽我部恵一と「A Day in the Life」（The Beatles）をコラボ。また、「Imagine」（John Lennon）、「Happy Xmas (War Is Over)」（John Lennon and Yoko Ono and the Plastic Ono Band with the Harlem Community Choir）に参加。 |
| 2007年 | 7月29日  | Augusta Camp 2007 | グッドウィルドーム（埼玉）                                    | 映像作品『Augusta Camp Best Collection 1999-2008』 配信アルバム『AC2007ライブ Tribute to スガ シカオ』        | 自身の楽曲の他に「黄金の月」（スガシカオ）を披露。大橋は、秦基博と「そろそろいかなくちゃ」（スガシカオ）をコラボ。福耳としても出演。 |
| 2007年 | 8月16日  | ロックロックこんにちは! in 仙台                                                                                                | Zepp Sendai（宮城）                                           | - | |
| 2007年 | 9月2日   | SOUND MARINA 2007 ～Feel the Voice Special～                                                                                   | 広島港出島野外特設会場（広島）                                | - | |
| 2008年 | 7月26日  | Augusta Camp 2008 | 西武ドーム（埼玉）                                            | 映像作品『Augusta Camp Best Collection 1999-2008』                                                            | 自身の楽曲の他、提供楽曲である「マバタキの夢」（w-inds.）を披露。大橋は秦基博と「ラーメン’95」「64」（COIL）、常田は元ちとせと「ハレルヤ！」（COIL）、常田の提供楽曲である「蛍星」（元ちとせ）をそれぞれコラボ。福耳としても出演。 |
| 2008年 | 8月9日   | Augusta Camp 2008 | 泉大津フェニックス（大阪）                                    | 映像作品『Augusta Camp Best Collection 1999-2008』                                                            | 自身の楽曲の他、提供楽曲である「マバタキの夢」（w-inds.）を披露。大橋は秦基博と「ラーメン’95」「64」（COIL）、常田は元ちとせと「ハレルヤ！」（COIL）、常田の提供楽曲である「蛍星」（元ちとせ）をそれぞれコラボ。福耳としても出演。 |
| 2009年 | 5月30日  | FM802 STILL20 SPECIAL LIVE<RADIO MAGIC>                                                                                        | 大阪城ホール（大阪）                                          | - | 自身の楽曲を披露した他、KANと「まゆみ」（KAN）、絢香と「全力少年」をコラボ。また、「Oh! RADIO」（RADIO SOUL 20）に参加。 |
| 2009年 | 8月14日  | J-WAVE LIVE 2000+9 | 国立代々木競技場 第一体育館（東京）                           | - | |
| 2009年 | 8月15日  | SOUND MARINA 2009 ～Feel the Voice LOVE&PEACE～                                                                                | 広島市民球場（広島）                                          | - | |
| 2009年 | 8月22日  | ロックロックこんにちは! in 仙台 ～10th Anniversary Special～                                                                   | 国営みちのく杜の湖畔公園 北地区 風の草原（宮城）              | - | |
| 2009年 | 8月29日  | 音楽と髭達 2009 -Way- | 国営越後丘陵公園（新潟）                                      | - | |
| 2009年 | 9月12日  | Augusta Camp 2009〜Extra〜 | ナガシマスパーランド（三重）                                  | 映像作品『Augusta Camp 2009〜Extra〜』                                                                        | 自身の楽曲を披露した他、スガシカオ、秦基博、さかいゆうと「セロリ」（山崎まさよし）をコラボ。福耳としても出演。 |
| 2009年 | 10月24日 | Augusta Camp 2009〜Extra〜 | さいたまスーパーアリーナ（埼玉）                              | 映像作品『Augusta Camp 2009〜Extra〜』                                                                        | 自身の楽曲を披露した他、秦基博と「キミ、メグル、ボク」（秦基博）、杏子、元ちとせ、秦、さかいゆうと「セロリ」（山崎まさよし）をコラボ。大橋は、杏子、元、秦と「星に願いを」（山崎まさよし）、常田は、秦と「鱗」（秦基博）をそれぞれコラボした。福耳としても出演。 |
| 2010年 | 3月20日  | GO!FES 2010 | 幕張メッセ 国際展示場（千葉）                                 | - | - |
| 2010年 | 6月5日   | KDDI presents Music Lovers Live 2010                                                                                           | 横浜アリーナ（神奈川）                                        | - | |
| 2010年 | 7月17日  | JOIN ALIVE 2010 | いわみざわ公園（北海道）                                      | - | |
| 2010年 | 7月19日  | ap bank fes '10 | つま恋 スポーツ広場（静岡）                                   | 映像作品『ap bank fes '10』                                                                                   | 自身の楽曲を披露した他、Bank Bandと「旅人」（Mr.Children）をコラボ。「to U」（Bank Band）に参加。 |
| 2010年 | 7月20日  | お台場合衆国2010～笑うBayには福きたる!!～ めざましライブ                                                                       | お台場（東京）                                                | - | |
| 2010年 | 7月24日  | HIGHER GROUND 2010 | 国営海の中道海浜公園 野外劇場（福岡）                         | - | |
| 2010年 | 7月25日  | FM802 MEET THE WORLD BEAT 2010                                                                                                 | 万博記念公園 もみじ川芝生広場（大阪）                         | - | 自身の楽曲を披露した他、槇原敬之と「僕の今いる夜は」（M&THE RADIODOGS）をコラボ。 |
| 2010年 | 8月14日  | Augusta Camp 2010 | 夢の島公園 陸上競技場（東京）                                 | 映像作品『Augusta Camp 2010』                                                                                 | 大橋は、「全部、君だった。」（山崎まさよし）、大橋卓弥+さかいゆうとして「ピアノとギターと愛の詩」を披露。常田は、スガシカオと「振り向かない」（山崎まさよし）をコラボ。福耳としても出演。 |
| 2010年 | 8月15日  | Augusta Camp 2010 | 夢の島公園 陸上競技場（東京）                                 | 映像作品『Augusta Camp 2010』                                                                                 | 大橋は、「全部、君だった。」（山崎まさよし）、大橋卓弥+さかいゆうとして「ピアノとギターと愛の詩」を披露。常田は、スガシカオと「振り向かない」（山崎まさよし）をコラボ。福耳としても出演。 |
| 2010年 | 8月17日  | 音霊 OTODAMA SEA STUDIO 2010                                                                                                   | 逗子海岸 OTODAMA SEA STUDIO（神奈川）                         | - | 自身の楽曲を披露した他、キマグレンと「少年時代」（井上陽水）、キマグレン、moumoonと「サマーヌード」（真心ブラザーズ）をコラボ。 |
| 2010年 | 9月11日  | SOUND MARINA '10 ～Arena Special～                                                                                             | 広島県立総合体育館 広島グリーンアリーナ（広島）               | - | |
| 2010年 | 10月9日  | 家族 Fes. 2010 | ラグーナ蒲郡 ラグーナビーチ（愛知）                           | - | HOME MADE 家族の主催イベント。自身の楽曲を披露した他、「We are Familiy」（HOME MADE 家族）に参加。 |
| 2010年 | 12月15日 | 奄美大島豪雨災害 復興支援チャリティライブ 「ディ!ディ!」                                                                       | 新木場STUDIO COAST（東京）                                    | - | 元ちとせが発起人となり開催されたチャリティライブ。自身の楽曲の他、「ディ！」、「やわらかなサイクル」（元ちとせ）に参加。 |
| 2010年 | 12月29日 | COUNTDOWN JAPAN 10/11 | 幕張メッセ国際展示場（千葉）                                  | - | |
| 2011年 | 1月29日  | au by KDDI presents オンタマカーニバル 2011                                                                                    | 横浜アリーナ（神奈川）                                        | - | |
| 2011年 | 2月26日  | めざましスーパーライブ in 沖縄                                                                                                 | 宜野湾海浜公園 屋外劇場（沖縄）                               | - | |
| 2011年 | 5月4日   | 東日本関東大震災被災者救援コンサート「心の復興まで」                                                                           | グランキューブ大阪 メインホール（大阪）                       | - | 東日本大震災のチャリティーコンサート。 |
| 2011年 | 5月14日  | 東日本大震災支援チャリティーコンサート What a Wonderful World in KANSAI                                                        | 万博記念公園 東の広場（大阪）                                 | - | 東日本大震災のチャリティーコンサート。 |
| 2011年 | 5月22日  | 届けよう!東海から元気を | 名古屋国際会議場 センチュリーホール（愛知）                   | - | 東日本大震災のチャリティーコンサート。 |
| 2011年 | 6月11日  | Sing for EAST | 神戸国際会館こくさいホール（兵庫）                            | - | 東日本大震災のチャリティーコンサート。 |
| 2011年 | 7月17日  | ap bank fes '11 Fund for Japan                                                                                                 | つま恋 スポーツ広場（静岡）                                   | 映像作品『ap bank fes '11 Fund for Japan』                                                                    | 自身の楽曲を披露した他、Bank Bandと「and I close to you」（Mr.Children）をコラボ。「to U」（Bank Band）に参加。 |
| 2011年 | 7月24日  | FM802 MEET THE WORLD BEAT 2011                                                                                                 | 万博記念公園 もみじ川芝生広場（大阪）                         | - | |
| 2011年 | 7月30日  | Augusta Camp 2011 | 横浜赤レンガ倉庫 赤レンガパーク 野外特設ステージ（神奈川）    | 映像作品『Augusta Camp 2011』                                                                                 | 自身の楽曲を披露した他、元ちとせと「雫」、杏子と「view」をコラボ。大橋は、COIL、秦基博と「BIRDS」（COIL）、山崎まさよしと「十六夜」（山崎まさよし）をコラボ。福耳としても出演。 |
| 2011年 | 8月6日   | 情熱大陸 SPECIAL LIVE SUMMER TIME BONANZA'11                                                                                   | 夢の島公園 陸上競技場（東京）                                 | - | 自身の楽曲を披露した他、葉加瀬太郎と「さいごのひ」「全力少年」をコラボ。 |
| 2011年 | 8月7日   | ROCK IN JAPAN FESTIVAL 2011 | 国営ひたち海浜公園（茨城）                                    | - | |
| 2011年 | 8月13日  | iTunes Live | Apple Store渋谷（東京）                                       | 配信アルバム『iTunes Live』                                                                                   | |
| 2011年 | 8月17日  | 音霊 OTODAMA SEA STUDIO 2011 「スキマスイッチ×Salyu～これはヤバい!!見たい!!～」                                                | 逗子海岸 OTODAMA SEA STUDIO（神奈川）                         | - | 自身の楽曲を披露した他、Salyuと「少年時代」（井上陽水）をコラボ。 |
| 2011年 | 8月20日  | MONSTER baSH 2011 | 国営讃岐まんのう公園（香川）                                  | - | |
| 2011年 | 8月27日  | 情熱大陸 SPECIAL LIVE SUMMER TIME BONANZA'11                                                                                   | 札幌芸術の森 野外ステージ（北海道）                           | - | 自身の楽曲を披露した他、葉加瀬太郎と「さいごのひ」「全力少年」をコラボ。 |
| 2011年 | 8月30日  | お台場合衆国2011～ぼくらがNIPPON応援団!～めざましライブ2011                                                                    | お台場（東京）                                                | - | |
| 2011年 | 9月3日   | SOUND MARINA '11 ～One voice, One power.～                                                                                     | 広島県立総合体育館 広島グリーンアリーナ（広島）               | - | |
| 2011年 | 9月17日  | HIGHER GROUND 2011 | 国営海の中道海浜公園 野外劇場（福岡）                         | - | |
| 2011年 | 10月15日 | J-WAVE LIVE～AUTUMN | 渋谷公会堂（東京）                                            | - | |
| 2011年 | 11月2日  | 赤坂BLITZ 3周年特別企画「音楽のじかん」 Supported by レコチョク                                                                | 赤坂BLITZ（東京）                                             | - | 赤坂BLITZのリニューアルオープン3周年特別企画。 |
| 2011年 | 11月3日  | ぴあ 39th FAREWELL "39 -THANK YOU-" ～車輪小僧の大回転～                                                                       | 幕張メッセ 国際展示場（千葉）                                 | - | 情報誌「ぴあ」の休刊記念イベント。 |
| 2011年 | 11月12日 | スキマスイッチ LIVE in KEIO～全力少年少女の君たちへ～                                                                          | 慶應義塾大学 日吉キャンパス 日吉記念館（神奈川）              | - | 慶應義塾大学の第53回三田祭の前夜祭として開催。 |
| 2011年 | 12月29日 | COUNTDOWN JAPAN 11/12 | 幕張メッセ国際展示場（千葉）                                  | - | |
| 2012年 | 2月25日  | Office Augusta 20th Anniversary Special 山崎まさよし スキマスイッチ 秦 基博 A Night With Strings ～Featuring 服部隆之～        | 日本武道館（東京）                                            | 映像作品「「山崎まさよし スキマスイッチ 秦 基博 A Night With Strings 〜Featuring 服部隆之〜」 at 日本武道館」 | オフィスオーガスタの設立20周年記念公演。自身の楽曲の他に「 Crazy Love」（Van Morrison）を披露。また、「セロリ」（山崎まさよし）に参加。 |
| 2012年 | 4月10日  | The Birthday Party in Masashi Super Arena -60人のまさしくんWORLD-                                                              | さいたまスーパーアリーナ（埼玉）                              | 映像作品「さだまさし デビュー40周年記念 パーフェクトDVDボックス 百歌繚乱」                                    | さだまさしのライブにゲスト出演。さだ、花井悠希と「奇跡 〜大きな愛のように〜」（さだまさし）をコラボ。 |
| 2012年 | 6月15日  | Billboard LIVE 5ANNIVERSARY 音楽ノチカラ SPECIAL LIVE                                                                          | Billboard Live OSAKA（大阪）                                  | - | 自身の楽曲の他に、「LOVE & LIVE LETTER」（福耳）に参加。 |
| 2012年 | 7月21日  | JOIN ALIVE 2012 | いわみざわ公園（北海道）                                      | - | |
| 2012年 | 7月28日  | 情熱大陸 SPECIAL LIVE SUMMER TIME BONANZA'12                                                                                   | 中部国際空港セントレア（愛知）                                | - | |
| 2012年 | 7月29日  | HIGHER GROUND 2012 | 国営海の中道海浜公園 野外劇場（福岡）                         | - | 自身の楽曲を披露した他、ナオト・インティライミ と「Higher Ground」（ Stevie Wonder）をコラボ。 |
| 2012年 | 8月4日   | Office Augusta 20th Anniversary Augusta Camp 2012 in YOKOHAMA                                                                  | 横浜赤レンガ倉庫 赤レンガパーク 野外特設ステージ（神奈川）    | 映像作品『Augusta Camp 2012 in YOKOHAMA 〜OFFICE AUGUSTA 20TH ANNIVERSARY〜』                                 | 自身の楽曲を披露した他、杏子、元ちとせ、さかいゆうと「惑星タイマー」（福耳）をコラボ。大橋は、COIL、秦基博と「BIRDS」（COIL）をコラボ。福耳としても出演。 |
| 2012年 | 8月5日   | Office Augusta 20th Anniversary Augusta Camp 2012 in YOKOHAMA                                                                  | 横浜赤レンガ倉庫 赤レンガパーク 野外特設ステージ（神奈川）    | 映像作品『Augusta Camp 2012 in YOKOHAMA 〜OFFICE AUGUSTA 20TH ANNIVERSARY〜』                                 | 自身の楽曲を披露した他、杏子、元ちとせ、さかいゆうと「惑星タイマー」（福耳）をコラボ。福耳としても出演。 |
| 2012年 | 8月18日  | ap bank fes '12 Fund for Japan                                                                                                 | 国営みちのく杜の湖畔公園（宮城）                              | 映像作品『ap bank fes '12 Fund for Japan』                                                                    | 自身の楽曲を披露した他、Bank Bandと「いつでも微笑みを」（Mr.Children）をコラボ。また、「to U」（Bank Band）に参加。 |
| 2012年 | 8月22日  | 音霊 OTODAMA SEA STUDIO 2012 「スキマスイッチ×miwa」                                                                           | 逗子海岸 OTODAMA SEA STUDIO（神奈川）                         | - | 自身の楽曲の他に「真夏の果実」（サザンオールスターズ）を披露。また、miwaとISEKIと「ボクノート」をコラボ |
| 2012年 | 8月23日  | お台場合衆国2012 ～ここから始まる! NIPPON応援団!～ めざましライブ2012                                                          | お台場（東京）                                                | - | |
| 2012年 | 8月25日  | 音楽と髭達2012 -Rainbow- | 国営越後丘陵公園（新潟）                                      | - | |
| 2012年 | 9月2日   | SOUND MARINA '12 | 広島県立総合体育館 広島グリーンアリーナ（広島）               | - | |
| 2012年 | 9月17日  | Office Augusta 20th Anniversary Augusta Camp 2012 Premium in KOCHI                                                             | 高知県立県民文化ホール オレンジホール（高知）                 | 映像作品『Augusta Camp 2012 in KOCHI & AMAMI 〜OFFICE AUGUSTA 20TH ANNIVERSARY〜』                            | 自身の楽曲を披露した他、杏子と「惑星タイマー」（福耳）をコラボ。また、大橋は、山崎まさよし、COIL、秦基博と「BIRDS」（COIL）、常田は長澤知之と常田の提供楽曲である「カスミソウ」（長澤知之）をそれぞれコラボ。福耳としても出演。 |
| 2012年 | 10月21日 | Office Augusta 20th Anniversary Augusta Camp 2012 in AMAMI                                                                     | 奄美市大浜海浜公園（鹿児島）                                  | 映像作品『Augusta Camp 2012 in KOCHI & AMAMI 〜OFFICE AUGUSTA 20TH ANNIVERSARY〜』                            | 自身の楽曲を披露した他、杏子、長澤知之と「惑星タイマー」（福耳）、元ちとせ、長澤知之と「雫」をコラボ。また、大橋は、秦基博と「キミ、メグル、ボク」（秦基博）、常田はCOILと「いつか風になる日」（COIL）、山崎まさよし、岡本定義と「Redemption Song」（Bob Marley）をそれぞれコラボ。福耳としても出演。 |
| 2013年 | 5月5日   | TOKYO M.A.P.S | 六本木ヒルズアリーナ（東京）                                  | - | |
| 2013年 | 6月3日   | 音楽ノチカラ 2nd LIVE | Zepp Namba（大阪）                                            | - | |
| 2013年 | 7月7日   | THE MUSIC DAY LIVE | 幕張メッセ 国際展示場（千葉）                                 | - | |
| 2013年 | 8月22日  | 坂崎幸之助のお台場フォーク村デラックス 第38夜                                                                                  | Zepp Tokyo（東京）                                            | - | 自身の楽曲を披露した他、坂崎幸之助 と「わかれうた」（中島みゆき）、「ぼくがつくった愛のうた〜いとしのEmily〜」（チューリップ）、WaTと「奏（かなで）」「全力少年」、「僕のキモチ」（WaT）をコラボ。また、「ともだち」（中村あゆみ）に参加。 |
| 2013年 | 8月27日  | お台場合衆国2013 めざましライブ                                                                                                | お台場（東京）                                                | - | |
| 2013年 | 8月28日  | 音霊 OTODAMA SEA STUDIO 2013 「スキマスイッチ×福原美穂 ～これはやばい!!!～」                                                   | 逗子海岸 OTODAMA SEA STUDIO（神奈川）                         | - | 自身の楽曲の他に「1999年、夏、沖縄」（Mr.Children）を披露。また、「夏祭り」（JITTERIN'JINN）に参加。 |
| 2013年 | 9月1日   | SOUND MARINA '13 | 広島県立総合体育館 広島グリーンアリーナ（広島）               | - | 自身の楽曲の他に「唇をかみしめて」（吉田拓郎）を披露。 |
| 2013年 | 11月13日 | Augusta Camp 2013 Online Exclusive                                                                                             | オンラインライブ                                              | - | COILと「日蝕」（COIL）をコラボ。また、「カウンセリング&メンテナンス」（COIL）、「星のかけらを探しに行こうAgain」（福耳）に参加。 |
| 2014年 | 1月19日  | EX THEATER OPENING SERIES 2014 NEW YEAR PREMIUM "GO LIVE VOL.1″                                                                | EX THEATER ROPPONGI（東京）                                   | - | |
| 2014年 | 4月9日   | SHINJUKU LOFT 15th ANNIVERSARY PREMIUM LIVE SERIES 2014 THE DREAM MATCH#1                                                      | 新宿LOFT（東京）                                              | シングルCD「Ah Yeah!!」、「パラボラヴァ」                                                                     | インディーズ時代の楽曲「passage」を披露。また、クボケンジと「全力少年」をコラボ。 |
| 2014年 | 4月13日  | J-WAVE TOKYO PIANO JAMBOREE | 両国国技館（東京）                                            | - | 自身の楽曲を披露した他、KANと「カレーライス」（KAN）、KAN、K、さかいゆうと「全力少年」、「よければ一緒に」（KAN）をコラボ。 |
| 2014年 | 4月20日  | OTODAMA FOREST STUDIO in 秋川渓谷 -10周年SPECIAL-                                                                              | 十里木ランド（東京）                                          | - | |
| 2014年 | 5月28日  | 「SAYONARA 国立競技場FINAL WEEK JAPAN NIGHT」"Yell for Japan"                                                                  | 国立競技場（東京）                                            | - | 国立競技場の運用終了に伴う最後の音楽イベント。 |
| 2014年 | 6月24日  | Pre Augusta Camp | Zepp DiverCity（東京）                                        | - | |
| 2014年 | 7月5日   | めざまし LIVE COUNTRY TOUR 2014 in NATORI                                                                                      | 名取市文化会館（宮城）                                        | - | 自身の楽曲の他に「夏のクラクション」（稲垣潤一）を披露。 |
| 2014年 | 7月19日  | JOIN ALIVE 2014 | いわみざわ公園（北海道）                                      | - | |
| 2014年 | 7月25日  | Augusta Camp 2014 前夜祭 | 山中湖交流プラザきらら（山梨）                                | - | |
| 2014年 | 7月26日  | Augusta Camp 2014 | 山中湖交流プラザきらら（山梨）                                | - | 自身の楽曲の他に「サマータイムブルース」（渡辺美里）を披露。杏子、山崎まさよし、元ちとせ、さかいゆう、いまみちともたかと「恋するBAILA BAILA」（杏子）、秦基博と「ユリーカ」をコラボ。また、大橋は、大橋卓弥+さかいゆうとして「ピアノとギターと愛の詩」、常田は、杏子、山崎とメドレーを披露。福耳としても出演。 |
| 2014年 | 8月5日   | 音霊 OTODAMA SEA STUDIO 2014 「安藤裕子×スキマスイッチ ～10周年スペシャルジョイント～」                                        | 由比ガ浜 OTODAMA SEA STUDIO（神奈川）                         | - | 自身の楽曲を披露した他、安藤裕子と「全力少年」、「眠りの家」（安藤裕子）、「林檎殺人事件」（郷ひろみ・樹木希林）をコラボ。また、「楽園ベイベー」（RIP SLYME）に参加。 |
| 2014年 | 8月10日  | ROCK IN JAPAN FESTIVAL 2014 | 国営ひたち海浜公園（茨城）                                    | - | |
| 2014年 | 8月16日  | SUMMER SONIC 2014 | QVCマリンフィールド（千葉）                                   | - | |
| 2014年 | 8月31日  | J-WAVE LIVE 2000+14 | 国立代々木競技場 第一体育館（東京）                           | - | 自身の楽曲の他、「夏のクラクション」（稲垣潤一）を披露。 |
| 2014年 | 9月6日   | うたたね2014 | 広島西飛行場（広島）                                          | - | |
| 2014年 | 9月28日  | 大坂の陣400年音楽祭 | 大阪城西の丸庭園（大阪）                                      | - | 自身の楽曲の他に、「大阪LOVER」（DREAMS COME TRUE）を披露。 |
| 2014年 | 10月11日 | テレビ朝日ドリームフェスティバル 2014                                                                                          | 国立代々木競技場（東京）                                      | - | |
| 2014年 | 10月25日 | 横浜ゴム LIVEecoMOTION with MTV                                                                                                | 東京国際フォーラム（東京）                                    | - | |
| 2014年 | 11月9日  | ミュージックドラゴン LIVE 2014                                                                                                 | 横浜アリーナ（神奈川）                                        | - | |
| 2014年 | 12月2日  | J-WAVE CHRISTMAS LIVE @ TOKYO CITY VIEW                                                                                        | 六本木ヒルズ展望台（東京）                                    | | 自身の楽曲の他に「Angels We Have Heard on High」を披露。 |
| 2014年 | 12月6日  | ニュー・アルバム「スキマスイッチ」発売記念フリーイベント                                                                       | ゲートシティ大崎（東京）                                      | アルバム『スキマスイッチ』のリリースイベント。                                                                | 自身の楽曲の他に「Angels We Have Heard on High」を披露。 |
| 2014年 | 12月31日 | COUNTDOWN JAPAN 14/15 | 幕張メッセ国際展示場（千葉）                                  | - | |
| 2015年 | 7月15日  | 音霊 OTODAMA SEA STUDIO 2015「スキマスイッチ × 片平里菜～夏の思い出に～」                                                      | 由比ガ浜 OTODAMA SEA STUDIO（神奈川）                         | - | 自身の楽曲の他に、「チャコの海岸物語」（サザンオールスターズ）を披露。また、片平里菜 と「全力少年」、「カブトムシ」（aiko）をコラボ。 |
| 2015年 | 7月19日  | JOIN ALIVE 2015 | いわみざわ公園（北海道）                                      | - | |
| 2015年 | 7月23日  | めざましクラシックス～サマースペシャル’15～                                                                                    | サントリーホール（東京）                                      | - | |
| 2015年 | 7月25日  | NUMBER SHOT 2015 | 国営海の中道海浜公園（福岡）                                  | - | |
| 2015年 | 7月26日  | NUMBER SHOT 2015 | 国営海の中道海浜公園（福岡）                                  | - | 委員会バンドとして出演。 |
| 2015年 | 8月2日   | ROCK IN JAPAN FESTIVAL 2015 | 国営ひたち海浜公園（茨城）                                    | - | |
| 2015年 | 8月15日  | Music Resort うたたね 2015 At Home Hiroshima                                                                                   | 旧広島市民球場跡地（広島）                                    | - | 委員会バンドとしても出演。 |
| 2015年 | 8月16日  | ロックのほそ道 | リンクステーションホール青森（青森）                          | - | |
| 2015年 | 8月18日  | ロックのほそ道 | 仙台サンプラザホール（宮城）                                  | - | |
| 2015年 | 8月22日  | FREEDOM aozora 2015 東北 | 国営みちのく杜の湖畔公園（宮城）                              | - | |
| 2015年 | 8月29日  | 音楽と髭達 2015 -MUSIC STADIUM-                                                                                                | HARD OFF ECOスタジアム新潟（新潟）                            | - | 委員会バンドとしても出演。 |
| 2015年 | 9月26日  | YAMAZAKI MASAYOSHI in Augusta Camp 2015～20th Anniversary～                                                                    | 横浜赤レンガ倉庫（神奈川）                                    | - | 自身の楽曲を披露した他、山崎まさよしと「ガラナ」「マリンスノウ」、「セロリ」（山崎まさよし）、「Englishman in New York」（Sting）をコラボ。福耳としても出演。 |
| 2015年 | 10月3日  | 第11回海辺のまちの音楽祭一夜限りの大復活祭 with AUGUSTA CAMP EXTRA in 境港                                                     | 境港公共マリーナ（鳥取）                                      | - | 自身の楽曲を披露した他、あらきゆうこと「惑星タイマー」（福耳）をコラボ。また、「星のかけらを探しに行こうAgain」（福耳）に参加。 |
| 2015年 | 10月24日 | 藤田保健衛生大学 FUJITA FESTIVAL2015                                                                                           | 藤田保健衛生大学（愛知）                                      | - | |
| 2015年 | 10月25日 | 静岡県立大学 第29回 剣祭 | 静岡県立大学（静岡）                                          | - | |
| 2015年 | 10月28日 | JFL presents LIVE FOR THE NEXT supported by ELECOM                                                                             | Zepp Namba（大阪）                                            | - | |
| 2015年 | 10月31日 | 豊洲野音CARNIVAL ～InterFM897 開局記念～                                                                                       | 豊洲野外音楽広場（東京）                                      | - | |
| 2015年 | 11月11日 | スキマスイッチのミッドナイト・グッドモーニン!!-出張編-                                                                         | ゲートシティ大崎（東京）                                      | - | シングル「LINE」のプロモーションイベント。 |
| 2015年 | 11月14日 | スキマスイッチのミッドナイト・グッドモーニン!!-出張編-                                                                         | あべのキューズモール（大阪）                                  | - | シングル「LINE」のプロモーションイベント。 |
| 2015年 | 12月13日 | Denka presents J-WAVE LIVE～WINTER                                                                                             | Bunkamura オーチャードホール（東京）                          | - | 自身の楽曲を披露した他、安藤裕子と「ぼくらが旅に出る理由」（小沢健二）、藤井フミヤと「冬の口笛」をコラボ。また、「夜明けのブレス」（チェッカーズ）に参加。 |
| 2015年 | 12月23日 | 塩谷哲プロデュース Saltish Night vol.XIX                                                                                       | 中野サンプラザホール（東京）                                  | - | 塩谷哲のライブにゲスト出演。自身の楽曲を披露した他、塩谷と「This Christmas」（Donny Hathaway）、小沼ようすけと「全力少年」をコラボ。また、「星の夜」（塩谷哲）に参加。 |
| 2015年 | 12月31日 | COUNTDOWN JAPAN 15/16 | 幕張メッセ国際展示場（千葉）                                  | - | 自身の楽曲の他に「Canned Heat」（Jamiroquai）を披露。 |
| 2016年 | 3月10日  | CDTV スペシャルフェス | 国立代々木競技場（東京）                                      | - | |
| 2016年 | 7月23日  | 「ZEPPIN」SPECIAL～the goodtime sound of music～                                                                               | Zepp Tokyo（東京）                                            | - | SOFFetのライブにゲスト出演。自身の楽曲の他、「キグルミマスター」（SOFFet）を披露。またSoFFetと「ふれて未来を」、「音遊技～参段～ feat. スキマスイッチ」「Music Is My Love」（SOFFet）をコラボ。 |
| 2016年 | ５月21日 | Live 2016「頂き物」 | 中野サンプラザホール（東京）                                  | - | 安藤裕子のライブにゲスト出演。安藤と「360°サラウンド」「世界をかえるつもりはない」（安藤裕子）をコラボ。また、「問うてる」（安藤裕子）に参加。 |
| 2016年 | 6月28日  | ザ・ビートルズ 来日50周年記念コンサート 『THE TRIBUTE』 Supported by 名古屋トヨペット                                          | 名古屋国際会議場（愛知）                                      | - | |
| 2016年 | 7月16日  | JOIN ALIVE 2016 | いわみざわ公園（北海道）                                      | - | |
| 2016年 | 7月17日  | ANI-ROCK FES.「NARUTO THE LIVE 2016」                                                                                          | 幕張メッセ（千葉）                                            | - | |
| 2016年 | 7月23日  | NUMBER SHOT 2016 | 国営海の中道海浜公園（福岡）                                  | - | |
| 2016年 | 8月6日   | ROCK IN JAPAN FESTIVAL 2016 | 国営ひたち海浜公園（茨城）                                    | - | |
| 2016年 | 8月19日  | 音霊 OTODAMA SEA STUDIO 2016「真夏の思い出 2016」                                                                              | 由比ガ浜 OTODAMA SEA STUDIO（神奈川）                         | - | 自身の楽曲の他に「シーズン・イン・ザ・サン」（TUBE）を披露した他、藤原さくら、さかいゆうと「全力少年」をコラボ。 |
| 2016年 | 8月21日  | MONSTER baSH 2016 | 国営讃岐まんのう公園（香川）                                  | - | |
| 2016年 | 9月3日   | Music Resort うたたね 2016 しまなみ                                                                                            | みろくの里（広島）                                            | - | |
| 2016年 | 9月17日  | Augusta Camp 2016 ～produced by 秦 基博～                                                                                      | 富士急ハイランド コニファーフォレスト（山梨）                 | 福耳のシングル「ブライト/Swing Swing Sing」                                                                   | 自身の楽曲を披露した他、秦基博と「ボクノート」、「僕らをつなぐもの」（秦基博）、秦と松室政哉と「ガラナ」「Ah Yeah!!」をコラボ。また、大橋は、杏子、山崎まさよし、あらきゆうこ、秦と「風景」（秦基博）、常田は、岡本定義、秦と「休日」（秦基博）をそれぞれコラボ。福耳としても出演。 |
| 2016年 | 9月25日  | SHINJUKU LOFT 40TH ANNIVERSARY MUSIC FES DREAM MATCH 2016                                                                      | TSUTAYA O-EAST（東京）                                        | - | |
| 2016年 | 10月8日  | MBS音祭 開局65周年記念スペシャル supported by uP!!!                                                                            | 大阪城ホール（大阪）                                          | - | |
| 2016年 | 12月13日 | 毎日がクリスマス2016 | 横浜赤レンガ倉庫（神奈川）                                    | - | 自身の楽曲を披露した他、平原綾香と「全力少年」、「The Christmas Song」（Nat King Cole）をコラボ。 |
| 2016年 | 12月14日 | 毎日がクリスマス2016 | 横浜赤レンガ倉庫（神奈川）                                    | - | 自身の楽曲を披露した他、Aimerと「The Christmas Song」（Nat King Cole）、提供楽曲である「 Hz（ヘルツ）」（Aimer）、ISEKIと「全力少年」をコラボ。 |
| 2016年 | 12月29日 | COUNTDOWN JAPAN 16/17 | 幕張メッセ国際展示場（千葉）                                  | - | |
| 2017年 | 5月20日  | 35th Anniversary スタ☆レビ大宴会～6時間大コラボレーションライブ～大抽選会付                                                    | さいたまスーパーアリーナ（埼玉）                              | 映像作品『35th Anniversary スタ☆レビ大宴会 〜6時間大コラボレーションライブ〜』                                | スターダストレビューのライブにゲスト出演。スターダストレビューと「奏（かなで）」「全力少年」、「Goin' Back To 1981」（スターダストレビュー）をコラボ。また、「愛の歌」「夢伝説」「今夜だけきっと」（スターダストレビュー）に参加。委員会バンドとしても出演し、「風が吹いている」（いきものがかり）、「デイ・ドリーム・ビリーバー」（ザ・タイマーズ）を披露。 |
| 2017年 | 6月3日   | ミュージャック10周年アニバーサリー Livejack Special                                                                            | オリックス劇場（大阪）                                        | - | |
| 2017年 | 7月16日  | FM802 MEET THE WORLD BEAT 2017                                                                                                 | 万博記念公園 もみじ川芝生広場（大阪）                         | - | 福耳として出演。 |
| 2017年 | 7月22日  | J-WAVE LIVE SUMMER JAM 2017 | 横浜アリーナ（神奈川）                                        | - | 福耳として出演。 |
| 2017年 | 7月28日  | 20th Anniversary めざましクラシックス サマーフェスティバル 2017                                                                | 東京芸術劇場（東京）                                          | - | 自身の楽曲の他、小田和正、軽部真一、めざクラメンバーと「君のとなり produced by 小田和正」をコラボ。 |
| 2017年 | 8月5日   | 情熱大陸ライブ 2017 | 葛西臨海公園（東京）                                          | - | |
| 2017年 | 8月12日  | ROCK IN JAPAN FESTIVAL 2017 | 国営ひたち海浜公園（茨城）                                    | - | |
| 2017年 | 8月29日  | Special Summer LIVE 2017 SUKIMASWITCH ×カルピスウォーター                                                                      | 新宿BLAZE（東京）                                             | - | カルピスウォーター主催のイベント。 |
| 2017年 | 9月3日   | SENDAI OTO Festival 2017 | グランディ・21 セキスイハイムスーパーアリーナ（宮城）         | - | |
| 2017年 | 9月17日  | Yamaha Acoustic Mind 2017～THE SESSION～                                                                                       | 赤坂BLITZ（東京）                                             | - | 自身の楽曲を披露した他、馬場俊英と「そして僕は途方に暮れる」（大沢誉志幸）、ISEKIと「君は天然色」（大滝詠一）をコラボ。また、「RIDE ON TIME」（山下達郎）、「セクシー・ユー（モンロー・ウォーク）」（郷ひろみ）に参加。 |
| 2017年 | 9月23日  | Augusta Camp 2017 | 富士急ハイランド コニファーフォレスト（山梨）                 | 福耳の完全受注生産製品「福耳宝箱」                                                                            | 自身の楽曲を披露した他、山崎まさよし、あらきゆうこ、秦基博、竹原ピストル、松室政哉と「セロリ」（山崎まさよし）、杏子、松室と「藍」、あらき、長澤知之、秦、さかいゆう、浜端ヨウヘイ、村上紗由里と「奏（かなで）」、「奏（かなで）」のメンバーに杏子と山崎を加えて「全力少年」、竹原と「よー、そこの全力少年」をコラボ。また、大橋は、杏子、山崎と「目を閉じておいでよ」（BARBEE BOYS）をコラボ。福耳としても出演。                                                                                         |
| 2017年 | 9月24日  | メ～テレ秋まつり2017 | 久屋大通公園（愛知）                                          | - | 自身の楽曲を披露した他、microと「全力少年」をコラボ。 |
| 2017年 | 10月8日  | フラワーカンパニーズ presents DRAGON DELUXE 2017                                                                               | DIAMOND HALL（愛知）                                          | - | フラワーカンパニーズのライブに対バン相手として出演。自身の楽曲の他、「氷の世界」（井上陽水）を披露。また、ザ・ライターズとしても出演。 |
| 2017年 | 11月2日  | -オフィスオーガスタ設立25周年祭- It was 25 years ago today                                                                     | 渋谷CLUB QUATTRO（東京）                                      | - | 福耳として出演。 |
| 2017年 | 12月28日 | COUNTDOWN JAPAN 17/18 | 幕張メッセ国際展示場（千葉）                                  | - | 自身の楽曲の他、「この闇を照らす光のむこうに」（Anly+スキマスイッチ=）を披露。 |
| 2018年 | 3月29日  | 生配信！スキマスイッチ新空間スペシャルライブ                                                                                   | フジテレビ（東京）                                            | - | dTVチャンネル内「ひかりTVチャンネル＋」の開局記念イベント。 |
| 2018年 | 5月23日  | THE NAKAJIMA HIROTO SHOW 802 LIVE MASTERS-Birthday Special-                                                                    | なんばHatch（大阪）                                           | - | ザ・ライターズとして出演。 |
| 2018年 | 6月3日   | Tokyo Wedding Showcase | 代々木公園（東京）                                            | - | [ 264 ] |
| 2018年 | 7月15日  | J-WAVE LIVE SUMMER JAM 2018 supported by antenna                                                                               | 横浜アリーナ（神奈川）                                        | - | |
| 2018年 | 8月5日   | ROCK IN JAPAN FESTIVAL 2018 | 国営ひたち海浜公園（茨城）                                    | - | |
| 2018年 | 8月18日  | a-nation 2018 | ヤンマースタジアム長居（大阪）                                | - | |
| 2018年 | 8月19日  | Augusta Camp Present's "Singers & Songwriters"                                                                                 | 中野サンプラザホール（東京）                                  | | 自身の楽曲の他に、「日蝕」（COIL）を披露。また、福耳としても出演した他、スキマスイッチとCOILとして「雨天決行」を披露。 |
| 2018年 | 8月25日  | 音楽と髭達2018 -ONE STORY- | HARD OFF ECOスタジアム新潟（新潟）                            | - | |
| 2018年 | 9月23日  | Augusta Camp 2018 ‐20th Anniversary -                                                                                          | 富士急ハイランド コニファーフォレスト（山梨）                 | 映像作品『Augusta Camp 2018』                                                                                 | 自身の楽曲を披露した他、松室政哉と「きっと愛は不公平」（松室政哉）、岡本定義、あらきゆうこと「雨天決行」（スキマスイッチとCOIL）、山崎まさよし、岡本、あらきと「エーゲ海でお茶を」（山崎まさよしとCOIL）、竹原ピストルと「『デビュー同期の桜』～スキマスイッチ デビュー15周年に寄せて～」をコラボ。また、大橋は、山崎、長澤知之、さかいゆうと「月明りに照らされて」（山崎まさよし）をコラボ。福耳としても出演。                                                                                           |
| 2018年 | 10月7日  | 長岡米百俵フェス ～花火と食と音楽と～2018                                                                                      | 東山ファミリーランド（新潟）                                  | - | 福耳として出演。 |
| 2018年 | 12月19日 | エアトリ presents 毎日がクリスマス 2018                                                                                        | 横浜赤レンガ倉庫（神奈川）                                    | - | 自身の楽曲を披露した他、ISEKIと「全力少年」をコラボ。 |
| 2018年 | 12月28日 | COUNTDOWN JAPAN 18/19 | 幕張メッセ国際展示場（千葉）                                  | - | |
| 2019年 | 1月17日  | 別冊カドカワ×昭和音楽大学×A.C.P.C. 楽演祭                                                                                      | フジテレビ（東京）                                            | - | 自身の楽曲の他、和田唱と「マリンスノウ produced by TRICERATOPS」「全力少年」、「if」（TRICERATOPS）をコラボ。また、大橋は、和田と「Cry In The Rain」（Everly Brothers）、常田は、和田と「Honey Pie」（The Beatles）をそれぞれ披露。 |
| 2019年 | 4月27日  | POP HILL 2019 in KANAZAWA | 石川県産業展示館（石川）                                      | - | |
| 2019年 | 5月5日   | JAPAN JAM 2019 | 千葉市蘇我スポーツ公園（千葉）                                | - | |
| 2019年 | 6月2日   | FM802 30PARTY SPECIAL LIVE RADIO MAGIC                                                                                         | 大阪城ホール（大阪）                                          | - | 自身の楽曲を披露した他、藤原聡と「ガラナ」をコラボ。また、「全力少年」に参加。 |
| 2019年 | 6月9日   | 澤野弘之 LIVE [nZk]006 | パシフィコ横浜（神奈川）                                      | - | 澤野弘之のライブにゲスト出演。澤野と「Ah Yeah!! Produced by 澤野弘之」、「never gonna change」（SawanoHiroyuki[nZk]:スキマスイッチ）をコラボ。 |
| 2019年 | 7月13日  | JOIN ALIVE 2019 | いわみざわ公園（北海道）                                      | - | |
| 2019年 | 7月21日  | NUMBER SHOT 2019 | 国営海の中道海浜公園（福岡）                                  | - | |
| 2019年 | 8月12日  | ROCK IN JAPAN FESTIVAL 2019 | 国営ひたち海浜公園（茨城）                                    | - | |
| 2019年 | 8月16日  | SUMMER SONIC 2019 | 幕張メッセ（千葉）                                            | - | |
| 2019年 | 8月25日  | MONSTER baSH 2019 | 国営讃岐まんのう公園（香川）                                  | - | |
| 2019年 | 8月30日  | OTODAMA SEA STUDIO 2019「浜風に吹かれて 2019」                                                                                 | 三浦海岸 OTODAMA SEA STUDIO（神奈川）                         | - | 自身の楽曲を披露した他、クレイユーキーズwith yuiと「全力少年」をコラボ。 |
| 2019年 | 9月14日  | Augusta Camp 2019 前夜祭 | 富士急ハイランド コニファーフォレスト（山梨）                 | - | |
| 2019年 | 9月15日  | Augusta Camp 2019 | 富士急ハイランド コニファーフォレスト（山梨）                 | 映像作品『Augusta Camp 2019』                                                                                 | 自身の楽曲を披露した他、秦基博と「Ah Yeah!!」をコラボ。また、大橋は、杏子、山崎まさよし、あらきゆうこと「幕末wasshoi」（杏子）、杏子、さかいゆう、DedachiKentaと「Journey」（さかいゆう）をコラボした他、大橋卓弥＋さかいゆうとして「ピアノとギターと愛の詩」を披露。常田は、山崎と「Eyes On You」（山崎まさよし）をコラボ。福耳としても出演。 |
| 2019年 | 11月9日  | 大阪パフェ | 万博記念公園（大阪）                                          | - | |
| 2019年 | 11月10日 | バズリズムLIVE 2019 | 横浜アリーナ（神奈川）                                        | - | |
| 2019年 | 12月30日 | COUNTDOWN JAPAN 19/20 | 幕張メッセ国際展示場（千葉）                                  | - | |
| 2020年 | 9月26日  | Augusta Camp 2020 | オンラインライブ                                              | 映像作品『Augusta Camp 2020』                                                                                 | 自身の楽曲の他、「僕はここにいる」（山崎まさよし）を披露。福耳としても出演。 |
| 2020年 | 9月27日  | Augusta Camp 2020 | オンラインライブ                                              | 映像作品『Augusta Camp 2020』                                                                                 | 自身の楽曲の他、「Passage」（山崎まさよし）を披露。福耳としても出演。 |
| 2020年 | 10月4日  | HAKUBA ヤッホー! FESTIVAL ～白馬ノ音～                                                                                         | 白馬岩岳マウンテンリゾート（長野）                            | - | 自身の楽曲を披露した他、GAKU-MC と「勝利の笑みを 君と」（ウカスカジー）、ISEKIと「全力少年」をコラボ。また、大橋は、ISEKIと「LIFE」（キマグレン）、常田はGAKU-MCと「サバイブ」（GAKU-MC）をそれぞれコラボ。 |
| 2020年 | 11月8日  | バズリズムLIVE 2020 | 横浜アリーナ（神奈川）                                        | - | |
| 2020年 | 12月19日 | 塩谷哲プロデュース Saltish Night vol.24 ～今年はたっぷりSalt&Sugarの巻～                                                       | 中野サンプラザホール（東京）                                  | - | 塩谷哲のライブにゲスト出演。自身の楽曲の他に「This Christmas」（Donny Hathaway）を披露。また、SALT & SUGARと「ふれて未来を」「全力少年」、「星の夜」（塩谷哲）をコラボ。 |
| 2021年 | 5月4日   | JAPAN JAM 2021 | 千葉市蘇我スポーツ公園（千葉）                                | - | |
| 2021年 | 7月18日  | NUMBER SHOT 2021 | 福岡PayPayドーム（福岡）                                      | - | |
| 2021年 | 8月27日  | Animelo Summer Live 2021 -COLORS-                                                                                              | さいたまスーパーアリーナ（埼玉）                              | 映像作品『Animelo Summer Live 2021 -COLORS-』                                                                 | |
| 2021年 | 8月28日  | 音楽と髭達 2021-夏の約束- | 朱鷺メッセ（新潟）                                            | - | |
| 2021年 | 9月12日  | スキマスイッチ SPECIAL ONLINE LIVE powered by J-WAVE                                                                           | オンラインライブ（日清食品パワーステーションリブート）        | - | [ 265 ] |
| 2021年 | 9月25日  | Augusta Camp 2021 | オンラインライブ                                              | 映像作品『Augusta Camp 2021』                                                                                 | 福耳としても出演。 |
| 2022年 | 5月7日   | JAPAN JAM 2022 | 千葉市蘇我スポーツ公園（千葉）                                | - | |
| 2022年 | 5月29日  | アルペンアウトドアーズ プレゼンツ『HAKUBA ヤッホー! FESTIVAL 2022』                                                            | 白馬岩岳マウンテンリゾート（長野）                            | - | 自身の楽曲を披露した他、矢井田瞳、ISEKI、GAKU-MCと「全力少年」をコラボ。 |
| 2022年 | 8月11日  | ROCK IN JAPAN FESTIVAL 2022 | 千葉市蘇我スポーツ公園（千葉）                                | - | |
| 2022年 | 8月21日  | MONSTER baSH 2022 | 国営讃岐まんのう公園（香川）                                  | - | |
| 2022年 | 9月3日   | Office Augusta 30th MUSIC BATON Vol.10 スキマスイッチ『The baton has passed』                                                  | duo MUSIC EXCHANGE（東京）                                    | - | 2公演開催。 |
| 2022年 | 8月28日  | 音楽と髭達 2021-夏の約束- | 朱鷺メッセ（新潟）                                            | - | |
| 2022年 | 9月25日  | Augusta Camp 2022 ～Office Augusta 30th Anniversary～                                                                          | 横浜赤レンガ倉庫（神奈川）                                    | 映像作品『Augusta Camp 2022』                                                                                 | 自身の楽曲を披露した他、杏子と「ガラナ」をコラボ。福耳としても出演。 |
| 2022年 | 12月30日 | COUNTDOWN JAPAN 22/23 | 幕張メッセ国際展示場（千葉）                                  | - | |
| 2023年 | 2月2日   | 現場至上主義2023 | Zepp Osaka Bayside（大阪）                                    | - | SUPER BEAVERのライブにゲスト出演。 |
| 2023年 | 3月18日  | HY SKY Fes 2023 | 沖縄県総合運動公園（沖縄）                                    | - | HY主催のフェスに出演。 |
| 2023年 | 3月25日  | 音市音座 2023 | 日本ガイシホール（愛知）                                      | - | スターダストレビュー主催のフェスに出演。 |
| 2023年 | 5月27日  | FM802 MEET THE WORLD BEAT 2023                                                                                                 | 万博記念公園 もみじ川芝生広場（大阪）                         | - | 自身の楽曲を披露した他、「全力少年」に参加。 |
| 2023年 | 5月28日  | HAKUBA ヤッホー! FESTIVAL 2023                                                                                                 | 白馬岩岳マウンテンリゾート（長野）                            | - | 自身の楽曲を披露した他、矢井田瞳、ISEKI、GAKU-MCと「全力少年」をコラボ。 |
| 2023年 | 7月1日   | さよなら中野サンプラザ音楽祭～Before the LAST～                                                                                | 中野サンプラザホール（東京）                                  | - | 自身の楽曲を披露した他、佐藤竹善と「奏（かなで）」をコラボ。 |
| 2023年 | 7月19日  | テレビ信州「ゆうがたGet!」presents 『YOU ga TARGET!!!』                                                                        | キッセイ文化ホール（長野）                                    | - | 東京スカパラダイスオーケストラとの対バンライブ。自身の楽曲を披露した他、東京スカパラダイスオーケストラと「全力少年」、「美しく燃える森」（東京スカパラダイスオーケストラ）をコラボ。 |
| 2023年 | 8月5日   | ROCK IN JAPAN FESTIVAL 2023 | 千葉市蘇我スポーツ公園（千葉）                                | - | |
| 2023年 | 8月12日  | RISING SUN ROCK FESTIVAL 2023 in EZO                                                                                           | 石狩湾新港樽川ふ頭横（北海道）                                | - | |
| 2023年 | 8月20日  | MONSTER baSH 2023 | 国営讃岐まんのう公園（香川）                                  | - | |
| 2023年 | 9月2日   | 完全メシpresents スキマスイッチ20周年特別公演「完全-KANZEN-」配信ライブ ～好きなことを全力で、自由にやっちゃいますスペシャル～ | オンラインライブ（日清食品パワーステーションリブート）        | - | 完全メシ主催のイベント。 |
| 2023年 | 9月25日  | Augusta Camp 2023 ～SUKIMASWITCH 20th Anniversary～                                                                            | 横浜赤レンガ倉庫（神奈川）                                    | 映像作品『Augusta Camp 2023 ～SUKIMASWITCH 20th Anniversary～』                                               | 自身の楽曲を披露した他、元ちとせと「雫」、しまじろうと「コトバリズム」、福耳と「アニバースデー」、秦基博と「Revival」、山崎まさよしと「されど愛しき人生」をコラボ。大橋は、あらきゆうこ、長澤知之と「Fate」（あらきゆうこ）、さだまさよしと「ラヴィン・フルーツフル～恋する果実～」（COIL）、常田は、元と、常田の提供楽曲である「蛍星」（元ちとせ）、長澤と、常田の提供楽曲である「カスミソウ」（長澤知之）をそれぞれコラボ。また、福耳としても出演した他、スキマスイッチとCOILとして「雨天決行」を披露。 |
| 2023年 | 10月7日  | 長岡米百俵フェス ～花火と食と音楽と～2023                                                                                      | 東山ファミリーランド（新潟）                                  | - | |
| 2023年 | 10月9日  | Eggs presents FM802 MINAMI WHEEL 2023 25th ANNIVERSARY                                                                         | SUN HALL（大阪）                                              | - | 。 |
| 2023年 | 10月9日  | 亜細亜大学 第65回アジア祭「Asia Festival Special Live 2023」                                                                   | 亜細亜大学（東京）                                            | - | |
| 2023年 | 11月5日  | テレビ朝日ドリームフェスティバル 2023                                                                                          | 幕張メッセ（千葉）                                            | - | 自身の楽曲の他、「ナチュラルに恋して」（Perfume）を披露。 |
| 2023年 | 11月26日 | 802 RADIO MASTERS 15th Anniversary LIVE ～GO! HAPPY GO!～                                                                      | 大阪城ホール（大阪）                                          | - | 自身の楽曲を披露した他、中島ヒロトと阿部真央と「全力少年」をコラボ。また、「きらきら武士」（レキシ）に参加。 |
| 2023年 | 12月28日 | COUNTDOWN JAPAN 23/24 | 幕張メッセ国際展示場（千葉）                                  | - | |
| 2024年 | 1月11日  | 20!+39!=59! TOUR | Zepp Haneda（東京）                                           | - | 打首獄門同好会のライブに対バン相手として出演。打首獄門同好会と「布団の中から出たくない」（打首獄門同好会）をコラボ。 |
| 2024年 | 3月26日  | 「Augusta Camp in U-NEXT ～Favorite Songs～」Vol.9 "スキマスイッチ THE PLAYLIST Premium selection"                             | Billboard Live TOKYO（東京）                                  | - | カバーライブ。2公演開催。 |
| 2024年 | 5月9日   | YAMAHA MUSIC SCHOOL×スキマスイッチ SYNC-BEAT CONCERT                                                                           | ヤマハホール（東京）                                          | - | ヤマハ音楽教室の開設70周年を記念したイベントに出演。応募者と共に「全力少年」と「時代」（中島みゆき）を披露。 |
| 2024年 | 5月26日  | HAKUBA ヤッホー! FESTIVAL 2024                                                                                                 | 白馬岩岳マウンテンリゾート（長野）                            | - | 自身の楽曲を披露した他、ISEKI、YAMORIと「全力少年」をコラボ。 |
| 2024年 | 7月5日   | パリ2024オリンピック TEAM JAPAN壮行会                                                                                          | 東京体育館（東京）                                            | - | 2024年パリオリンピック日本代表の壮行会にゲストアーティストとして出演。「ガラナ」「全力少年」を披露 。 |
| 2024年 | 8月4日   | ROCK IN JAPAN FESTIVAL 2024 | 千葉市蘇我スポーツ公園（千葉）                                | - | |
| 2024年 | 8月7日   | テレビ信州 presents 『YOU ga TARGET!!!』                                                                                       | まつもと市民芸術ホール（長野）                                | - | 緑黄色社会との対バンライブ。自身の楽曲を披露した他、長屋晴子と「全力少年」をコラボ。 |
| 2024年 | 8月31日  | 音楽と髭達 2024 - END OF SUMMER -                                                                                              | HARD OFF ECOスタジアム新潟（新潟）                            | - | 自身の楽曲を披露した他、NESMITHと「全力少年」をコラボ。 |
| 2024年 | 9月7日   | IZUMO OROCHI FES 2024 in MATSUE                                                                                                | 松江市総合体育館（島根）                                      | - | |
| 2024年 | 9月20日  | Augusta Camp 2024 前夜祭 | 富士急ハイランド コニファーフォレスト（山梨）                 | - | |
| 2024年 | 9月21日  | Augusta Camp 2024 | 富士急ハイランド コニファーフォレスト（山梨）                 | - | 自身の楽曲を披露した他、松室政哉と「LOVEなシーン」（松室政哉）をコラボ。福耳としても出演。 |
| 2024年 | 10月20日 | QUARTER CENTURY | ぴあアリーナMM（神奈川）                                      | 映像作品『KOBUKURO 25TH ANNIVERSARY TOUR 2024 "QUARTER CENTURY" FINAL at Asueアリーナ大阪』                   | コブクロのライブにシークレットゲストとして出演。コブクロと「全力少年」、「轍-わだち-」（コブクロ）をコラボ。 |
| 2024年 | 12月29日 | FM802 ROCK FESTIVAL RADIO CRAZY 2024                                                                                           | インテックス大阪（大阪）                                      | - | Radio Happy Willowsのメンバーとして大橋が出演したイベントに常田がシークレットゲストとして出演。「奏（かなで）」を披露した他、ヤマサキセイヤ、サイトウタクヤ、アイナ・ジ・エンドと「全力少年」をコラボ。大橋は、Radio Happy Willowsとして楽曲を披露した他、アイナ・ジ・エンドと「大阪LOVER」（DREAMS COME TRUE）をコラボ。 |
| 2025年 | 4月19日  | ジゴロック 2025～大分"地獄極楽"ROCK FESTIVAL～                                                                                 | 大分スポーツ公園（大分）                                      | - | [ 273 ] |
| 2025年 | 5月4日   | Bubbling & Boiling Music & Arts Festival-The North of China                                                                    | 金島音楽広場（中国・天津）                                    | - | 中国で開催されたフェス。中国でのライブは自身初。 |
| 2025年 | 5月10日  | ごぶごぶフェスティバル2025 | 万博記念公園（大阪）                                          | - | 自身の楽曲を披露した他、「WOW WAR TONIGHT 〜時には起こせよムーヴメント」（H Jungle with t）に参加。 |
| 2025年 | 5月25日  | HAKUBA ヤッホー!FESTIVAL 2025                                                                                                  | 白馬岩岳マウンテンリゾート（長野）                            | - | 自身の楽曲を披露した他、常田は、GAKU-MCとISEKIと共作した「ヤッホー！あなたとわたし」を、和田唱と阿部真央を交えて披露。 |
| 2025年 | 5月31日  | SawanoHiroyuki[nZk] 10th Anniversary LIVE “A=Z”                                                                                | パシフィコ横浜 国立大ホール（神奈川）                         | - | 澤野弘之のライブに出演。澤野と「never gonna change」（SawanoHiroyuki[nZk]:スキマスイッチ）、「地球という名の都」（SawanoHiroyuki[nZk]:ASKA）をコラボ。 |
| 2025年 | 6月14日  | FLOW THE FESTIVAL 2025 | ぴあアリーナMM（神奈川）                                      | - | FLOW主催のフェスに出演。自身の楽曲を披露した他、FLOW、DOES、サンボマスターと「GO!!!」（FLOW）をコラボ。また、「キン肉マンGo Fight!」（串田アキラ]]）に参加。 |
| 2025年 | 7月1日   | ソフトバンクホークス誕生20周年デー in 東京 試合前セレモニー                                                                    | 東京ドーム（東京）                                            | - | 福岡ソフトバンクホークスの誕生20周年の記念イベント。「全力少年」もリリース20周年となることからコラボが実現。「全力少年」を披露。 |
| 2025年 | 7月4日   | テレビ信州 presents 『YOU ga TARGET!!!』                                                                                       | ホクト文化ホール（長野）                                      | - | 川崎鷹也との対バンライブ。自身の楽曲の他、「夏のクラクション」（稲垣潤一）を披露。また、川崎と「奏（かなで）」「全力少年」をコラボ。 |
| 2025年 | 7月20日  | JOIN ALIVE 2025 | いわみざわ公園（北海道）                                      | - | |
| 2025年 | 8月9日   | LuckyFes 2025 | 国営ひたち海浜公園（茨城）                                    | - | |
| 2025年 | 8月24日  | MONSTER baSH 2025 | 国営讃岐まんのう公園（香川）                                  | - | |
| 2025年 | 8月31日  | ASUTO MUSIC PARK 2025 | ゼビオアリーナ仙台（宮城）                                    | - | |
| 2025年 | 9月5日   | Augusta Camp 2025 前夜祭 | ぴあアリーナMM（神奈川）                                      | - | |
| 2025年 | 9月6日   | Augusta Camp 2025 〜YAMAZAKI MASAYOSHI 30th Anniversary〜                                                                      | ぴあアリーナMM（神奈川）                                      | - | |
| 2025年 | 9月13日  | EBISU SHOJI presents UMK SEAGAIA JamNight 2025                                                                                 | フェニックス・シーガイア・リゾート（宮崎）                    | - | |
| 2025年 | 9月15日  | OSAKA MUSIC LOVER EXPO ARENA 2025                                                                                              | EXPOアリーナ「Matsuri」（2025年日本国際博覧会会場内）（大阪） | - | |
| 2025年 | ９月27日 | Mt.FUJIMAKI 2025 | 山中湖交流プラザきらら（山梨）                                | - | 藤巻亮太主催のフェスに出演。 |
| 2025年 | 10月26日 | 山田裕貴のオールナイトニッポン ドラゴンフェニックス甲子園                                                                      | 横浜アリーナ（神奈川）                                        | - | |
| 2025年 | 11月15日 | WONDERLIVET 2025 | KINTEX HALL（韓国・高陽）                                     | - | 韓国で開催されたフェス。韓国でのライブは自身初。 |

### サポートミュージシャン

#### レギュラーメンバー
ツアーやフェスでのバンドメンバー。レコーディングに参加することも多い。
- 村石雅行：ドラムス
- 種子田健：ベース
- 石成正人：ギター、コーラス
- 浦清英：キーボード、サックス
- 松本智也：パーカッション、コーラス
- 本間将人：サックス、フルート、キーボード、シェイカー、コーラス
- 田中充：トランペット、シェイカー、コーラス

#### THE PLAYLISTERS
カバー曲のみのライブ『THE PLAYLIST』時のバンドメンバー。テレビ番組でカバー曲を披露する際にも呼ばれることが多い。
- 山本タカシ：ギター
- 吉田佳史(TRICERATOPS)：ドラムス
- 紺野光広：ベース

#### 不定期で入るメンバー
レギュラーメンバーの代役やテレビ番組出演時のサポートメンバー。
- 佐野康夫：ドラムス
- 橋谷田真：ドラムス
- 太田貴之：ギター、コーラス
- 外園一馬：ギター、コーラス
- 宮崎隆睦：サックス、フルート、キーボード、EWI、シェイカー、コーラス
- 村瀬和広：サックス、フルート、コーラス
- 三浦ジャイ剛：ベース
- 吉澤達彦：トランペット
- 高橋結子：パーカッション、コーラス
- SUNNY[279]：キーボード

#### 過去のサポートメンバー
- 古田たかし：ドラムス、コーラス
- 井上富雄：ベース、コーラス
- 新井“ラーメン”健：ギター、コーラス
- 若森さちこ：パーカッション、コーラス
- 大島俊一：キーボード、サックス、フルート
- 田中義人：ギター、コーラス
- 沖山優司：ベース、コーラス
- 矢野博康：ドラムス
- 金森佳朗：ベース
- 河野圭：キーボード

## スキマスイッチのこのヘンまでやってみよう
- 「新たに挑戦したいこと、やってみたいこと」をテーマにした自身のYouTube番組[66]。
- 2021年5月21日から放送を開始しており[66]、毎週金曜日19:00に動画を更新している（木曜日更新の回もある）。
- 定常的に「スキマ&スイッチ情報」「チャンネル登録の声」を視聴者から募集している他、企画に応じても適宜情報募集を行っている。
- 「チャンネル登録の声」は「チャンネル登録KIDS」として通常は視聴者によって投稿された子どもの声が流されるが、稀に著名人が担当することもある。

### 放送リスト
| #                 | タイトル | 公開日                    | ゲスト                                                                                    | 備考                                                                                 |
| ----------------- | --- | ------------------------- | ----------------------------------------------------------------------------------------- | ------------------------------------------------------------------------------------ |
| #0                | スキマスイッチYouTube番組 企画会議！ - YouTube                                                                            | 2021年5月7日              | -                                                                                         | -                                                                                    |
| #1                | ジングルをつくろう - YouTube                                                                                              | 2021年5月21日             | -                                                                                         | -                                                                                    |
| #2                | スキマを探しにいこうIN金沢 - YouTube                                                                                      | 2021年5月28日             | -                                                                                         | OP映像およびジングルの公開開始                                                       |
| #3                | 答えて当然！イントロドン - YouTube                                                                                        | 2021年6月4日              | -                                                                                         | -                                                                                    |
| #4                | へディスに挑戦！ - YouTube                                                                                                | 2021年6月11日             | -                                                                                         | -                                                                                    |
| #5                | へディス対決！ - YouTube                                                                                                  | 2021年6月18日             | -                                                                                         | -                                                                                    |
| #6                | 音楽口上委員会 - YouTube                                                                                                  | 2021年6月25日             | -                                                                                         | -                                                                                    |
| #7                | ボードゲームで遊ぼう！ - YouTube                                                                                          | 2021年7月2日              | -                                                                                         | チャンネル登録KIDSをはっとり （マカロニえんぴつ）が担当                              |
| #8                | ボードゲームで遊ぼう！Part2 - YouTube                                                                                     | 2021年7月9日              | -                                                                                         | -                                                                                    |
| #9                | ボードゲームで遊ぼう！Part3 - YouTube                                                                                     | 2021年7月16日             | -                                                                                         | -                                                                                    |
| #10               | キャッチコピー＆自己紹介を作ろう！ - YouTube                                                                              | 2021年7月23日             | 朝日珠莉愛 （BANZAI JAPAN） 星空みお （BANZAI JAPAN） 藤崎しおり （BANZAI JAPAN）         | -                                                                                    |
| #11               | 番組アンケート回答講座！ - YouTube                                                                                        | 2021年7月30日             | 朝日珠莉愛 （BANZAI JAPAN） 星空みお （BANZAI JAPAN） 藤崎しおり （BANZAI JAPAN）         | -                                                                                    |
| #12               | 答えて当然！イントロドン！ライブ盤 - YouTube                                                                              | 2021年8月6日              | -                                                                                         | -                                                                                    |
| #13               | コンビ愛確かめ選手権！ - YouTube                                                                                          | 2021年8月13日             | -                                                                                         | -                                                                                    |
| #14               | 思い出の地を巡る-上京前-《大橋編》！ - YouTube                                                                            | 2021年8月20日             | -                                                                                         | -                                                                                    |
| #15               | 思い出の地を巡る-上京前-《常田編》！ - YouTube                                                                            | 2021年8月27日             | -                                                                                         | -                                                                                    |
| #16               | 気象予報士 今村涼子さん Presents お天気豆情報！ - YouTube                                                                 | 2021年9月3日              | 今村涼子                                                                                  | -                                                                                    |
| #17               | 視聴者から寄せられたスキマ鑑賞会 - YouTube                                                                                | 2021年9月10日             | -                                                                                         | -                                                                                    |
| #18               | 食レポカードバトル対決！ - YouTube                                                                                        | 2021年9月17日             | -                                                                                         | -                                                                                    |
| #19               | ブラマヨ小杉さん登場！念願のヒーハー！ - YouTube                                                                          | 2021年9月24日             | 小杉竜一 （ブラックマヨネーズ）                                                           | -                                                                                    |
| #20               | 小杉さんとやってみよう！ヒーハー！って言うゲーム - YouTube                                                                | 2021年10月1日             | 小杉竜一 （ブラックマヨネーズ）                                                           | OPジングルに小杉の「ヒーハー！」が追加 チャンネル登録KIDSを小杉が担当                |
| #21               | スキマスイッチ徹底解剖!! - YouTube                                                                                        | 2021年10月8日             | -                                                                                         | -                                                                                    |
| #22               | クイズ！小澤さん！！ - YouTube                                                                                            | 2021年10月15日            | -                                                                                         | -                                                                                    |
| #23               | 大橋卓弥にマジドッキリ？！大橋CASINO開催！ - YouTube                                                                      | 2021年10月22日            | -                                                                                         | -                                                                                    |
| #24               | 湖池屋さんも困惑！？劇的に美味しくなる！ スコーンの斬新な食べ方【前編】 - YouTube                                         | 2021年10月29日            | 湖池屋                                                                                    | -                                                                                    |
| #25               | 湖池屋さんも困惑！？新商品も遠慮なし！ 忖度しない大橋卓弥のスコーンランキング！【後編】 - YouTube                         | 2021年11月2日             | 湖池屋                                                                                    | -                                                                                    |
| #26               | 目指せスカイダイビング！2人きりのドライブトーク！ 「Hot Milk」全曲解説【前編】 - YouTube                                  | 2021年11月5日             | -                                                                                         | -                                                                                    |
| #27               | 目指せスカイダイビング！2人きりのドライブトーク！ 「Hot Milk」全曲解説【後編】 - YouTube                                  | 2021年11月12日            | -                                                                                         | -                                                                                    |
| #28               | 目指せスカイダイビング！のはずが、地獄の企画再び？！ 食レポカードバトル！ - YouTube                                       | 2021年11月19日            | -                                                                                         | -                                                                                    |
| #29               | スカイダイビング完結編！遂に！大橋の夢が叶う！！ - YouTube                                                                | 2021年11月26日            | -                                                                                         | -                                                                                    |
| -                 | 初生配信！「Hot Milk」「Bitter Coffee」発売記念 「スキマスイッチのこのヘンまでやってみよう」 もしもし生電話SP！ - YouTube | 2021年11月26日            | -                                                                                         | -                                                                                    |
| #30               | 常田アフロの真実！あの曲たちやスキマスイッチの名前はここで生まれた！ ストリートビュー想い出散歩【常田上京編】 - YouTube   | 2021年12月3日             | -                                                                                         | -                                                                                    |
| #31               | 大橋母の愛に号泣事件！！そしてまさかの幽霊が出る家…！？ ストリートビュー想い出散歩【大橋上京編】 - YouTube                | 2021年12月10日            | -                                                                                         | -                                                                                    |
| #32               | 2人きりのドライブトーク！「Bitter Coffee」全曲解説【前編】 - YouTube                                                      | 2021年12月17日            | -                                                                                         | -                                                                                    |
| #33               | 2人きりのドライブトーク！Bitter Coffee」全曲解説【後編】 - YouTube                                                        | 2021年12月24日            | -                                                                                         | -                                                                                    |
| ファミ劇 コラボ#1 | ファミリー劇場CLUBのサウンドステッカーを作ろう！ - YouTube                                                                | 2021年1月28日             | -                                                                                         | ファミリー劇場CLUBとのコラボ配信 不具合により1月31日に再配信                         |
| #34               | 2021年ラスト配信！忘年会で今年を振り返ってみよう！ - YouTube                                                              | 2021年12月31日            | -                                                                                         | -                                                                                    |
| #35               | 攻める占い師Love Me Doさん、 2022年のスキマスイッチを占う！ - YouTube                                                     | 2022年1月7日              | Love Me Do                                                                                | -                                                                                    |
| #36               | いきものがかり 水野良樹さんとコラボ！ ありがとうって伝える選手権！ - YouTube                                              | 2022年1月14日             | 水野良樹 （いきものがかり）                                                               | 水野のYouTube番組 「HIROBA」とのコラボ配信                                           |
| #37               | BEST3を2人で揃えろ！ご飯のお供選手権！ - YouTube                                                                          | 2022年1月21日             | -                                                                                         | -                                                                                    |
| ファミ劇 コラボ#2 | サウンドステッカーを作ろう！vol.2[ミニ四駆編] - YouTube                                                                   | 2022年1月25日             | -                                                                                         | ファミリー劇場CLUBとのコラボ配信                                                     |
| #38               | クイズ！スキマを当てろ！ 【CD年間売り上げランキング編】 - YouTube                                                         | 2022年1月28日             | -                                                                                         | -                                                                                    |
| #39               | Google Mapで行く全国ツアーロケハン！【前編】 - YouTube                                                                    | 2022年2月4日              | -                                                                                         | -                                                                                    |
| #40               | Google Mapで行く全国ツアーロケハン！【後編】 - YouTube                                                                    | 2022年2月11日             | -                                                                                         | -                                                                                    |
| #41               | 番組の未来を考える！企画プレゼン大会！ - YouTube                                                                          | 2022年2月18日             | -                                                                                         | -                                                                                    |
| ファミ劇 コラボ#3 | サウンドステッカーを作ろう！vol.3[ヒルクライム編] - YouTube                                                               | 2022年2月22日             | -                                                                                         | ファミリー劇場CLUBとのコラボ配信                                                     |
| #42               | オススメはコレだ！2021年スキマベストバイ！ - YouTube                                                                      | 2022年2月25日             | -                                                                                         | -                                                                                    |
| #43               | 奥田民生さんとヴィンテージギターを見に行く！【前編】 - YouTube                                                            | 2022年3月4日              | 奥田民生                                                                                  | -                                                                                    |
| #44               | 奥田民生さんとヴィンテージギターを見に行く！【中編】 - YouTube                                                            | 2022年3月10日             | 奥田民生                                                                                  | 木曜日配信                                                                           |
| #45               | 奥田民生さんとヴィンテージギターを見に行く！【完結編】 - YouTube                                                          | 2022年3月17日             | 奥田民生                                                                                  | 木曜日配信                                                                           |
| #46               | 玉城ティナさんと人気駅弁ベスト3を当てろ！ - YouTube                                                                       | 2022年3月25日             | 玉城ティナ                                                                                | チャンネル登録KIDSを玉城が担当                                                       |
| ファミ劇 コラボ#4 | サウンドステッカーを作ろう！vol.4[声優編] - YouTube                                                                       | 2022年3月29日             | -                                                                                         | ファミリー劇場CLUBとのコラボ配信                                                     |
| #47               | 日清食品さんとのコラボ企画！ 大橋的「ラ王」アレンジレシピBEST3を決めよう！【前編】 - YouTube                              | 2022年4月1日              | 日清食品                                                                                  | この回より中島ヒロトから プレゼントされた衣装を着用                                  |
| #48               | 日清食品さんとのコラボ企画！ 大橋的「ラ王」アレンジレシピBEST3を決めよう！【後編】 - YouTube                              | 2022年4月8日              | 日清食品                                                                                  | -                                                                                    |
| #49               | 好評企画！第2回『大橋CASINO』 開催！ピンチをチャンスへ！ - YouTube                                                        | 2022年4月15日             | -                                                                                         | -                                                                                    |
| #50               | 「俺のフェス！」大橋と常田それぞれの夢のフェスを考える！ - YouTube                                                        | 2022年4月22日             | -                                                                                         | -                                                                                    |
| ファミ劇 コラボ#5 | サウンドステッカーを作ろう！vol.5[ブライス編] - YouTube                                                                   | 2022年4月26日             | -                                                                                         | ファミリー劇場CLUBとのコラボ配信                                                     |
| #51               | ドラマ番宣をやってみよう！ - YouTube                                                                                      | 2022年4月29日             | -                                                                                         | -                                                                                    |
| #52               | 大量再生回数感謝企画！奥田民生さん回を振り返ろう！ - YouTube                                                              | 2022年5月6日              | -                                                                                         | -                                                                                    |
| #53               | 祝！番組1周年！「このヘンまで」YouTube徹底分析！ - YouTube                                                                | 2022年5月13日             | -                                                                                         | -                                                                                    |
| #54               | 有名人の裏側を暴露します！ - YouTube                                                                                      | 2022年5月20日             | -                                                                                         | -                                                                                    |
| #55               | オススメスポットを巡る全国ツアーのスキマツアー！北海道根室編 - YouTube                                                    | 2022年5月27日             | -                                                                                         | -                                                                                    |
| ファミ劇 コラボ#6 | サウンドステッカーを作ろう！vol.6[完結編] - YouTube                                                                       | 2022年5月31日             | -                                                                                         | ファミリー劇場CLUBとのコラボ配信                                                     |
| #56               | マジシャン先生と常田サプライズ！ - YouTube                                                                                | 2022年6月3日              | マジシャン先生                                                                            | -                                                                                    |
| #57               | すりぃ先生！教えて！ボカロの世界 【OverDriver(すりぃRemix)リリース記念！】 - YouTube                                      | 2022年6月10日             | すりぃ                                                                                    | -                                                                                    |
| #58               | すりぃ先生！教えて！ボカロの世界 【後編】【OverDriver(すりぃRemix)聞き比べ！】 - YouTube                                  | 2022年6月17日             | すりぃ                                                                                    | チャンネル登録KIDSを鏡音レンとすりぃが担当                                           |
| #59               | レトロゲーム1面クリアチャレンジ！レベル1「グラディウス」 - YouTube                                                        | 2022年6月24日             | -                                                                                         | -                                                                                    |
| #60               | レトロゲーム1面クリアチャレンジ！レベル2「魔界村」 - YouTube                                                              | 2022年7月1日              | -                                                                                         | -                                                                                    |
| #61               | レトロゲーム1面クリアチャレンジ！レベル3「スペランカー」 - YouTube                                                        | 2022年7月8日              | -                                                                                         | -                                                                                    |
| #62               | 「TikTokでバズる方法」中の人に聞いてみよう！ - YouTube                                                                    | 2022年7月15日             | TikTok                                                                                    | -                                                                                    |
| #63               | スキマスイッチ自分クイズ！【夏雲ノイズ編】 - YouTube                                                                      | 2022年7月22日             | -                                                                                         | この回より中島ヒロトから プレゼントされた夏用衣装を着用 デビュー20周年イヤー突入企画 |
| #64               | 1stフルアルバム『夏雲ノイズ』を全曲振り返ろう！ - YouTube                                                                 | 2022年7月29日             | -                                                                                         | デビュー20周年イヤー突入企画                                                         |
| #65               | 全国ツアー後半戦をGoogle Mapでロケハン！【前編】 - YouTube                                                                | 2022年8月5日              | -                                                                                         | -                                                                                    |
| #66               | 全国ツアー後半戦をGoogle Mapでロケハン！【後編】 - YouTube                                                                | 2022年8月12日             | -                                                                                         | -                                                                                    |
| #67               | 夏の風物詩！第1回スキマ怪談オーディション！【前編】 - YouTube                                                             | 2022年8月19日             | 吉田悠軌                                                                                  | -                                                                                    |
| #68               | 夏の風物詩！第1回スキマ怪談オーディション！【後編】 - YouTube                                                             | 2022年8月26日             | 吉田悠軌                                                                                  | -                                                                                    |
| #69               | スキマスイッチ自分クイズ！【空創クリップ編】 - YouTube                                                                    | 2022年9月2日              | -                                                                                         | デビュー20周年イヤー突入企画                                                         |
| #70               | 2ndフルアルバム『空創クリップ』を全曲振り返ろう！ - YouTube                                                               | 2022年9月7日              | -                                                                                         | デビュー20周年イヤー突入企画                                                         |
| #71               | 全国ツアーで何が起きた！？ツアー報告絵日記【前編】 - YouTube                                                              | 2022年9月16日             | -                                                                                         | -                                                                                    |
| #72               | 全国ツアーで何が起きた！？ツアー報告絵日記【後編】 - YouTube                                                              | 2022年9月23日             | -                                                                                         | -                                                                                    |
| #73               | 絶対に負けられない！第2回スキマ写真カードバトル in 高松 - YouTube                                                         | 2022年9月30日             | -                                                                                         | -                                                                                    |
| #74               | スキマお悩み相談室part1 - YouTube                                                                                         | 2022年10月7日             | -                                                                                         | -                                                                                    |
| #75               | スキマお悩み相談室part2 - YouTube                                                                                         | 2022年10月11日            | -                                                                                         | 火曜日配信                                                                           |
| #76               | スキマお悩み相談室part3 - YouTube                                                                                         | 2022年10月14日            | -                                                                                         | -                                                                                    |
| #77               | スキマスイッチ自分クイズ！【夕風ブレンド編】 - YouTube                                                                    | 2022年10月21日            | -                                                                                         | デビュー20周年イヤー突入企画                                                         |
| #78               | 3rdアルバム『夕風ブレンド』を全曲振り返ろう！ - YouTube                                                                   | 2022年10月28日            | -                                                                                         | デビュー20周年イヤー突入企画                                                         |
| #79               | 「2022年のスキマスイッチを占う！」途中経過報告 - YouTube                                                                  | 2022年11月4日             | -                                                                                         | -                                                                                    |
| #80               | BEST3を2人で揃えろ！俺のコンビニ選手権！＜前編＞ - YouTube                                                                | 2022年11月11日            | -                                                                                         | -                                                                                    |
| #81               | BEST3を2人で揃えろ！俺のコンビニ選手権！＜後編＞ - YouTube                                                                | 2022年11月18日            | -                                                                                         | -                                                                                    |
| #82               | オススメスポットを巡る全国ツアーのスキマツアー！岡山編 - YouTube                                                          | 2022年11月25日            | -                                                                                         | -                                                                                    |
| #83               | はじめてのボートレース平和島＜前編＞ - YouTube                                                                            | 2022年12月2日             | -                                                                                         | -                                                                                    |
| #84               | はじめてのボートレース平和島＜後編＞ - YouTube                                                                            | 2022年12月9日             | -                                                                                         | チャンネル登録KIDSを中島ヒロトが担当                                                 |
| #85               | レトロゲーム「ツインビー」全5面クリアチャレンジ！ - YouTube                                                               | 202aCtgqIiQgQ42年12月16日 | -                                                                                         | -                                                                                    |
| #86               | 好評企画！第3回『大橋CASINO』 開催！ピンチをチャンスへ！ - YouTube                                                        | 2022年12月23日            | -                                                                                         | -                                                                                    |
| #87               | 2022年ラスト配信！忘年会で今年を振り返ってみよう！ - YouTube                                                              | 2022年12月30日            | -                                                                                         | -                                                                                    |
| #88               | 攻める占い師Love Me Doさんが占う、スキマスイッチ2023年の運勢は？！ - YouTube                                              | 2023年1月6日              | Love Me Do                                                                                | -                                                                                    |
| #89               | スキマスイッチ自分クイズ！【ナユタとフカシギ編】 - YouTube                                                                | 2023年1月13日             | -                                                                                         | デビュー20周年イヤー突入企画                                                         |
| #90               | 4thアルバム『ナユタとフカシギ』を全曲振り返ろう！ - YouTube                                                               | 2023年1月20日             | -                                                                                         | デビュー20周年イヤー突入企画                                                         |
| #91               | 「スキマスイッチ TOUR 2022 "café au lait"」渋谷公演に密着！ - YouTube                                                     | 2023年1月27日             | -                                                                                         | -                                                                                    |
| #92               | 竹脇まりなさんと一緒に宅トレ！ - YouTube                                                                                  | 2023年2月3日              | 竹脇まりな                                                                                | -                                                                                    |
| #93               | 竹脇まりなさんとやってみよう！ヒーハー！って言うゲーム - YouTube                                                          | 2023年2月10日             | 竹脇まりな                                                                                | -                                                                                    |
| #94               | 音楽のお悩み相談 スキマクリニック（前編） - YouTube                                                                       | 2023年2月17日             | -                                                                                         | -                                                                                    |
| #95               | スキマスイッチ自分クイズ！【musium編】 - YouTube                                                                          | 2023年2月24日             | -                                                                                         | デビュー20周年イヤー突入企画                                                         |
| #96               | 5thアルバム『musium』を全曲振り返ろう！ - YouTube                                                                         | 2023年3月3日              | -                                                                                         | デビュー20周年イヤー突入企画                                                         |
| #97               | 音楽のお悩み相談 スキマクリニック（後編） - YouTube                                                                       | 2023年3月10日             | -                                                                                         | -                                                                                    |
| #98               | 「スキマスイッチ TOUR 2022 "café au lait"」 @ 渋谷公演で聞いたファンの皆さんからの質問に回答！（前編） - YouTube          | 2023年3月17日             | -                                                                                         | -                                                                                    |
| #99               | 「スキマスイッチ TOUR 2022 "café au lait"」 @ 渋谷公演で聞いたファンの皆さんからの質問に回答！（後編） - YouTube          | 2023年3月24日             | -                                                                                         | -                                                                                    |
| #100              | 祝！配信100回記念特別企画『逆大橋CASINO』 - YouTube                                                                       | 2023年3月31日             | -                                                                                         | -                                                                                    |
| #101              | スキマスイッチ自分クイズ！【スキマスイッチ編】 - YouTube                                                                  | 2023年4月7日              | -                                                                                         | デビュー20周年イヤー突入企画                                                         |
| #102              | 6thアルバム『スキマスイッチ』を全曲振り返ろう！ - YouTube                                                                 | 2023年4月14日             | -                                                                                         | デビュー20周年イヤー突入企画                                                         |
| #103              | 曲名を当てろ！AIイラストクイズ！ - YouTube                                                                                | 2023年4月21日             | -                                                                                         | -                                                                                    |
| #104              | AIとおしゃべりしよう！ - YouTube                                                                                          | 2023年4月28日             | -                                                                                         | -                                                                                    |
| #105              | 旬の芸人さんに特技を教えてもらおう！（街裏ぴんくさん編） - YouTube                                                        | 2023年5月5日              | 街裏ぴんく                                                                                | -                                                                                    |
| #106              | スキマスイッチ自分クイズ！【新空間アルゴリズム編】 - YouTube                                                              | 2023年5月12日             | -                                                                                         | デビュー20周年イヤー突入企画                                                         |
| #107              | 7thアルバム『新空間アルゴリズム』を全曲振り返ろう！ - YouTube                                                             | 2023年5月19日             | -                                                                                         | デビュー20周年イヤー突入企画                                                         |
| #108              | 旬の芸人さんに特技を教えてもらおう！（鈴木ジェロニモ編） - YouTube                                                        | 2023年5月26日             | 鈴木ジェロニモ                                                                            | -                                                                                    |
| #109              | スキマの20年はどーだったのか聞いてみよう！ （音楽と人・樋口靖幸＜前編＞） - YouTube                                       | 2023年6月2日              | 樋口靖幸 （音楽と人）                                                                     | デビュー20周年イヤー突入企画                                                         |
| #110              | スキマの20年はどーだったのか聞いてみよう！ （音楽と人・樋口靖幸＜後編＞） - YouTube                                       | 2023年6月9日              | 樋口靖幸 （音楽と人）                                                                     | デビュー20周年イヤー突入企画                                                         |
| #111              | 20年分のタイムカプセルを仕分けしてみよう！＜その①＞ - YouTube                                                             | 2023年6月16日             | -                                                                                         | デビュー20周年イヤー突入企画                                                         |
| #112              | 20年分のタイムカプセルを仕分けしてみよう！＜その②＞ - YouTube                                                             | 2023年6月23日             | -                                                                                         | デビュー20周年イヤー突入企画                                                         |
| #113              | 20年分のタイムカプセルを仕分けしてみよう！＜その③＞ - YouTube                                                             | 2023年6月30日             | -                                                                                         | デビュー20周年イヤー突入企画                                                         |
| #114              | 爆盛り！ロンドンお土産トーク！ - YouTube                                                                                  | 2023年7月8日              | -                                                                                         | 土曜日配信                                                                           |
| #115              | FM802コラボ企画！大阪ぶらり散策 - YouTube                                                                                 | 2023年7月14日             | 内田絢子 （FM802）                                                                        | -                                                                                    |
| #116              | スキマスイッチ的 俺のマイベスト！＜前編＞ - YouTube                                                                       | 2023年7月21日             | -                                                                                         |                                                                                      |
| #117              | スキマスイッチ的 俺のマイベスト！＜後編＞ - YouTube                                                                       | 2023年7月28日             | -                                                                                         | -                                                                                    |
| #118              | 『スキマスイッチ 炎の二十番勝負』 （初代マネージャー・樋口 健＜その①＞） - YouTube                                        | 2023年8月4日              | 樋口健 （オフィスオーガスタ）                                                             | デビュー20周年イヤー企画                                                             |
| #119              | 『スキマスイッチ 炎の二十番勝負』 （初代マネージャー・樋口 健＜その②＞） - YouTube                                        | 2023年8月11日             | 樋口健 （オフィスオーガスタ）                                                             | デビュー20周年イヤー企画                                                             |
| #120              | 『スキマスイッチ 炎の二十番勝負』 （初代マネージャー・樋口 健＜その③＞） - YouTube                                        | 2023年8月18日             | 樋口健 （オフィスオーガスタ）                                                             | デビュー20周年イヤー企画                                                             |
| #121              | スキマお悩み相談室＜前編＞ - YouTube                                                                                      | 2023年8月25日             | -                                                                                         | -                                                                                    |
| #122              | スキマお悩み相談室＜後編＞ - YouTube                                                                                      | 2023年9月1日              | -                                                                                         | -                                                                                    |
| #123              | 目指せ、名誉挽回！「だし当てクイズ」 - YouTube                                                                            | 2023年9月8日              | -                                                                                         | -                                                                                    |
| #124              | デモ音源を聴きまくろう！ - YouTube                                                                                        | 2023年9月15日             | -                                                                                         | デビュー20周年イヤー企画                                                             |
| #125              | スキマの20年はどーだったのか聞いてみよう！（カメラマン岩佐篤樹＜前編＞） - YouTube                                        | 2023年9月22日             | 岩佐篤樹                                                                                  | デビュー20周年イヤー企画                                                             |
| #126              | スキマの20年はどーだったのか聞いてみよう！（カメラマン岩佐篤樹＜後編＞） - YouTube                                        | 2023年9月29日             | 岩佐篤樹                                                                                  | デビュー20周年イヤー企画                                                             |
| #127              | デモ音源を聴きまくろう！＜第2弾＞ - YouTube                                                                               | 2023年10月6日             | -                                                                                         | デビュー20周年イヤー企画                                                             |
| #128              | MVで振り返る「俺のベストシーン」＜前編＞ - YouTube                                                                        | 2023年10月13日            | -                                                                                         | -                                                                                    |
| #129              | MVで振り返る「俺のベストシーン」＜後編＞ - YouTube                                                                        | 2023年10月20日            | -                                                                                         | -                                                                                    |
| #130              | デモ音源を聴きまくろう！＜第3弾＞ - YouTube                                                                               | 2023年10月27日            | -                                                                                         | デビュー20周年イヤー企画                                                             |
| #131              | 成城石井のレアカレー当てクイズ！ - YouTube                                                                                | 2023年11月3日             | -                                                                                         | -                                                                                    |
| #132              | 第3回 スキマお悩み相談室＜その①＞ - YouTube                                                                               | 2023年11月10日            | -                                                                                         | -                                                                                    |
| #133              | AIに歌詞の意見を聞いてみよう！ - YouTube                                                                                  | 2023年11月17日            | -                                                                                         | -                                                                                    |
| #134              | デモ音源を聴きまくろう！＜第4弾＞ - YouTube                                                                               | 2023年11月25日            | -                                                                                         | デビュー20周年イヤー企画                                                             |
| #135              | 音楽のお悩み相談 スキマクリニック第2弾 - YouTube                                                                          | 2023年12月1日             | -                                                                                         | -                                                                                    |
| #136              | 第3回 スキマお悩み相談室＜その②＞ - YouTube                                                                               | 2023年12月8日             | -                                                                                         | -                                                                                    |
| #137              | ご褒美ハンバーク当てクイズ！ - YouTube                                                                                    | 2023年12月15日            | -                                                                                         | -                                                                                    |
| #138              | 音楽のお悩み相談 スキマクリニック第2弾＜その②＞ - YouTube                                                                 | 2023年12月22日            | -                                                                                         | -                                                                                    |
| #139              | 2023年ラスト配信！忘年会で今年を振り返ってみよう！ - YouTube                                                              | 2023年12月29日            | -                                                                                         | -                                                                                    |
| #140              | 攻める占い師Love Me Doさんが占う、スキマスイッチ2024年の運勢を聞いてみよう！ - YouTube                                    | 2024年1月5日              | Love Me Do                                                                                | -                                                                                    |
| #141              | スキマスイッチの歌詞をこたけ正義感がリーガルチェック！ - YouTube                                                          | 2024年1月12日             | こたけ正義感                                                                              | こたけのYouTube番組 「こたけ正義感のギルティ―チャンネル」 とのコラボ配信             |
| #142              | スキマスイッチのライブをこたけ正義感がリーガルチェック！ - YouTube                                                        | 2024年1月19日             | こたけ正義感                                                                              | こたけのYouTube番組 「こたけ正義感のギルティ―チャンネル」 とのコラボ配信             |
| #143              | さらば青春の光森田先生のYouTubeヒット企画講座！ - YouTube                                                                 | 2024年1月26日             | 森田哲矢 （さらば青春の光）                                                               | -                                                                                    |
| #144              | さらば青春の光森田先生のYouTubeヒット企画講座！＜後編＞ - YouTube                                                         | 2024年2月2日              | 森田哲矢 （さらば青春の光）                                                               | 歌ってもらってみた：森田哲矢                                                         |
| #145              | 第3回 スキマお悩み相談室＜その③＞ - YouTube                                                                               | 2024年2月9日              | -                                                                                         | -                                                                                    |
| #146              | MVで振り返る「俺のベストシーン」第2弾＜前編＞ - YouTube                                                                   | 2024年2月16日             | -                                                                                         | -                                                                                    |
| #147              | MVで振り返る「俺のベストシーン」第2弾＜後編＞ - YouTube                                                                   | 2024年2月23日             | -                                                                                         | -                                                                                    |
| #148              | デモ音源を聴きまくろう！＜第5弾＞ - YouTube                                                                               | 2024年3月1日              | -                                                                                         | デビュー20周年イヤー企画                                                             |
| #149              | AIに新曲「Lovin' Song」の意見を聞いてみよう！ - YouTube                                                                   | 2024年3月8日              | -                                                                                         | -                                                                                    |
| #150              | スキマフェス出演アーティストを語り尽くす！＜前編＞ - YouTube                                                              | 2024年3月15日             | -                                                                                         | -                                                                                    |
| #151              | スキマフェス出演アーティストを語り尽くす！＜後編＞ - YouTube                                                              | 2024年3月22日             | -                                                                                         | -                                                                                    |
| #152              | 「雑談力」を鍛えよう！＜前編＞ - YouTube                                                                                  | 2024年3月29日             | -                                                                                         | -                                                                                    |
| #153              | 「雑談力」を鍛えよう！＜後編＞ - YouTube                                                                                  | 2024年4月5日              | -                                                                                         | -                                                                                    |
| #154              | 音楽のお悩み相談 スキマクリニック第2弾＜その③＞ - YouTube                                                                 | 2024年4月12日             | -                                                                                         | -                                                                                    |
| #155              | 常滑市で有名な招き猫を作ってみよう！ - YouTube                                                                            | 2024年4月19日             | -                                                                                         | -                                                                                    |
| #156              | R-1グランプリ2024王者の街裏ぴんくさん凱旋！！＜前編＞ - YouTube                                                           | 2024年4月26日             | 街裏ぴんく                                                                                | -                                                                                    |
| #157              | R-1グランプリ2024王者の街裏ぴんくさん凱旋！！＜後編＞ - YouTube                                                           | 2024年5月3日              | 街裏ぴんく                                                                                | 歌ってもらってみた：街裏ぴんく                                                       |
| #158              | スキマフェスのケータリングを考えよう！＜前編＞ - YouTube                                                                  | 2024年5月10日             | -                                                                                         | -                                                                                    |
| #159              | スキマフェスのケータリングを考えよう！＜後編＞ - YouTube                                                                  | 2024年5月17日             | -                                                                                         | -                                                                                    |
| #160              | 有名チェーン店のカレー当てクイズ！ - YouTube                                                                              | 2024年5月24日             | -                                                                                         | -                                                                                    |
| #161              | カロリーを当てろ！CoCo壱2000！！ - YouTube                                                                                | 2024年5月31日             | -                                                                                         | -                                                                                    |
| #162              | マリオパーティ20番勝負！！＜前編＞ - YouTube                                                                              | 2024年6月7日              | -                                                                                         | -                                                                                    |
| #163              | コミュ力チェック！『どっちのコミュ力ショー！』＜前編＞ - YouTube                                                          | 2024年6月14日             | -                                                                                         | -                                                                                    |
| #164              | コミュ力チェック！『どっちのコミュ力ショー！』＜後編＞ - YouTube                                                          | 2024年6月21日             | -                                                                                         | -                                                                                    |
| #165              | スキマフェス直前！サシ飲み真夏の雑談決起集会！！＜前編＞ - YouTube                                                        | 2024年6月28日             | -                                                                                         | -                                                                                    |
| #166              | スキマフェス直前！サシ飲み真夏の雑談決起集会！！＜後編＞ - YouTube                                                        | 2024年7月5日              | -                                                                                         | -                                                                                    |
| #167              | New Album『A museMentally』視聴会＜前編＞ - YouTube                                                                       | 2024年7月12日             | -                                                                                         | -                                                                                    |
| #168              | New Album『A museMentally』視聴会＜後編＞ - YouTube                                                                       | 2024年7月19日             | -                                                                                         | -                                                                                    |
| #169              | FANTASTICS 中島颯太さんが選ぶ『このヘンBEST5』！！ - YouTube                                                              | 2024年7月26日             | 中島颯太 （FANTASTICS）                                                                   | -                                                                                    |
| #170              | 中島颯太さん持ち込み企画！！『クイズ！何の生活音でしょう？ 』 - YouTube                                                   | 2024年8月2日              | 中島颯太 （FANTASTICS）                                                                   | -                                                                                    |
| #171              | 音声会話型AIとおしゃべりしよう！ - YouTube                                                                                | 2024年8月9日              | -                                                                                         | -                                                                                    |
| #172              | マリオパーティ20番勝負！！＜中編＞ - YouTube                                                                              | 2024年8月16日             | -                                                                                         | -                                                                                    |
| #173              | マリオパーティ20番勝負！！＜後編＞ - YouTube                                                                              | 2024年8月23日             | -                                                                                         | -                                                                                    |
| #174              | 緊急撮って出し配信！！ - YouTube                                                                                          | 2024年8月30日             | -                                                                                         | -                                                                                    |
| #175              | スキマフェス振り返り反省会！？ ＜前編＞ - YouTube                                                                         | 2024年9月6日              | -                                                                                         | スキマフェス振り返り企画                                                             |
| #176              | スキマフェス振り返り反省会！？ ＜中編＞ - YouTube                                                                         | 2024年9月13日             | -                                                                                         | スキマフェス振り返り企画                                                             |
| #177              | スキマフェス振り返り反省会！？ ＜後編＞ - YouTube                                                                         | 2024年9月20日             | -                                                                                         | スキマフェス振り返り企画                                                             |
| #178              | スキマフェス打ち上げ第2部！出演アーティストクイズ！＜前編＞ - YouTube                                                     | 2024年9月27日             | ゆず、SUPER BEAVER、JUJU、コブクロ ※全組VTR出演                                           | スキマフェス振り返り企画                                                             |
| #179              | スキマフェス打ち上げ第2部！出演アーティストクイズ！＜後編＞ - YouTube                                                     | 2024年10月4日             | 緑黄色社会、東京スカパラダイスオーケストラ、sumika、いきものがかり、奥田民生 ※全組VTR出演 | スキマフェス振り返り企画                                                             |
| #180              | 本人の前でスキマスイッチネタを披露！（ゲスト：さや香さん） - YouTube                                                      | 2024年10月11日            | さや香                                                                                    | -                                                                                    |
| #181              | 見せ算クイズに挑戦！＆歌ってもらってみた！（ゲスト：さや香さん） - YouTube                                                | 2024年10月18日            | さや香                                                                                    | 歌ってもらってみた：さや香                                                           |
| #182              | 全国ツアーロケハン2024！＜前編＞ - YouTube                                                                                | 2024年10月25日            | -                                                                                         | -                                                                                    |
| #183              | 全国ツアーロケハン2024！＜後編＞ - YouTube                                                                                | 2024年11月1日             | -                                                                                         | -                                                                                    |
| #184              | JOYSOUNDコラボ企画『大橋卓弥選手権』！＜前編＞ - YouTube                                                                  | 2024年11月8日             | -                                                                                         | JOYSOUNDコラボ企画                                                                   |
| #185              | JOYSOUNDコラボ企画『大橋卓弥選手権』！＜後編＞ - YouTube                                                                  | 2024年11月15日            | -                                                                                         | JOYSOUNDコラボ企画                                                                   |
| #186              | エネルギー追跡の旅！ - YouTube                                                                                            | 2024年11月22日            | 日本碍子                                                                                  | -                                                                                    |
| #187              | スキマフェスで聞いたファンの皆さんからの質問に回答！＜第1弾＞ - YouTube                                                   | 2024年11月29日            | -                                                                                         | -                                                                                    |
| #188              | さや香さんゲスト回の未公開シーン祭り！ - YouTube                                                                          | 2024年12月6日             | さや香                                                                                    | -                                                                                    |
| #189              | スキマフェスで聞いたファンの皆さんからの質問に回答！＜第2弾＞ - YouTube                                                   | 2024年12月13日            | -                                                                                         | -                                                                                    |
| #190              | sumikaに贈る！ひじきパーティー！ - YouTube                                                                                | 2024年12月20日            | -                                                                                         | -                                                                                    |
| #191              | 2024年ラスト配信！忘年会で今年を振り返ってみよう！ - YouTube                                                              | 2024年12月27日            | -                                                                                         | -                                                                                    |
| #192              | 攻める占い師Love Me Doさんが占う、スキマスイッチ2025年の運勢を聞いてみよう！ - YouTube                                    | 2025年1月3日              | Love Me Do                                                                                | -                                                                                    |
| #193              | アルバム「A museMentally」の歌詞をこたけ正義感がリーガルチェック！ - YouTube                                              | 2025年1月10日             | こたけ正義感                                                                              | -                                                                                    |
| #194              | ちょっと変わった裁判事件簿＆歌ってもらってみた！（ゲスト：こたけ正義感さん） - YouTube                                    | 2025年1月17日             | こたけ正義感                                                                              | 歌ってもらってみた：こたけ正義感                                                     |
| #195              | スキマフェスで聞いたファンの皆さんからの質問に回答！＜第3弾＞ - YouTube                                                   | 2025年1月24日             | -                                                                                         | -                                                                                    |
| #196              | スキマスイッチのおじさん度チェック！＜前編＞ - YouTube                                                                    | 2025年1月31日             | -                                                                                         | -                                                                                    |
| #197              | スキマスイッチのおじさん度チェック！＜後編＞ - YouTube                                                                    | 2025年2月7日              | -                                                                                         | -                                                                                    |
| #198              | どっちのグルテンフリーショー ＜前編＞ - YouTube                                                                           | 2025年2月14日             | -                                                                                         | -                                                                                    |
| #199              | どっちのグルテンフリーショー ＜後編＞ - YouTube                                                                           | 2025年2月21日             | -                                                                                         | -                                                                                    |
| #200              | 祝！配信200回記念！視聴者が選んだ『このヘンまで』ベスト5!! - YouTube                                                      | 2025年2月28日             | -                                                                                         | -                                                                                    |
| #201              | スキマフェスで聞いたファンの皆さんからの質問に回答！＜第4弾＞ - YouTube                                                   | 2025年3月7日              | -                                                                                         | -                                                                                    |
| #202              | アーティスト名言クイズ！！＜邦楽編＞ - YouTube                                                                            | 2025年3月14日             | -                                                                                         | -                                                                                    |
| #203              | アーティスト名言クイズ！！＜洋楽編＞ - YouTube                                                                            | 2025年3月21日             | -                                                                                         | -                                                                                    |
| #204              | VRの世界を体験しよう！ - YouTube                                                                                          | 2025年3月28日             | ビジュアライズ                                                                            | -                                                                                    |
| #205              | みんなの興味を惹きつけろ！『教えて、常田先生！』 - YouTube                                                                | 2025年4月4日              | -                                                                                         | -                                                                                    |
| #206              | みんなの興味を惹きつけろ！『教えて、大橋先生！』 - YouTube                                                                | 2025年4月11日             | -                                                                                         | -                                                                                    |
| #207              | スキマフェスで聞いたファンの皆さんからの質問に回答！＜第5弾＞ - YouTube                                                   | 2025年4月18日             | -                                                                                         | -                                                                                    |
| #208              | デモ音源を聴きまくろう！＜第6弾／前編＞ - YouTube                                                                         | 2025年4月25日             | -                                                                                         | -                                                                                    |
| #209              | デモ音源を聴きまくろう！＜第6弾／後編＞ - YouTube                                                                         | 2025年5月2日              | -                                                                                         | -                                                                                    |
| #210              | 世界記録に挑戦！ファミコン世界大会 ＜前編＞ - YouTube                                                                     | 2025年5月9日              | -                                                                                         | -                                                                                    |
| #211              | 世界記録に挑戦！ファミコン世界大会 ＜後編＞ - YouTube                                                                     | 2025年5月16日             | -                                                                                         | -                                                                                    |

### 他番組とのコラボ
| コラボ相手                      | 番組名                                    | タイトル                                                                                                 | 公開日         | 備考                                                     |
| ------------------------------- | ----------------------------------------- | --- | -------------- | -------------------------------------------------------- |
| 小杉竜一 （ブラックマヨネーズ） | 小杉100                                   | 特別編 #1 スキマスイッチさんとコラボ！ 小スキマスイッチ20‼ - YouTube                                     | 2021年10月11日 | -                                                        |
| 小杉竜一 （ブラックマヨネーズ） | 小杉100                                   | 特別編 #2 小スキマスイッチ20‼ イリュージョン芸人にどハマり！ - YouTube                                   | 2021年10月14日 | -                                                        |
| 小杉竜一 （ブラックマヨネーズ） | 小杉100                                   | 特別編 #3 小スキマスイッチ20‼ スキマスイッチにドハマりした芸人とは！？ - YouTube                         | 2021年10月18日 | -                                                        |
| ファミリー劇場                  | スキマスイッチの ファミ劇でもやってみよう | 【コラボ企画】スキマスイッチのファミ劇でもやってみよう （12月28日配信スタート！） - YouTube              | 2021年12月20日 | -                                                        |
| ファミリー劇場                  | スキマスイッチの ファミ劇でもやってみよう | 【Vol.1 オカルト編】予告 - YouTube                                                                       | 2021年12月28日 | ファミリー劇場CLUBで公開されている コラボ企画vol.1の予告 |
| ファミリー劇場                  | スキマスイッチの ファミ劇でもやってみよう | 【Vol.2 ミニ四駆編】予告 - YouTube                                                                       | 2022年1月27日  | ファミリー劇場CLUBで公開されている コラボ企画vol.2の予告 |
| ファミリー劇場                  | スキマスイッチの ファミ劇でもやってみよう | 【Vol.3 ヒルクライム編】 - YouTube                                                                       | 2022年2月25日  | ファミリー劇場CLUBで公開されている コラボ企画vol.3の予告 |
| ファミリー劇場                  | スキマスイッチの ファミ劇でもやってみよう | 【Vol.4 声優編】 - YouTube                                                                               | 2022年3月29日  | ファミリー劇場CLUBで公開されている コラボ企画vol.4の予告 |
| ファミリー劇場                  | スキマスイッチの ファミ劇でもやってみよう | Vol.1 オカルト編・番組実況 - YouTube                                                                     | 2022年5月31日  | -                                                        |
| ファミリー劇場                  | スキマスイッチの ファミ劇でもやってみよう | Vol.2 ミニ四駆編・番組実況 - YouTube                                                                     | 2022年5月31日  | -                                                        |
| ファミリー劇場                  | スキマスイッチの ファミ劇でもやってみよう | Vol.3 ヒルクライム編・番組実況 - YouTube                                                                 | 2022年5月31日  | -                                                        |
| ファミリー劇場                  | スキマスイッチの ファミ劇でもやってみよう | Vol.4 声優編・番組実況 - YouTube                                                                         | 2022年5月31日  | -                                                        |
| ファミリー劇場                  | スキマスイッチの ファミ劇でもやってみよう | Vol.5 ブライスドール編・番組実況 - YouTube                                                               | 2022年5月31日  | -                                                        |
| ファミリー劇場                  | スキマスイッチの ファミ劇でもやってみよう | サウンドステッカーできた！完成に胸なでおろす スキマスイッチからのコメントです - YouTube                  | 2022年6月23日  | -                                                        |
| 水野良樹 （いきものがかり）     | HIROBA                                    | 祝・初コラボ【対談Q】前半：スキマスイッチさん ---伝説「三茶の夜」!?--- - YouTube                         | 2022年1月15日  | -                                                        |
| 水野良樹 （いきものがかり）     | HIROBA                                    | 祝・初コラボ【対談Q】後半：スキマスイッチさん ---水野がガチ相談!?---あの時用にメンバーを追加？ - YouTube | 2022年1月15日  | -                                                        |
| こたけ正義感                    | こたけ正義感のギルティ―チャンネル         | スキマスイッチさんがR-1に出るかもしれません - YouTube                                                    | 2024年1月12日  | -                                                        |

## 参加ユニット
福耳（2006年 - ）
所属事務所「オフィスオーガスタ」のアーティストで構成される音楽ユニット。2006年に自身が提供した「惑星タイマー」からメンバーとして参加。デビュー前にも「10 Years After」にコーラスとして参加しPVにも出演している。

委員会バンド（2009年 - ）
毎年出演している「クリスマスの約束」からの派生バンド。2009年に結成。メンバーは小田和正、根本要(スターダストレビュー)、水野良樹(いきものがかり)、スキマスイッチ。2015年には3つの夏フェスに出演。番組外での初の活動となった。

ホスキモ（2010年、2017年）
スターダストレビュー、KAN、秦基博、スキマスイッチで結成したバンド。2010年、2017年にスペシャルライブ「星屑の隙間に木村基博」を開催。ライブタイトルはそれぞれの名前から取ったものであり、バンド名はライブタイトルを略したもの。

POSSESSION=80.2 POR CENTO（2014年）
FM802のACCESSキャンペーン2014年度のスペシャルユニット。フレンドシップコーラスとして参加。

Anly+スキマスイッチ=（2016年）
シンガーソングライターAnlyとのユニット。シングル「この闇を照らす光のむこうに」をリリース。

ザ・ライターズ（2017年、2025年）
フラワーカンパニーズとのコラボバンド。フラワーカンパニーズが主催するイベント「フラワーカンパニーズ presents DRAGON DELUXE 2017」に出演。ユニット名の由来は両ユニットの出身地である愛知県（名古屋）の方言「ざら板」。

スキマスイッチと矢野まき（2019年）
シンガーソングライター矢野まきとのユニット。「メトロノーツ」を発表。

KAN with His Friends（2023年）
シンガーソングライターKANの追悼企画として、KANをリスペクトするアーティスト7組によって結成されたユニット。その他のメンバーは、aiko、トータス松本（ウルフルズ）、根本要（スターダストレビュー）、秦基博、馬場俊英、槇原敬之。KANの楽曲「KANのChristmas Song」のカバー楽曲「KANのChristmas Song 2023」を発表。